# Europäische Union
| Europäische Union                | Europäische Union |
| -------------------------------- | --- |
| Flagge                           | |
| Wahlspruch                       | „In Vielfalt geeint“ |
| Mitgliedstaaten                  | 27 Mitgliedstaaten |
| Amtssprache                      | 24 Amtssprachen |
| Hauptstadt                       | Brüssel (de facto) |
| Ratspräsident                    | Antonio Costa |
| Kommissionspräsidentin           | Ursula von der Leyen |
| Sitz der Organe                  | - Europäischer Rat: Brüssel - Rat: Brüssel - Parlament: Straßburg - Kommission: Brüssel - Gerichtshof: Luxemburg - Rechnungshof: Luxemburg - Zentralbank: Frankfurt am Main |
| Rechtsform                       | Staatenverbund (abgeleitetes Völkerrechtssubjekt) |
| Fläche                           | 4.103.987 (7.) km² |
| Einwohnerzahl                    | 448,4 Mio. (1.1.2023), 450,4 Mio. (1.7.2023, Schätzung) (3.) |
| Bevölkerungsdichte               | 109 Einwohner pro km² |
| Bevölkerungsentwicklung          | ▲+0,218 % (2013) |
| Bruttoinlandsprodukt             | - 20,0 Billionen USD (PPP) (2.) - 17,4 Billionen USD (nominal) (2.) - BIP/Einw. (PPP): 39.900 $ - BIP/Einw. (nominal): 35.700 $ |
| Währung                          | Euro (€) (EUR) und 7 weitere: - Bulgarischer Lew (BGN) - Dänische Krone (DKK) - Polnischer Złoty (PLN) - Rumänischer Leu (RON) - Schwedische Krone (SEK) - Tschechische Krone (CZK) - Ungarischer Forint (HUF)                                                                                          |
| Gründung                         | - WU: 1948, in Kraft 1948 - EGKS: 1951, in Kraft 1952 - WEU: 1954, in Kraft 1954 - EWG, Euratom: 1957, in Kraft 1958 - Drei Säulen der EU: 1992, in Kraft 1993 - EU als Völkerrechtssubjekt: 2007, in Kraft 2009                                                                                        |
| Hymne                            | „Europahymne“ (Ode an die Freude) |
| Feiertag                         | 9. Mai (Europatag) |
| Zeitzone                         | europäisches Festland UTC±0 bis UTC+2 UTC+1 bis UTC+3 (Sommerzeit) Gebiete in äußerster Randlage UTC−4 bis UTC+4 |
| Kfz-Kennzeichen                  | Kfz-Standard-Kennzeichen der EU-Staaten tragen links einen senkrechten azurblauen Balken mit einem Kranz von zwölf goldenen fünfzackigen Sternen entsprechend der Europaflagge in der oberen Hälfte und dem Nationalitätszeichen in der unteren Hälfte. Die weitere Beschriftung ist nicht einheitlich. |
| Internet-TLD                     | .eu |
| Website                          | europa.eu |
| Lagekarte der Europäischen Union | |

Die Europäische Union (EU) ist ein Staatenverbund aus 27 Staaten, davon 26 in Europa und mit Zypern einem geographisch in Asien. Zur EU gehören geographisch zudem einige Überseegebiete außerhalb des Kontinents. Sie hat insgesamt etwa 450 Millionen Einwohner. Die verbreitetsten Sprachen in der EU sind Deutsch und Französisch unter den Muttersprachen und Englisch als Zweit- oder Fremdsprache. 2012 wurde die Europäische Union mit dem Friedensnobelpreis ausgezeichnet.
Die EU stellt eine eigenständige Rechtspersönlichkeit dar und hat daher Einsichts- und Rederecht bei den Vereinten Nationen. Das politische System der EU, das sich im Zuge der europäischen Integration herausgebildet hat, basiert auf dem Vertrag über die Europäische Union und dem Vertrag über die Arbeitsweise der Europäischen Union. Es enthält sowohl überstaatliche als auch zwischenstaatliche Elemente. Während im Europäischen Rat und im Rat der Europäischen Union die einzelnen Staaten mit ihren Regierungen vertreten sind, repräsentiert das Europäische Parlament bei der Rechtsetzung der EU unmittelbar die Unionsbürger. Die Europäische Kommission als Exekutivorgan und der EU-Gerichtshof als Rechtsprechungsinstanz sind ebenfalls überstaatliche Einrichtungen.
Die Anfänge der EU gehen auf die 1950er-Jahre zurück, als zunächst sechs Staaten die Europäische Gemeinschaft für Kohle und Stahl (EGKS) gründeten. Eine gezielte wirtschaftliche Verflechtung sollte militärische Konflikte für die Zukunft verhindern und durch den größeren Markt das Wirtschaftswachstum beschleunigen und damit den Wohlstand der Bürger steigern. Im Lauf der folgenden Jahrzehnte traten in mehreren Erweiterungsrunden weitere Staaten den Gemeinschaften (EG) bei. Ab 1985 wurden mit dem Schengener Übereinkommen die Binnengrenzen zwischen den Mitgliedstaaten geöffnet. Nach der Öffnung des Eisernen Vorhangs 1989 folgten mehrere Erweiterungen im Osten des Kontinents. Mit dem Vertrag von Maastricht wurde 1992 die Europäische Union gegründet, die damit Zuständigkeiten in neuen Politikbereichen bekam. In mehreren Reformverträgen, zuletzt im Vertrag von Lissabon von 2007, wurden die überstaatlichen Zuständigkeiten der EU ausgebaut und die demokratische Verankerung der politischen Entscheidungsprozesse durch die Stellung des Europäischen Parlaments gestärkt.
Von den 27 EU-Staaten bilden 20 Staaten eine Wirtschafts- und Währungsunion. 2002 wurde eine gemeinsame Währung für diese Staaten, der Euro, eingeführt. Im Rahmen des Raums der Freiheit, der Sicherheit und des Rechts arbeiten die EU-Mitgliedstaaten in der Innen- und Justizpolitik zusammen. Durch die gemeinsame Außen- und Sicherheitspolitik findet ein gemeinsames Auftreten gegenüber Drittstaaten statt. Gegenstand der Initiative Europa 2020 war unter anderem die Digitalpolitik. Die Europäische Union hat Beobachterstatus in der G7, ist Mitglied in der G20 und vertritt ihre Mitgliedstaaten in der Welthandelsorganisation.
Die EU ist eine Großmacht und wurde auch schon als „aufstrebende Supermacht“ bezeichnet. Nach nominalem Bruttoinlandsprodukt ist die Europäische Union der weltweit drittgrößte Wirtschaftsraum hinter den Vereinigten Staaten und der Volksrepublik China. Die überwiegende Mehrheit der Mitgliedstaaten erbringt, gemessen am Index der menschlichen Entwicklung, einen der höchsten Lebensstandards weltweit.

## Geschichte
Schon nach dem Ersten Weltkrieg gab es verschiedene Bestrebungen, eine Union europäischer Staaten zu bilden, etwa die 1922 gegründete Paneuropa-Union. Diese Bestrebungen blieben jedoch letztlich erfolglos. Der entscheidende Ausgangspunkt für die europäische Integration wurde erst das Ende des Zweiten Weltkrieges 1945: Durch eine Vernetzung der militärisch relevanten Wirtschaftssektoren sollte ein neuer Krieg zwischen den früheren Gegnern unmöglich gemacht und in der Folge auch die politische Annäherung und dauerhafte Versöhnung der beteiligten Staaten erreicht werden. Daneben waren auch sicherheitspolitische Erwägungen von Bedeutung: Im beginnenden Kalten Krieg sollten die westeuropäischen Staaten enger zusammengeschlossen und die Bundesrepublik Deutschland in den westlichen Block eingebunden werden.

### Zeittafel
| Unterz. In Kraft Vertrag                    | 1948 Brüsseler Pakt                                               | 1951 1952 Paris                                                   | 1954 1955 Pariser Verträge                      | 1957 1958 Rom                                       | 1965 1967 Fusions- vertrag                          | 1986 1987 Einheitliche Europäische Akte | 1992 1993 Maastricht     | 1992 1993 Maastricht          | 1997 1999 Amsterdam           | 2001 2003 Nizza        | 2001 2003 Nizza | 2007 2009 Lissabon |  |  |  |  |  |  |  |  |  |
|                                             |                                                                   |                                                                   |                                                 |                                                     |                                                     |                                         |                          |                               |                               |                        |                 |                    |  |  |  |  |  |  |  |  |  |
| Europäische Gemeinschaften                  | Europäische Gemeinschaften                                        | Drei Säulen der Europäischen Union                                | Drei Säulen der Europäischen Union              | Drei Säulen der Europäischen Union                  | Drei Säulen der Europäischen Union                  | Drei Säulen der Europäischen Union      |                          |                               |                               |                        |                 |                    |  |  |  |  |  |  |  |  |  |
|                                             | Europäische Atomgemeinschaft (Euratom)                            | Europäische Atomgemeinschaft (Euratom)                            | →                                               |                                                     |                                                     |                                         | ←                        |                               |                               |                        |                 |                    |  |  |  |  |  |  |  |  |  |
|                                             |                                                                   |                                                                   | →                                               | Europäische Gemeinschaft für Kohle und Stahl (EGKS) | Europäische Gemeinschaft für Kohle und Stahl (EGKS) | Vertrag 2002 ausgelaufen                | Vertrag 2002 ausgelaufen |                               | Europäische Union (EU)        | Europäische Union (EU) |                 |                    |  |  |  |  |  |  |  |  |  |
|                                             |                                                                   |                                                                   | →                                               | Europäische Wirtschaftsgemeinschaft (EWG)           | Europäische Wirtschaftsgemeinschaft (EWG)           |                                         | ←                        | Europäische Gemeinschaft (EG) | Europäische Gemeinschaft (EG) | Europäische Union (EU) |                 |                    |  |  |  |  |  |  |  |  |  |
|                                             |                                                                   |                                                                   | →                                               | Justiz und Inneres (JI)                             |                                                     |                                         | ←                        | Europäische Gemeinschaft (EG) | Europäische Gemeinschaft (EG) | Europäische Union (EU) |                 |                    |  |  |  |  |  |  |  |  |  |
|                                             | Polizeiliche und justizielle Zusammenarbeit in Strafsachen (PJZS) | Polizeiliche und justizielle Zusammenarbeit in Strafsachen (PJZS) | →                                               | Justiz und Inneres (JI)                             | ←                                                   |                                         |                          |                               |                               | Europäische Union (EU) |                 |                    |  |  |  |  |  |  |  |  |  |
| Europäische Politische Zusammenarbeit (EPZ) | →                                                                 | Gemeinsame Außen- und Sicherheitspolitik (GASP)                   | Gemeinsame Außen- und Sicherheitspolitik (GASP) | Gemeinsame Außen- und Sicherheitspolitik (GASP)     | ←                                                   |                                         |                          |                               |                               | Europäische Union (EU) |                 |                    |  |  |  |  |  |  |  |  |  |
| Westunion (WU)                              | Westunion (WU)                                                    | Westeuropäische Union (WEU)                                       | Westeuropäische Union (WEU)                     | Westeuropäische Union (WEU)                         | Westeuropäische Union (WEU)                         |                                         |                          |                               |                               | Europäische Union (EU) |                 |                    |  |  |  |  |  |  |  |  |  |
| Westunion (WU)                              | Westunion (WU)                                                    | Westeuropäische Union (WEU)                                       | Westeuropäische Union (WEU)                     | Westeuropäische Union (WEU)                         | Westeuropäische Union (WEU)                         | aufgelöst zum 1. Juli 2011              |                          |                               |                               |                        |                 |                    |  |  |  |  |  |  |  |  |  |
|                                             |                                                                   |                                                                   |                                                 |                                                     |                                                     |                                         |                          |                               |                               |                        |                 |                    |  |  |  |  |  |  |  |  |  |

### Europäische Gemeinschaft für Kohle und Stahl (1951)

Die sechs Gründungsmitglieder der EGKS im Jahr 1951 (Algerien gehörte noch zu Frankreich)

Frankreich verfolgte unmittelbar nach dem Zweiten Weltkrieg das Ziel, den deutschen Einheitsstaat zu zerschlagen, um so einer neuen Aufrüstung des „Erbfeinds“ vorzubeugen. Die USA und Großbritannien entschlossen sich aber 1948 dazu, das wirtschaftliche Potenzial Westdeutschlands für den Kalten Krieg gegen die Sowjetunion zu nutzen. Aus dieser Ausgangsposition entwickelte Jean Monnet, Leiter des französischen Planungsamtes, den Vorschlag, die gesamte französisch-deutsche Kohle- und Stahlproduktion einer gemeinsamen Behörde zu unterstellen. Kohle war damals der bedeutendste Energieträger und Stahl das wichtigste Rüstungsmaterial, so dass davon die Fähigkeit eines Staats zur Kriegsführung abhing. Monnet ging es darum, ein erneutes Wettrüsten zwischen Deutschland und Frankreich zu verhindern. „Nach Jahrhunderten des Dominanzstrebens gab Frankreich dem Lauf der Geschichte damit eine andere Richtung“ (Christoph Driessen).
Der französische Außenminister Robert Schuman nahm diese Idee auf und präsentierte sie am 9. Mai 1950 dem Parlament. Der darauffolgende Schuman-Plan führte am 18. April 1951 zur Gründung der Europäischen Gemeinschaft für Kohle und Stahl (EGKS, auch „Montanunion“) durch Belgien, die Bundesrepublik Deutschland, Frankreich, Italien, Luxemburg und die Niederlande. Die Institutionen dieser EGKS bildeten den Kern der späteren EU: eine Hohe Behörde mit supranationalen Kompetenzen, ein Ministerrat als Legislative und eine Beratende Versammlung.

### Römische Verträge (1957)

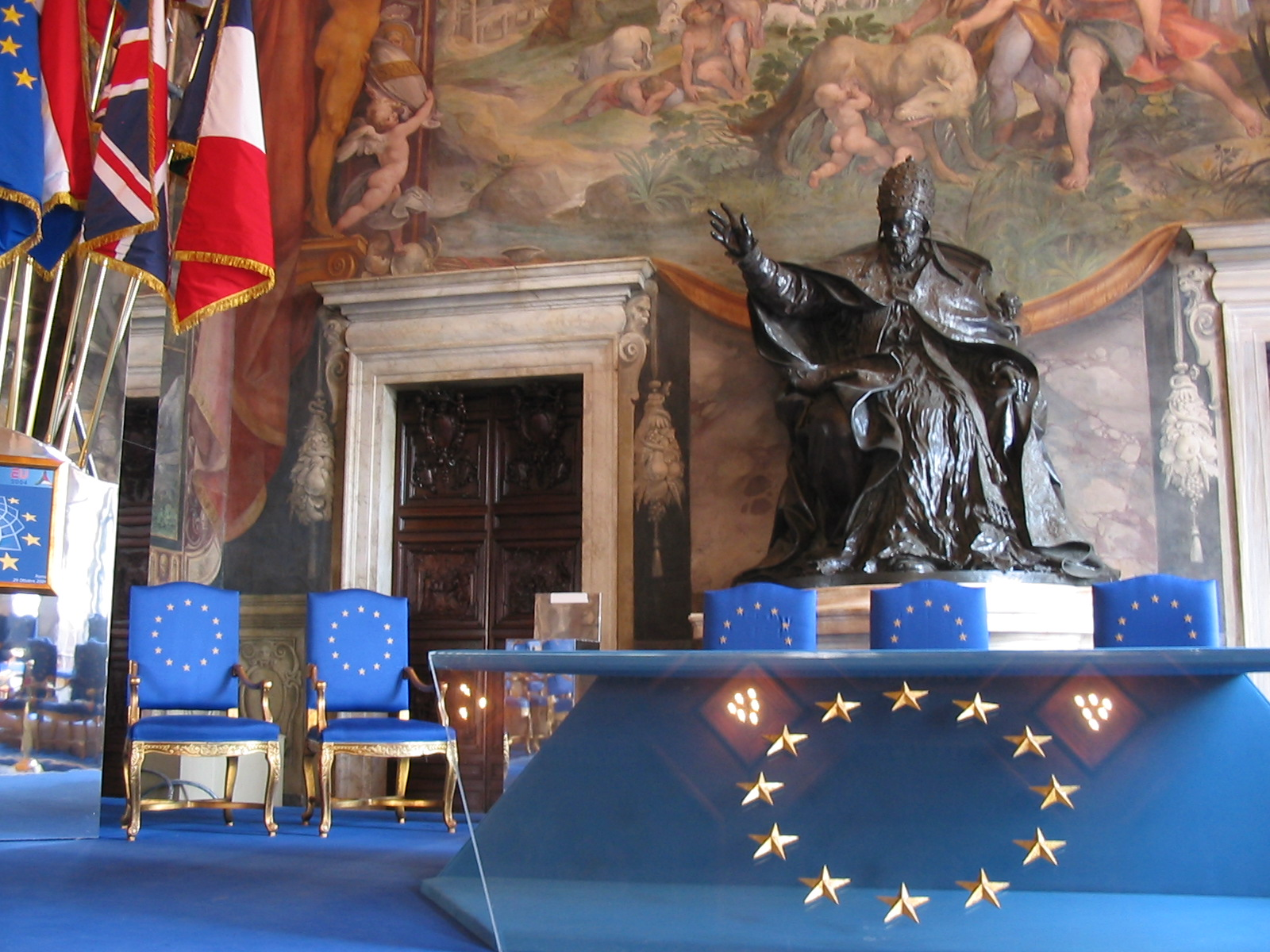
Saal und Konferenzort, in dem 1957 die Römischen Verträge unterzeichnet wurden

Am 25. März 1957 bildeten die Römischen Verträge den nächsten Integrationsschritt. Mit diesen Verträgen gründeten dieselben sechs Staaten die Europäische Wirtschaftsgemeinschaft (EWG) sowie die Europäische Atomgemeinschaft (EAG und Euratom). Ziel der EWG war die Schaffung eines gemeinsamen Marktes, in dem sich Waren, Dienstleistungen, Kapital und Arbeitskräfte frei bewegen konnten. Durch die Euratom sollte eine gemeinsame Entwicklung zur friedlichen Nutzung der Atomenergie stattfinden.
EGKS, EWG und Euratom hatten zunächst jeweils eine eigene Kommission und einen eigenen Rat. Mit dem sogenannten Fusionsvertrag wurden diese Institutionen 1967 jedoch zusammengelegt und nun als Organe der Europäischen Gemeinschaften (EG) bezeichnet.
Neben den Stationen fortschreitender Integration gab es aber auch Rückschläge und Phasen der Stagnation. So scheiterte der Plan einer Europäischen Verteidigungsgemeinschaft (EVG) 1954 in der französischen Nationalversammlung. In den 1960er-Jahren bremste Charles de Gaulle als Präsident Frankreichs das Vorankommen der Gemeinschaft mit der sogenannten Politik des leeren Stuhls und mit seinem wiederholten Veto gegen den britischen Beitritt zur EWG. In der ersten Hälfte der 1980er-Jahre war es dann die britische Premierministerin Margaret Thatcher, die mit der Forderung nach einer Absenkung der britischen Beitragszahlungen weitere Integrationsfortschritte verhinderte. Diese Phase wurde auch als Eurosklerose bezeichnet. Gleichwohl leisteten vereinzelte Erklärungen auch in dieser Zeit dem Gedanken der europäischen Integration immer wieder Vorschub, so etwa das 1973 beschlossene Dokument über die europäische Identität, in dem die neun Mitgliedstaaten der Europäischen Gemeinschaften sich zur „Dynamik des europäischen Einigungswerks“ bekannten und die „vorgesehene Umwandlung der Gesamtheit ihrer Beziehungen in eine Europäische Union“ als gemeinsames Ziel bekräftigten.
Mit der Einheitlichen Europäischen Akte (EEA) 1987 entwickelte die EWG unter dem Kommissionspräsidenten Jacques Delors den Plan eines Europäischen Binnenmarkts, in dem bis zum 1. Januar 1993 durch eine Angleichung des Wirtschaftsrechts sämtliche nationalen Hemmschwellen für den europaweiten Handel überwunden werden sollten.

### Vertrag von Maastricht (1992)

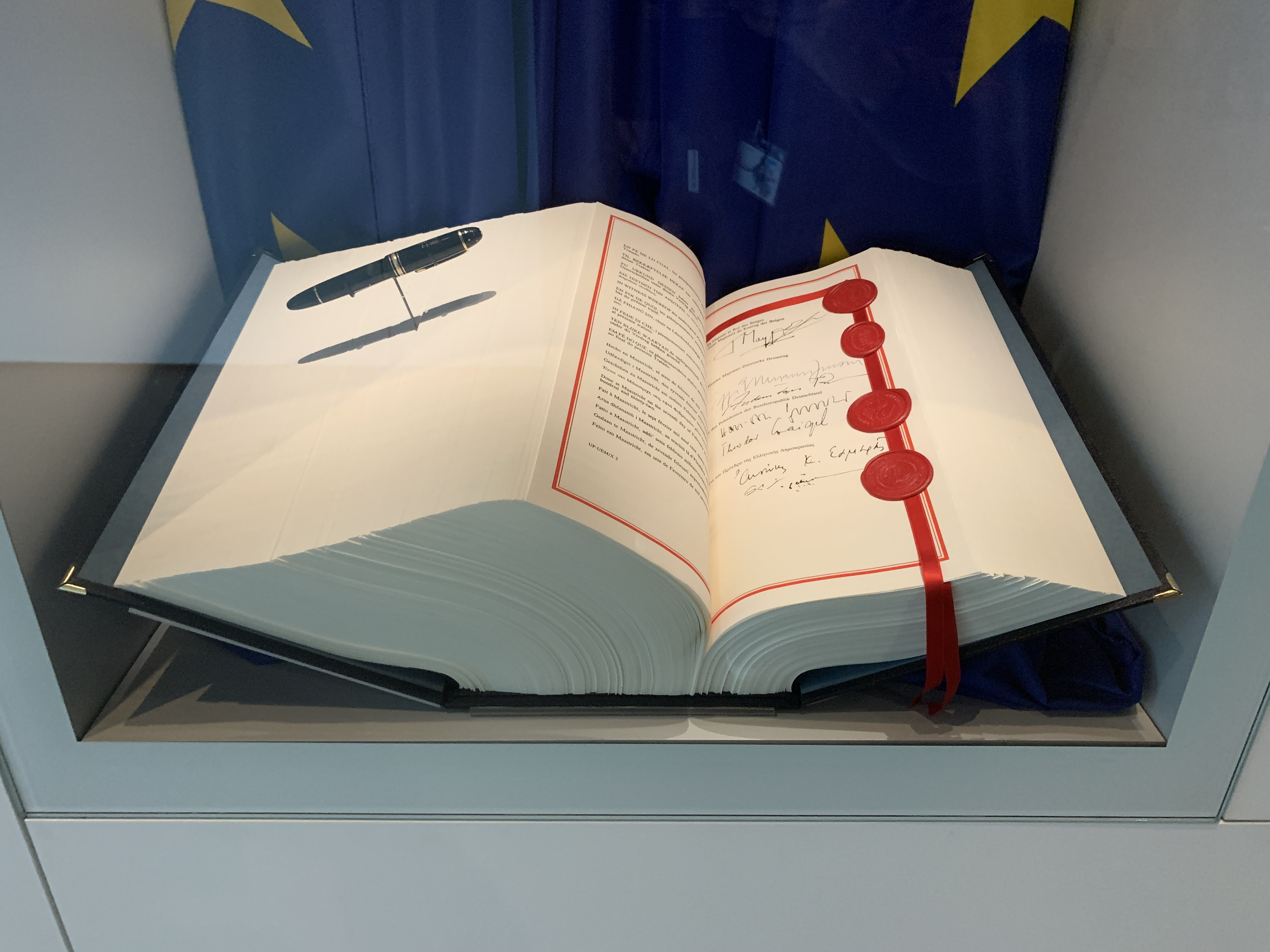
Der Vertrag von Maastricht im Jahr 1992 gründet die Europäische Union.

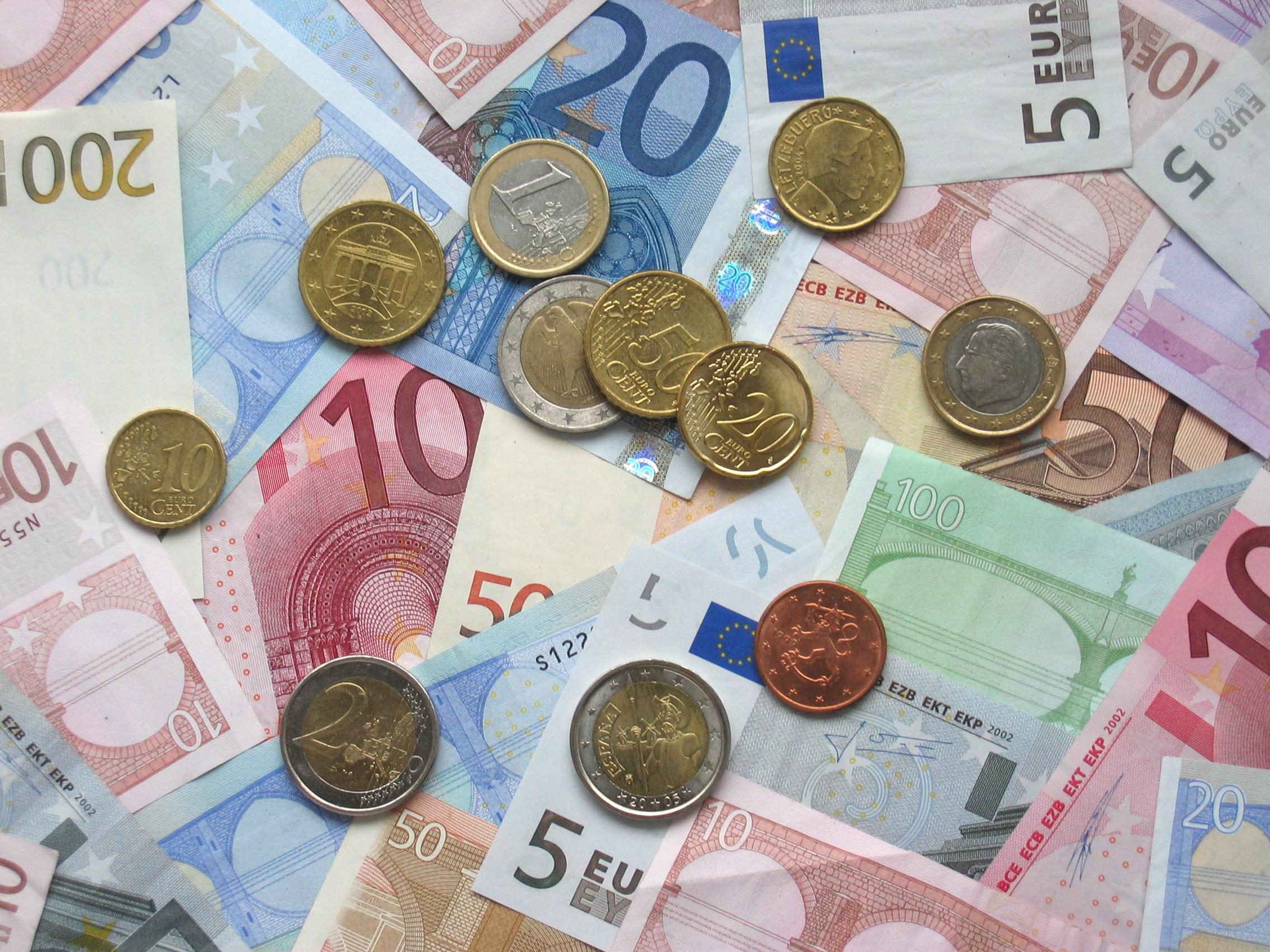
Der Euro wurde 1999 als standardmäßiges Buchgeld eingeführt. Münzen und Scheine als Bargeld folgten drei Jahre später.

Der Fall des Eisernen Vorhanges, der damit verbundene Wechsel des Regierungssystems in der DDR, in Polen, in Ungarn, in der ČSSR sowie in Bulgarien und in Rumänien führte zum Ende der Ost-West-Konfrontation und damit zur Ermöglichung der Wiedervereinigung Deutschlands und zu weiteren Integrationsschritten: Am 7. Februar 1992 wurde der Vertrag von Maastricht zur Gründung der Europäischen Union (EU) unterzeichnet. Er trat am 1. November 1993 in Kraft. In dem Vertrag wurde zum einen die Gründung einer Wirtschafts- und Währungsunion beschlossen, die später zur Einführung des Euro führte; zum anderen beschlossen die Mitgliedstaaten eine engere Koordinierung in der Außen- und Sicherheitspolitik und im Bereich Inneres und Justiz. Zugleich wurde die EWG in Europäische Gemeinschaft (EG) umbenannt, da sie nun auch Zuständigkeiten in anderen Politikbereichen als der Wirtschaft erhielt (etwa in der Umweltpolitik).
Mit dem Vertrag von Amsterdam (1997 unterzeichnet) und dem Vertrag von Nizza (seit 2003 in Kraft) wurde das Vertragswerk der EU erneut überarbeitet, um eine bessere Funktionsweise der Institutionen zu bewirken. Bis zum Vertrag von Lissabon besaßen lediglich die Europäischen Gemeinschaften, nicht aber die Europäische Union selbst Rechtspersönlichkeit. Dies bewirkte, dass die EG im Rahmen ihrer Kompetenzen allgemein verbindliche Beschlüsse fassen konnte, während die EU lediglich als „Dachorganisation“ tätig war. Insbesondere in der Gemeinsamen Außen- und Sicherheitspolitik (GASP) konnte die EU nicht als eigenständige Institution auftreten, sondern immer nur in Gestalt ihrer einzelnen Mitgliedstaaten.
Durch das Ende des Kalten Krieges 1990 geriet auch die Überwindung der politischen Spaltung Europas in den Blickpunkt der EU. Durch mehrere Erweiterungsrunden (1973, 1981, 1986, 1995) war sie bereits auf fünfzehn Mitglieder angewachsen. Nun wollten auch die mittel- und osteuropäischen Staaten, die zuvor dem Ostblock angehört hatten, Teil der Union werden. Hierfür legten die EU-Mitgliedstaaten 1993 die Kopenhagener Beitrittskriterien fest, mit denen Freiheit, Demokratie, Rechtsstaatlichkeit, Menschenrechte und die bürgerlichen Grundfreiheiten als Grundwerte der Union definiert wurden. 2004 und 2007 kam es schließlich zu den beiden Osterweiterungen, bei denen zwölf neue Mitglieder in die EU aufgenommen wurden.
Neue Zielbestimmungen für die innere Entwicklung der Europäischen Union wurden im Jahre 2000 mit der Lissabon-Strategie vorgenommen, die den Herausforderungen der Globalisierung und einer neuen, „wissensbasierten“ Wirtschaft angemessen Rechnung tragen sollte. Als strategisches Ziel für die kommende Dekade bestimmte man, „die Union zum wettbewerbsfähigsten und dynamischsten wissensbasierten Wirtschaftsraum in der Welt zu machen“. Das zehn Jahre später aufgelegte Nachfolgeprogramm, Europa 2020, formulierte im Wesentlichen ähnliche Ziele.

### Vertrag von Lissabon (2007)

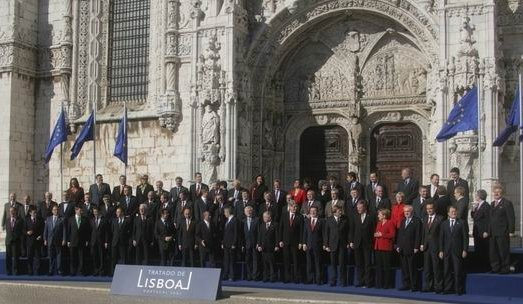
Die Unterzeichner des Vertrags von Lissabon im Jahr 2007

Durch die Erweiterungsrunden wurde die politische Handlungsfähigkeit der EU durch Veto-Möglichkeiten für einzelne Mitgliedstaaten zunehmend eingeschränkt. Erste Anpassungsreformen gab es im Agrarsektor, bei der regionalen Strukturförderung und bei der Modifizierung des Britenrabatts. Mit der Einführung des Verfahrens der verstärkten Zusammenarbeit durch die Verträge von Amsterdam und Nizza wurde eine Möglichkeit entwickelt, um einer solchen Blockade europäischer Entscheidungsprozesse entgegenzuwirken. Integrationswillige Mitgliedstaaten konnten nun in einzelnen Bereichen tiefergehende Einigungsschritte vollziehen, auch wenn sich die übrigen EU-Staaten nicht beteiligten: Als Vorbild dienten hierfür das Schengener Abkommen und die Währungsunion. Die Anzahl der Kommissare pro Staat in der Kommission wurde auf einen reduziert.
Auf dem Gipfel von Laeken 2001 beschlossen die Staats- und Regierungschefs der EU die Einberufung eines Europäischen Konvents, der einen neuen Grundvertrag ausarbeiten sollte, mit dem die Entscheidungsverfahren der EU effizienter und zugleich demokratischer werden sollten. 2004 wurde dieser Verfassungsvertrag in Rom unterzeichnet. Er sah unter anderem eine Auflösung der EG und die Übertragung ihrer Rechtspersönlichkeit an die EU, eine Ausweitung der Mehrheitsentscheidungen sowie eine bessere Koordinierung der Gemeinsamen Außenpolitik vor. Die Ratifikation des Verfassungsvertrags scheiterte jedoch, da ihn Franzosen und Niederländer in einem Referendum ablehnten. Stattdessen erarbeitete daher eine Regierungskonferenz im Jahr 2007 den Vertrag von Lissabon, der die wesentlichen Inhalte des Verfassungsvertrages übernahm. Am 1. Dezember 2009 trat der Vertrag von Lissabon in Kraft.
Im Jahr 2012 wurde der Europäischen Union der Friedensnobelpreis „für über sechs Jahrzehnte Beitrag zur Förderung von Frieden und Versöhnung, Demokratie und Menschenrechten in Europa“ zuerkannt.

### Phase der Herausforderungen

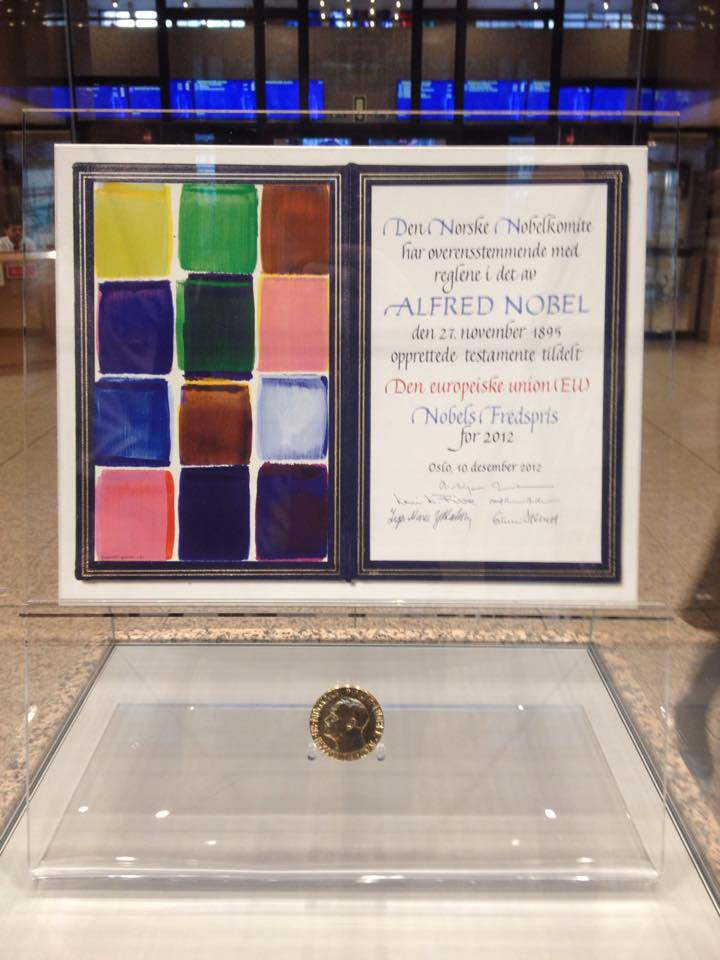
Die Urkunde des Friedensnobelpreises (2012)

Durch die Finanzkrise ab 2007 und die daraus resultierende Eurokrise ist die Europäische Union bei einigen ihrer Mitglieder in wirtschaftliche und soziale Turbulenzen geraten. Nach 2010 wurde zur Bewältigung eine Reihe von Maßnahmen eingeleitet, darunter der im Jahr 2012 eingerichtete Europäische Stabilitätsmechanismus (ESM) als Teil des Euro-Rettungsschirms sowie der Europäische Fiskalpakt, der den teilnehmenden Mitgliedsstaaten Haushaltsdisziplin und Schuldenbegrenzung auferlegte. Die Europäische Bankenunion hat ab 2014 einheitliche Richtlinien und Regelungen im Bereich der Finanzmarktaufsicht und der Sanierung oder Abwicklung von Kreditinstituten innerhalb der EU geschaffen.
Uneinigkeit in der Europäischen Union hatte die Flüchtlingskrise ab 2015 zur Folge. In diesem Gesamtzusammenhang erhielten antieuropäische politische Strömungen Auftrieb. 2016 erfolgte nach einem Referendum der Austritt des Vereinigten Königreichs aus der EU. Die Aufnahmebereitschaft für Flüchtlinge bei den verschiedenen Mitgliedstaaten war sehr unterschiedlich und stand einem gemeinsamen Handeln im Wege. Teilweise kam es zur Wiedereinführung von Grenzkontrollen im Schengen-Raum. Zudem wurden Vorkehrungen zum Schutz der EU-Außengrenzen getroffen, so der Ausbau von Frontex. Ein Plan zur Verteilung von Flüchtlingen unter den Mitgliedsstaaten wurde nur ansatzweise umgesetzt und durch nationalkonservative Regierungen teils offen entgegen vom EuGH höchstrichterlich bestätigter Mehrheitsentscheidungen boykottiert.
Nach 2019 machten die gewählten Organe der EU sich die globale Erwärmung und die Herbeiführung eines wirksamen Klimaschutzes zur wichtigen Aufgabe. Im Rahmen eines „europäischen grünen Deals“ wurde das Ziel ausgegeben, den Treibhausgasausstoß in der EU bis 2030 um 50 Prozent gegenüber dem Vergleichsjahr 1990 zu senken. Europa sollte der erste klimaneutrale Kontinent werden.
Infolge der Covid-19-Pandemie kam es europaweit zu Grenzschließungen welche Lieferengpässe bedingten. Die EU-Kommission führte daraufhin sogenannte 'green lanes' ein, mit der die Kontrollen von Lastkraftwagen verkürzt wurden. Die EU koordinierte eine gemeinsame Impfstoffbestellung, durch welche bis Juni 2022 86 % der Erwachsenen in der EU geimpft wurden. Durch den Wiederaufbaufonds, zur Abmilderung der wirtschaftlichen und sozialen Auswirkungen der Pandemie, nahm die EU erstmals als Ganzes Schulden auf.
Zwischen Februar 2022 mit dem Beginn des russischen Überfalls auf die Ukraine und Februar 2025, beschloss die EU sechzehn Sanktionspakete gegen Russland und Belarus. So wurden Exportverbote gegen russische Energierohstoffe und Luxusgüter verhängt und 2400 Personen und Einrichtungen sanktioniert.

## Geographie

Biogeographische Regionen der Europäischen Union

Insgesamt umfassen die Staatsgebiete der derzeitigen Mitgliedstaaten zusammen eine Grundfläche von 4.234.564 km². Die Küstenlinie beträgt im Ganzen 67.770,9 km. Auf dem europäischen Festland haben die EU-Staaten Außengrenzen mit insgesamt 17 Nicht-Mitgliedstaaten, darüber hinaus auf dem afrikanischen Kontinent mit Marokko und in Südamerika mit Brasilien und Suriname. Der geografische Mittelpunkt der Europäischen Union liegt in Gadheim, einem Ortsteil der Gemeinde Veitshöchheim im Landkreis Würzburg.
Zum Gebiet der Europäischen Union gehören außerhalb Europas die fünf französischen Übersee-Départements Französisch-Guayana, Guadeloupe und Martinique in Amerika, Mayotte und Réunion in Afrika sowie die Collectivité d’outre-mer Saint-Martin, die spanischen Kanarischen Inseln sowie Ceuta und Melilla an der marokkanischen Küste, die portugiesischen Inseln Madeira und die Azoren, und die in Asien liegende Republik Zypern.
Topographisch ist die Europäische Union stark zergliedert. Sie beinhaltet einige größere Halbinseln wie die Iberische Halbinsel, die Apenninhalbinsel, Teile der Skandinavischen Halbinsel und der Balkanhalbinsel, sowie kleinere Halbinseln wie die Bretagne und Jütland; daneben umfasst sie auch zahlreiche Inseln; die größten unter ihnen Irland, Sizilien und Sardinien.
Aufgrund der plattentektonischen Verschiebungen entstanden Gebirge wie die Alpen, die Pyrenäen, der Apennin und die Karpaten. Durch Subduktion der afrikanischen unter die europäischen Kontinentalplatten gibt es aktiven Vulkanismus; unter anderem liegt mit dem Ätna der höchste Vulkan Europas in der EU.
Der höchste Punkt liegt in den Alpen zwischen Italien und Frankreich in einer Höhe von 4805 m am Mont Blanc, der niedrigste mit knapp sieben Meter unter dem Meeresspiegel in der niederländischen Gemeinde Zuidplas.
In den Mitgliedstaaten leben insgesamt rund eine halbe Milliarde Menschen. Zur Bevölkerungsentwicklung: In den meisten Ländern stagniert die einheimische Bevölkerung oder nimmt ab; Immigration hält die Bevölkerungszahl auf einem ungefähr konstanten Niveau.
Biogeographisch wurde die Europäische Union durch die Europäische Umweltagentur in neun terrestrische Regionen und fünf angrenzende Meeresregionen unterteilt.

### Gebietsentwicklung
Ursprung der heutigen Europäischen Union waren die 1951 und 1957 gegründeten Europäischen Gemeinschaften (EGKS, EWG und Euratom). Ihre Mitgliedstaaten waren Belgien, die Bundesrepublik Deutschland, Frankreich, Italien, Luxemburg und das Königreich der Niederlande.
1973 traten der Europäischen Gemeinschaft in der ersten Norderweiterung das Vereinigte Königreich, Irland und Dänemark bei. In Norwegen, das ebenfalls einen Beitrittsvertrag unterzeichnet hatte, wurde dessen Ratifizierung in einem Referendum von der Bevölkerung abgelehnt.
In den 1980er-Jahren folgten Griechenland (1981), Portugal und Spanien (beide 1986) als Neumitglieder. Diese Staaten hatten teils schon seit langem eine Annäherung an die Europäischen Gemeinschaften gesucht, waren jedoch wegen ihrer autoritären Regierungen nicht zugelassen worden. Erst nach erfolgreichen Demokratisierungsprozessen konnten sie beitreten.

Entwicklung von 1952 bis 2020

Mit der deutschen Wiedervereinigung am 3. Oktober 1990 vergrößerte sich die Zahl der Bürger innerhalb der Europäischen Gemeinschaft um die rund 16 Millionen neuen Staatsbürger der Bundesrepublik Deutschland, deren Staatsgebiet sich seitdem auch auf die Fläche der ehemaligen DDR erstreckt.
Österreich, Finnland und Schweden wurden 1995 mit der zweiten Norderweiterung in die kurz zuvor gegründete Europäische Union aufgenommen. In Norwegen stimmte am 28. November 1994 – trotz erneuter Regierungsbemühungen – bei einem Referendum wieder eine Mehrheit (52,2 %) der Abstimmenden (Wahlbeteiligung 88,8 %) gegen den Beitritt.
Mit der ersten Osterweiterung traten am 1. Mai 2004 zehn Staaten der Europäischen Union bei. Darunter waren acht ehemals kommunistisch regierte mittel- und osteuropäische Länder (Estland, Lettland, Litauen, Polen, Tschechien, Slowakei, Ungarn und Slowenien) sowie der im Mittelmeer gelegene Inselstaat Malta und die geographisch zu Asien gehörende Insel Zypern, diese jedoch faktisch nur mit dem griechischsprachigen Südteil. Am 1. Januar 2007 wurden als 26. und 27. Mitgliedstaat Rumänien und Bulgarien in die Union aufgenommen. Durch diese Erweiterung ist die Bevölkerung in der Europäischen Union seit 2010 auf über eine halbe Milliarde Menschen angewachsen. Am 1. Juli 2013 wurde Kroatien der 28. Mitgliedstaat.
Neben den Erweiterungen kam es in einigen Fällen auch zu einer Verkleinerung der Gemeinschaft. So waren die vorher zu Frankreich gehörende Französischen Départements in Algerien nach der Unabhängigkeit Algeriens 1962 nicht mehr Teil der EG. Das zu Dänemark gehörende autonome Grönland trat 1985 als erstes Gebiet nach einem Referendum aus der Gemeinschaft aus. In einer Volksabstimmung 1982 beschlossen die Grönländer den Austritt. Grönland genießt in der EU weiterhin den Status eines „assoziierten überseeischen Landes“ mit den Vorteilen einer Zollunion, gehört jedoch gemäß Zollkodex der Union nicht zum Zollgebiet der Union.
Die französische Karibikinsel Saint-Barthélemy hat 2012 auf eigenen Wunsch den Statuswechsel hin zu einem der Union nur mehr assoziierten Gebiet vollzogen.
Am 23. Juni 2016 stimmte im Vereinigten Königreich in dem Referendum über den Verbleib des Vereinigten Königreichs in der Europäischen Union eine Mehrheit für den Austritt des Staates aus der Europäischen Union (Brexit). Der Austritt erfolgte darauf 2020.

### Mitgliedstaaten
Folgende 27 Staaten sind Mitglieder der Europäischen Union (Stand: 1. Februar 2020; in Klammern der von der EU genutzte Code nach ISO 3166-2):
- Belgien (BE)
- Bulgarien (BG)
- Dänemark (DK)
- Deutschland (DE)
- Estland (EE)
- Finnland (FI)
- Frankreich (FR)
- Griechenland (GR)
- Irland (IE)
- Italien (IT)
- Kroatien (HR)
- Lettland (LV)
- Litauen (LT)
- Luxemburg (LU)
- Malta (MT)
- Niederlande (NL)
- Österreich (AT)
- Polen (PL)
- Portugal (PT)
- Rumänien (RO)
- Schweden (SE)
- Slowakei (SK)
- Slowenien (SI)
- Spanien (ES)
- Tschechien (CZ)
- Ungarn (HU)
- Zypern (CY)

Zur EU gehören die außereuropäischen Gebiete einiger Mitgliedstaaten. Für andere von EU-Mitgliedstaaten abhängige Gebiete gelten allerdings weitreichende Ausnahmeregelungen. Man unterscheidet dabei verschiedene Grade der Integration:

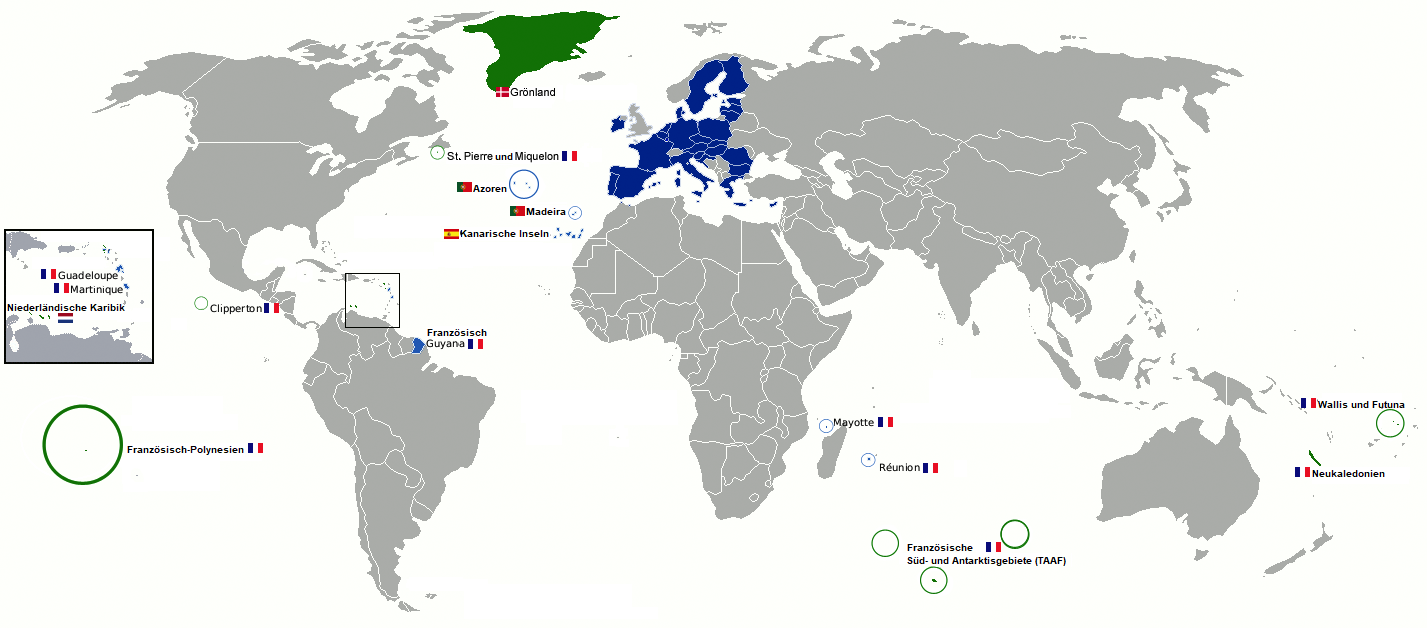
Karte des räumlichen Geltungsbereichs der EU-Verträge nach AEUV mit den assoziierten Gebieten sowie den EU-Gebieten in äußerster Randlage

- Einige Überseegebiete sind vollständig in die nationale Verwaltungsstruktur einbezogen; sie werden als Teil des Mutterstaates angesehen und sind damit integraler Bestandteil der Europäischen Union. Dabei handelt es sich um die französischen Übersee-Départements Französisch-Guayana, die Karibikinseln Martinique und Guadeloupe sowie im Indischen Ozean Réunion und (seit 1. Januar 2014) Mayotte, außerdem die Kanaren, Ceuta und Melilla als Teile Spaniens und die portugiesischen Inselgruppen der Azoren und Madeira.
- Die meisten anderen überseeischen Hoheitsgebiete der Mitgliedstaaten der Europäischen Union sind von den Verträgen entweder erfasst oder mit der EU assoziiert. Rechtsgrundlage dafür ist Art. 198 AEUV, nach dem die Europäische Union das Ziel der Förderung der wirtschaftlichen und sozialen Entwicklung und die Herstellung enger Wirtschaftsbeziehungen mit den assoziierten Ländern und Hoheitsgebieten ins Auge fasst. Nach Art. 200 AEUV sind diese Gebiete auch Teil der europäischen Zollunion.
- Schließlich wurden für autonome Gebiete mit ausgeprägter regionaler Identität Sonderregelungen geschaffen, die weder eine Zugehörigkeit zur Europäischen Union noch nach Art. 4 Abs. 1 des Zollkodex der Union zu deren Zollgebiet vorsehen. Hierzu gehören die dänischen Autonomiegebiete Färöer und Grönland sowie das französische Überseegebiet Saint-Pierre und Miquelon.[46]

### Beitrittskandidaten

Derzeitige Mitgliedstaaten
Beitrittskandidaten mit Verhandlungen
Beitrittskandidaten
Bewerberstaaten
Beitrittskandidaten mit angehaltenen Verhandlungen

Nach Art. 49 EU-Vertrag kann jeder europäische Staat, der die Werte der EU achtet und sich für ihre Förderung einsetzt, die EU-Mitgliedschaft beantragen. Nach gängigem Verständnis ist die Bezeichnung „europäisch“ dabei im weiten Sinn zu verstehen und schließt etwa auch die geographisch in Asien liegenden Mitglieder des Europarats ein. Der Beitritt kann jedoch nur dann vollzogen werden, wenn die sogenannten Kopenhagener Kriterien (insbesondere Demokratie und Rechtsstaatlichkeit) erfüllt sind. Um diese Bedingungen zu erfüllen, gewährt die EU den Beitrittskandidaten sowohl beratende als auch finanzielle Hilfen. Im Rahmen von Beitrittspartnerschaften wird so auf die Angleichung an EU-Standards hingearbeitet. Damit verbunden ist auch ein Twinning-Prozess mit Kooperationshilfen für den Verwaltungsaufbau. Hierzu wurden mit den potenziellen Bewerberländern Stabilisierungs- und Assoziierungsabkommen (SAA) abgeschlossen, die den Beitrittsprozess vorbereiten. Den Abschluss eines Beitrittsverfahrens bildet ein Beitrittsvertrag, der von allen EU-Mitgliedstaaten, dem Beitrittskandidaten und dem Europäischen Parlament ratifiziert werden muss.
Im EU-Sprachgebrauch wird zwischen „Beitrittskandidaten“ und „potenziellen Beitrittskandidaten“ unterschieden. Im Jahr 2023 gab es neun Beitrittskandidaten. Seit 2005 wird mit der Türkei verhandelt. 2005 wurde Nordmazedonien der Status eines Beitrittskandidaten zuerkannt, die Verhandlungen begannen 2022. Der EFTA-Staat Island beantragte 2009 die EU-Mitgliedschaft und bekam 2010 den Kandidatenstatus zugesprochen, zog aber 2015 seinen Beitrittsantrag zurück. Montenegro wurde 2010, genau zwei Jahre nach der Antragstellung ebenfalls zum offiziellen Kandidaten ernannt.
Albanien und Serbien reichten 2009 ihre Beitrittsanträge ein. Serbien wurde 2012 formal als Beitrittskandidat anerkannt und Albanien 2014. Ein weiterer Beitrittskandidat auf dem westlichen Balkan ist Bosnien und Herzegowina, das 2022 offiziell als solcher von der EU anerkannt wurde. 2022 stellten die Ukraine, Georgien und Moldau ein Beitrittsgesuch. Moldau und die Ukraine wurden 2022 als Beitrittskandidaten anerkannt, Georgien 2023.

### EFTA- und Europäische Kleinstaaten
Die Europäische Union unterhält zu einigen Nachbarstaaten besondere Beziehungen. Dies betrifft insbesondere Norwegen, Island und Liechtenstein. Diese Mitgliedstaaten der Europäischen Freihandelsassoziation (EFTA) schlossen sich 1994 mit der EU im Europäischen Wirtschaftsraum (EWR) zusammen, der eine Erweiterung des Europäischen Binnenmarkts ist. Durch das EWR-Abkommen gelten die Binnenmarktregelungen der EU auch für die EFTA-Länder im EWR – allerdings ohne dass diese in den EU-Organen mitentscheiden können. Sie haben lediglich in gemeinsamen EWR-Ausschüssen auf parlamentarischer oder ministerieller Ebene ein Anhörungsrecht. Diese drei Staaten sind damit wirtschaftlich, aber nicht politisch in die Strukturen der EU integriert. Alle drei EFTA-Staaten im EWR sind auch Mitglied des Schengener Abkommens.
Mehrere bilaterale Verträge zwischen der Schweiz und der Europäischen Union wurden nach 1990 geschlossen, die unter anderem die Personenfreizügigkeit und den Beitritt der Schweiz zu den Abkommen von Dublin und Schengen betreffen, aber auch wirtschaftliche Fragen wie die Beseitigung bestimmter nichttarifärer Handelshemmnisse. Außerdem unterstützte die Schweiz die EU-Osterweiterung 2004 durch den Schweizer Beitrag an ausgewählte EU-Mitgliedstaaten von einer Milliarde Schweizer Franken, verteilt auf zehn Jahre.
Besondere politische und wirtschaftliche Beziehungen unterhält die EU außerdem zu den europäischen Zwergstaaten in ihrer unmittelbaren Nachbarschaft. Diese besonderen Vertragsverhältnisse zu Andorra, Monaco, San Marino, dem Staat Vatikanstadt sollen vor allem deren territorialer und damit arbeitsmarktabhängiger Verbundenheit zu den jeweiligen EU-Nachbarländern gerecht werden. Mit Andorra, Monaco, San Marino und der Vatikanstadt, die den Euro nutzen, bestehen zudem besondere Währungsvereinbarungen.
Mit den übrigen Nachbarstaaten im Süden und Osten ist die EU durch die Europäische Nachbarschaftspolitik (ENP) verbunden. Anders als die Beziehungen zu den EFTA-Mitgliedern und zu den assoziierten Kleinstaaten läuft die ENP jedoch vollständig im Rahmen der Gemeinsamen Außen- und Sicherheitspolitik (siehe Europäische Nachbarschaftspolitik) ab.

## Politisches System

Politisches System der Europäischen Union

Das politische System der Europäischen Union hebt sich von einzelstaatlichen politischen Systemen deutlich ab. Als supranationaler Zusammenschluss souveräner Staaten besitzt die EU anders als ein Staatenbund eigene Souveränitätsrechte; andererseits haben die EU-Institutionen keine Kompetenz-Kompetenz – anders als ein Bundesstaat kann die EU also die Verteilung der Zuständigkeiten innerhalb ihres Systems nicht selbst gestalten. Gemäß dem Prinzip der begrenzten Einzelermächtigung dürfen die EU-Organe nur in den Bereichen tätig werden, die in den Gründungsverträgen ausdrücklich genannt sind. Das deutsche Bundesverfassungsgericht hat daher im Maastricht-Urteil 1993 den neuen Begriff Staatenverbund geprägt, um die EU staatsrechtlich zu charakterisieren.
Die beiden wichtigsten Verträge, auf denen die EU derzeit basiert, sind der Vertrag über die Europäische Union und der Vertrag über die Arbeitsweise der Europäischen Union (AEUV; früher EG-Vertrag). Man bezeichnet sie deshalb als europäisches Primärrecht. Das gesamte Sekundärrecht, das die EU selbst gemäß ihren eigenen Rechtsetzungsverfahren erlässt, ist aus diesen Verträgen und den darin genannten Kompetenzen abgeleitet. Durch die Rechtspersönlichkeit, die die EU seit dem 1. Dezember 2009 besitzt, kann sie jedoch als Völkerrechtssubjekt in eigenem Namen (wenn auch grundsätzlich nur auf einstimmigen Beschluss des Rats für Auswärtige Angelegenheiten) internationale Verträge und Abkommen unterzeichnen. Über den neu geschaffenen Europäischen Auswärtigen Dienst kann sie diplomatische Beziehungen mit anderen Staaten aufnehmen und die Mitgliedschaft in internationalen Organisationen – etwa dem Europarat oder den Vereinten Nationen – beantragen.
Neben der EU gibt es außerdem die Europäische Atomgemeinschaft (Euratom), die auf einem eigenen, 1958 geschlossenen Gründungsvertrag (dem Euratom-Vertrag) basiert. Nach der Auflösung von EGKS und EG ist die Euratom die letzte der noch bestehenden Europäischen Gemeinschaften. In ihren Strukturen ist sie jedoch vollständig an die EU angegliedert und teilt auch ihre Organe mit dieser.

### Recht
Je nach Politikfeld hat die EU unterschiedliche Kompetenzen und Abstimmungsverfahren. Grundsätzlich sind die Rechtsakte, die gemäß den Rechtsetzungsverfahren der EU von den europäischen Institutionen – Kommission, Rat und Parlament – beschlossen werden, bindend. Da hier auch die Regierungen einzelner Staaten überstimmt werden können, spricht man von der supranationalen (überstaatlichen) Gemeinschaftsmethode. In einigen Politikfeldern, etwa der Handelspolitik, wird zwar einstimmig abgestimmt, die Beschlüsse sind dann jedoch bindend und können von den einzelnen Staaten nicht widerrufen werden.
Andere Bereiche, in denen die EU keine Rechtsetzungskompetenz hat, sind von rein intergouvernementalen (zwischenstaatlichen) Entscheidungsmechanismen gekennzeichnet. Das betrifft vor allem die Gemeinsame Außen- und Sicherheitspolitik (GASP): Hier handelt es sich um eine bloße Zusammenarbeit zwischen den Regierungen der Mitgliedstaaten, wobei alle Entscheidungen einstimmig zu treffen sind und auch nicht unmittelbar Rechtsgültigkeit haben.
Das dritte Verfahren neben Gemeinschafts- und intergouvernementaler Methode ist schließlich die offene Methode der Koordinierung, die in einigen Bereichen angewandt wird, für die die EU keine eigene Rechtsetzungskompetenz hat. Hier finden keine formalen Entscheidungen, sondern nur eine informelle Abstimmung der Mitgliedstaaten im Rat statt; die Kommission wird nur unterstützend tätig.
Zu den supranationalen Politikfeldern der EU gehören unter anderem die Zollunion, der Europäische Binnenmarkt, die Europäische Wirtschafts- und Währungsunion, die Forschungs- und Umweltpolitik, das Gesundheitswesen, der Verbraucherschutz, Bereiche der Sozialpolitik sowie der Raum der Freiheit, der Sicherheit und des Rechts. Letzterer umfasst Aspekte der Innen- und Justizpolitik, darunter die Einwanderungspolitik, die justizielle Zusammenarbeit in Zivilsachen und die polizeiliche und justizielle Zusammenarbeit in Strafsachen.
Die supranationalen Kompetenzen der EU in diesem Kernbereich zeigen sich in mehrfacher Hinsicht:
- Der Rat der Europäischen Union entscheidet hier meist nach dem Mehrheitsprinzip. Die Veto-Möglichkeiten der einzelnen Mitgliedstaaten sind stark eingeschränkt; in den meisten Politikfeldern können sie durch eine qualifizierte Mehrheit überstimmt werden.
- Das supranationale Europäische Parlament hat in den meisten Politikbereichen volle legislative Mitspracherechte. Die Regierungen der Mitgliedstaaten können hier also nicht gegen den Willen des Parlaments Recht setzen.
- Bestimmte exekutive Tätigkeiten in der EU sind vollständig der Europäischen Kommission überlassen. Dadurch wird deren Unabhängigkeit gegenüber den nationalen Regierungen besonders deutlich.
- Das EU-Recht hat eine hohe Bindungswirkung: EU-Verordnungen sind unmittelbar geltendes Recht in allen Mitgliedstaaten; bei EU-Richtlinien sind die Mitgliedstaaten dazu verpflichtet, sie in das jeweilige nationale Recht umzusetzen (auch wenn die genaue Form den Einzelstaaten überlassen bleibt). Dabei gilt zwingend die Gerichtsbarkeit der Gerichte der Europäischen Union mit dem Europäischen Gerichtshof (EuGH) an der Spitze.[65]

Am Zustandekommen von Rechtsakten der EU nach dem ordentlichen Gesetzgebungsverfahren sind die Europäische Kommission (alleiniges Initiativrecht), der Rat der Europäischen Union und das Europäische Parlament beteiligt. Dabei wird zwischen EU-Verordnungen (ohne nationalen Umsetzungsakt unmittelbar in den Mitgliedstaaten gültig), EU-Richtlinien (erst ab der Umsetzung in nationales Recht bindend) und EU-Beschlüssen (jeweils Rechtsakt im Einzelfall, ähnlich einem Verwaltungsakt) unterschieden.

### Organe
Das institutionelle Gefüge der EU ist seit ihren Anfängen 1952 im Wesentlichen konstant geblieben, allerdings veränderten sich die Kompetenzen der Organe im Einzelnen mehrmals. Die Organe der Union nennt Art. 13 des EU-Vertrags.
In vielerlei Hinsicht zeigt die EU typische Züge eines föderalen Systems, mit der Kommission als Exekutive und einer zweiteiligen Legislative aus dem Europäischen Parlament als Bürger- und dem Rat als Staatenkammer. Die wichtige Rolle des Rates orientiert sich an dem Konzept des Exekutivföderalismus, das auch die Bundesrepublik Deutschland prägt. Im Vergleich mit den Gepflogenheiten in föderalen Nationalstaaten ist in der EU jedoch der Einfluss der unteren Ebene (hier also der Regierungen der Mitgliedstaaten) größer: So werden beispielsweise die Kommissionsmitglieder von den nationalen Regierungen vorgeschlagen und die nationalen Parlamente über ihre EU-Ausschüsse eng in die EU-Politik einbezogen. Eine Besonderheit ist ferner der Europäische Rat, der alle drei Monate stattfindende Gipfel der Staats- und Regierungschefs. Diese Institution soll nach dem EU-Vertrag die allgemeinen politischen Leitlinien der Union vorgeben. Sie hat damit sehr großen Einfluss auf die Entwicklung der Union, obwohl sie formal nicht in deren Rechtsetzungsprozess eingebunden ist.
| Europäisches Parlament Legislative (Bürgerkammer) | | Europäischer Rat Setzt Richtlinien und Impulse | | Rat der Europäischen Union Legislative (Länderkammer) |  | Europäische Kommission Exekutive |
| Europäisches Parlament | Europäischer Rat Versammlungsraum | Rat der Europäischen Union Versammlungsraum | Gebäude der Europäischen Kommission |                                                       |  |                                  |
| - ist mit dem Rat der Europäischen Union / Ministerrat als Gesetzgeber tätig - teilt sich mit dem Rat die Haushaltsbefugnisse und nimmt in letzter Instanz den Gesamthaushalt an oder lehnt ihn ab - übt die demokratische Kontrolle über alle EU-Organe einschließlich der Europäischen Kommission aus und benennt die Kommissionsmitglieder - besteht aus 705 durch die EU-Bürger gewählten Abgeordneten - Sitz in Straßburg, Generalsekretariat in Luxemburg | - „Gipfeltreffen“ der Staats- und Regierungschefs unter Vorsitz des Präsidenten des Europäischen Rates - gibt der Union die für ihre Entwicklung erforderlichen Impulse und legt allgemeine Ziele und Prioritäten fest - wird nicht gesetzgeberisch tätig - Sitz in Brüssel | - ist mit dem Parlament als Gesetzgeber tätig - setzt sich je nach Themenfeld aus den Ministern der Mitgliedsländer zusammen (daher auch Ministerrat) - übt mit dem Parlament die Haushaltsbefugnisse aus - sorgt für die Abstimmung der Grundzüge der Wirtschafts- und Sozialpolitik und legt Leitlinien für die Gemeinsame Außen- und Sicherheitspolitik (GASP) fest - schließt internationale Verträge - Sitz in Brüssel | - ist die „Regierung“ - unterbreitet dem Parlament und dem Rat Vorschläge für neue Rechtsvorschriften (alleiniges Initiativrecht) - setzt die EU-Politik um und verwaltet den Haushalt - sorgt für die Einhaltung des EU-Rechts („Hüterin der Verträge“) - handelt internationale Verträge aus - je ein Kommissar pro Staat - Sitz in Brüssel |                                                       |  |                                  |

| | Gerichtshof der Europäischen Union Judikative                                                                                    | | Europäischer Rechnungshof Unabhängiges Kontrollorgan: Rechnungshof |  | Europäische Zentralbank Zentralbank |  |
| Sitzungssaal des EuGH | Gebäude des Europäischen Rechnungshofes                                                                                          | Europäische Zentralbank in Frankfurt |                                                                    |  |                                     |  |
| - sichert die Einheitlichkeit der Auslegung europäischen Rechts - ist befugt, in Rechtsstreitigkeiten zwischen EU-Mitgliedstaaten, EU-Organen, Unternehmen und Privatpersonen zu entscheiden - je ein Richter pro Staat - Sitz in Luxemburg | - prüft die Rechtmäßigkeit und ordnungsgemäße Verwendung von Einnahmen und Ausgaben der Institutionen der EU - Sitz in Luxemburg | - bildet mit den nationalen Zentralbanken das Europäische System der Zentralbanken und legt damit die Währungspolitik der EU fest - sichert die Preisstabilität in der Eurozone durch Steuerung der Geldmenge - Sitz in Frankfurt am Main |                                                                    |  |                                     |  |

#### Europäischer Rat

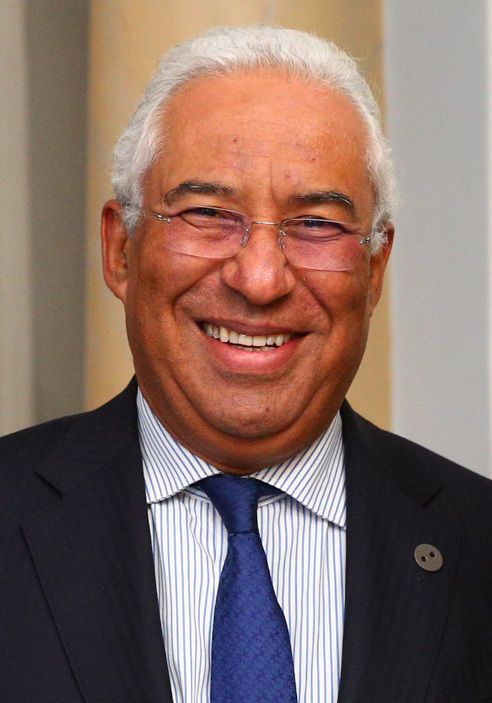
Präsident des Europäischen Rates
António Costa

Der Europäische Rat (Art. 15 EUV und Art. 235 f. AEUV) setzt sich aus den Staats- und Regierungschefs der Mitgliedstaaten sowie dem Präsidenten der Europäischen Kommission zusammen, wobei der Kommissionspräsident nur beratende Funktion hat. Er wird vom Präsidenten des Europäischen Rates geleitet, der auf zweieinhalb Jahre ernannt wird. Der Europäische Rat legt Leitlinien und Ziele der europäischen Politik fest, ist jedoch nicht in die alltäglichen Verfahren eingebunden. Abstimmungen im Europäischen Rat werden grundsätzlich „im Konsens“ getroffen, also einstimmig, lediglich bestimmte operative Entscheidungen werden nach dem Mehrheitsprinzip gefällt. Der Europäische Rat versammelt sich mindestens viermal im Jahr und tagt generell in Brüssel.

#### Rat der Europäischen Union
Der Rat der Europäischen Union (Art. 16 EUV und Art. 237 ff. AEUV, auch Ministerrat genannt) ist eines der zwei Legislativorgane der EU und repräsentiert die Mitgliedstaaten (Länderkammer). Er setzt sich – je nach Politikfeld – aus den jeweiligen Fachministern der nationalen Regierungen der Mitgliedstaaten zusammen und beschließt gemeinsam mit dem Europäischen Parlament die entscheidenden Rechtsakte. Je nach Politikfeld ist hierfür entweder eine einstimmige Entscheidung oder eine qualifizierte Mehrheit notwendig, wobei für Mehrheitsentscheidungen das Prinzip der doppelten Mehrheit (von Staaten und Einwohnern) gilt. In den intergouvernementalen Bereichen, vor allem der Gemeinsamen Außen- und Sicherheitspolitik sowie bestimmten Felder der Handels- und der Sozialpolitik, ist der Rat das einzige Entscheidungsgremium der EU; hier wird grundsätzlich einstimmig beschlossen.
Der Vorsitz im Rat rotiert halbjährlich zwischen den Mitgliedstaaten, wobei jeweils drei aufeinander folgende Staaten in einer sogenannten Dreier-Präsidentschaft zusammenarbeiten. Eine Ausnahme bildet der Rat für Auswärtige Angelegenheiten, in dem der Hohe Vertreter der EU für Außen- und Sicherheitspolitik den Vorsitz innehat. Unterstützt wird die jeweilige Ratspräsidentschaft vom Generalsekretariat des Rates der Europäischen Union.

#### Europäisches Parlament
- VEL: 46
- S&D: 136
- G/EFA: 53
- RE: 75
- EVP: 188
- EKR: 79
- PfE: 85
- ESN: 27
- NI: 30

Das Europäische Parlament (EP, Art. 14 EUV und Art. 223 ff. AEUV) ist der zweite Teil der EU-Legislative. Neben der Gesetzgebungsfunktion wirkt es bei der Feststellung des Haushaltsplans mit und übt parlamentarische Kontrollrechte aus. Es wird seit 1979 alle fünf Jahre bei der Europawahl direkt von den Bürgern der Mitgliedstaaten gewählt und repräsentiert daher die europäische Bevölkerung.
Das Europäische Parlament hatte nach der Europawahl 2009 zunächst 736 Mitglieder, ab Dezember 2011 wurde es gemäß dem Vertrag von Lissabon auf 754 (ab der Europawahl 2014: 751) Mitglieder erweitert. Diese gruppieren sich nicht nach nationaler Herkunft, sondern entlang ihrer politischen Ausrichtung in (derzeit acht) Fraktionen. Hierfür haben sich die nationalen Parteien mit ähnlicher Weltanschauung zu europäischen Parteien zusammengeschlossen. Die stärkste Fraktion im Europäischen Parlament ist derzeit mit 188 Abgeordneten die christdemokratisch-konservative Fraktion der Europäischen Volkspartei (EVP/PPE), gefolgt von der sozialdemokratischen Fraktion Progressive Allianz der Sozialisten und Demokraten im Europäischen Parlament (S&D) mit 136 Abgeordneten (Stand 25. März 2025).
Die Europawahlen werden allerdings weiterhin im nationalstaatlichen Rahmen abgehalten. Die Zahl der Abgeordneten pro Staat richtet sich dabei grundsätzlich nach der Bevölkerungszahl; kleinere Länder sind aber überproportional vertreten, um auch ihnen eine angemessene Repräsentation ihrer nationalen Parteienlandschaft zu ermöglichen.
Das Europäische Parlament hat zwei Tagungsstätten, eine in Brüssel und eine zweite in Straßburg. Den Vorsitz führen die Präsidentin des Europäischen Parlamentes (seit 2022 die Malteserin Roberta Metsola, EVP) und ihre Stellvertreter, die vierzehn Vizepräsidenten. Gemeinsam bilden sie das Präsidium.

#### Europäische Kommission

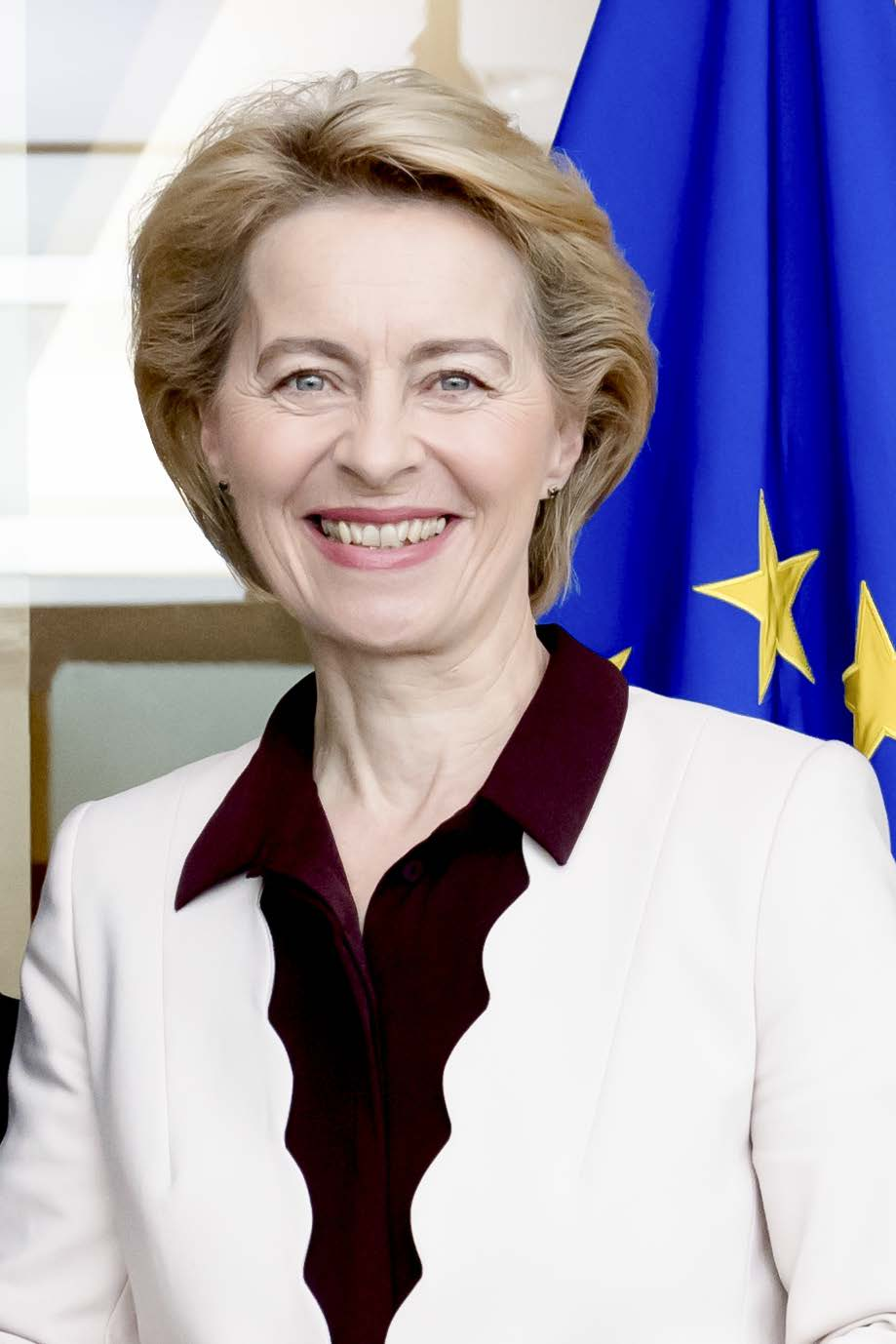
Kommissionspräsidentin
Ursula von der Leyen

Die Europäische Kommission (Art. 17 EUV und Art. 244 ff. AEUV) hat im institutionellen Gefüge der Europäischen Union vornehmlich exekutive Funktionen und entspricht damit der „Regierung“ der EU. Allerdings ist sie auch an der Legislative beteiligt: Sie hat nahezu das alleinige Initiativrecht in der EU-Rechtsetzung und schlägt demnach Rechtsakte (Richtlinien, Verordnungen, Beschlüsse) vor. Parlament und Rat können diese Vorschläge hinterher jedoch frei abändern.
Als Exekutivorgan sorgt die Kommission für die korrekte Ausführung der europäischen Rechtsakte, die Umsetzung des Haushalts und der beschlossenen Programme. Als „Hüterin der Verträge“ überwacht sie die Einhaltung des Europarechts und erstattet gegebenenfalls Klage vor den Gerichten der Europäischen Union. Auf internationaler Ebene handelt sie vor allem in den Bereichen Handel und Zusammenarbeit internationale Übereinkommen aus und vertritt beispielsweise die EU in der Welthandelsorganisation.
Die Europäische Kommission besteht aus 27 Kommissaren, von denen je einer aus jedem Mitgliedstaat kommt. Der Europäische Rat ernennt sie für fünf Jahre mit qualifizierter Mehrheit. Das Europäische Parlament hat dabei jedoch einen Zustimmungsvorbehalt: Es kann die designierte Kommission als Ganzes (nicht jedoch einzelne Kommissare) ablehnen und auch nach deren Einsetzung durch ein Misstrauensvotum zum Rücktritt zwingen. In diesem Fall muss der Europäische Rat eine neue Kommission vorschlagen.
Ihrem vertraglichen Auftrag nach dienen die Kommissare allein der Union und dürfen keinerlei Weisungen entgegennehmen. Die Kommission ist daher ein von den Mitgliedstaaten unabhängiges supranationales Organ der EU. Innerhalb der Kommission übernimmt jeder Kommissar die Zuständigkeit für einen Politikbereich, ähnlich wie die Minister im Kabinett einer nationalstaatlichen Regierung. Die politische Leitung der Kommission liegt beim Kommissionspräsidenten.
Die Kommission hat einen eigenen, in ressortspezifische Generaldirektionen unterteilten Verwaltungsapparat, der rund 23.000 Beamten umfasst (Stand: 2019). Daneben gibt es eine Anzahl von Europäischen Agenturen, die Spezialaufgaben wahrnehmen. Als Teil der Exekutive sind sie an die Kommission angegliedert, aber funktional von ihr unabhängig.
Eine besondere Funktion nimmt der Hohe Vertreter der EU für Außen- und Sicherheitspolitik (Art. 18 EUV) ein, der sowohl Mitglied der Europäischen Kommission als auch Vorsitzender im Rat für Auswärtige Angelegenheiten ist.
Nach der Europawahl 2024 wurde Ursula von der Leyen zur Kommissionspräsidentin wiedergewählt.
Diese Kommission hat erstmals drei sogenannte geschäftsführende Vizepräsidenten sowie fünf weitere Vizepräsidenten. Alle Vizepräsidenten sind neben ihrer Tätigkeit als Kommissar für einen Themenschwerpunkt der politischen Agenda der Kommission von der Leyen I zuständig.
| Präsidentin | Präsidentin            | Präsidentin            | Präsidentin   | Präsidentin      | Präsidentin  | Präsidentin  | Präsidentin                        | Präsidentin                        | Präsidentin                                         |
| Amt | Bild                   | Name                   | Mitgliedstaat | nationale Partei | Europapartei | Europapartei | Fraktion im EU-Parlament           | Fraktion im EU-Parlament           | Zugeordnete Generaldirektionen                      |
| --- | ---------------------- | ---------------------- | ------------- | ---------------- | ------------ | ------------ | ---------------------------------- | ---------------------------------- | --------------------------------------------------- |
| Präsidentin | Ursula von der Leyen   | Ursula von der Leyen   | Deutschland   | CDU              |              | EVP          |                                    | EVP                                | SG, SJ, COMM, IDEA                                  |
| Geschäftsführende Vizepräsidenten |                        |                        |               |                  |              |              |                                    |                                    |                                                     |
| Ressort | Bild                   | Name                   | Mitgliedstaat | nationale Partei | Europapartei | Europapartei | Fraktion im EU-Parlament           | Fraktion im EU-Parlament           | Zugeordnete Generaldirektionen                      |
| Europäischer Green Deal | Frans Timmermans       | Frans Timmermans       | Niederlande   | PvdA             |              | SPE          |                                    | S&D                                | CLIMA                                               |
| Europa fit für das digitale Zeitalter (inkl. Wettbewerb) | Margrethe Vestager     | Margrethe Vestager     | Dänemark      | RV               |              | ALDE         |                                    | RE                                 | COMP                                                |
| Wirtschaft für die Menschen | Valdis Dombrovskis     | Valdis Dombrovskis     | Lettland      | Vienotība        |              | EVP          |                                    | EVP                                | FISMA                                               |
| Vizepräsidenten |                        |                        |               |                  |              |              |                                    |                                    |                                                     |
| Ressort | Bild                   | Name                   | Mitgliedstaat | nationale Partei | Europapartei | Europapartei | Fraktion im EU-Parlament           | Fraktion im EU-Parlament           | Generaldirektionen                                  |
| Stärkung Europas in der Welt (Hoher Vertreter der EU für Außen- und Sicherheitspolitik) | Josep Borell           | Josep Borrell          | Spanien       | PSC              |              | SPE          |                                    | S&D                                | EEAS, FPI                                           |
| Werte und Transparenz | Věra Jourová           | Věra Jourová           | Tschechien    | ANO 2011         |              | ALDE         |                                    | RE                                 |                                                     |
| Förderung der Europäischen Lebensweise | Margaritis Schinas     | Margaritis Schinas     | Griechenland  | ND               |              | EVP          |                                    | EVP                                |                                                     |
| Interinstitutionelle Beziehungen und Vorausschau | Maroš Šefčovič         | Maroš Šefčovič         | Slowakei      | SMER             |              | SPE          |                                    | S&D                                | JRC                                                 |
| Neuer Schwung für die Europäische Demokratie | Dubravka Šuica         | Dubravka Šuica         | Kroatien      | HDZ              |              | EVP          |                                    | EVP                                | COMM                                                |
| Weitere Kommissare |                        |                        |               |                  |              |              |                                    |                                    |                                                     |
| Ressort | Bild                   | Name                   | Mitgliedstaat | nationale Partei | Europapartei | Europapartei | Fraktion im Europäischen Parlament | Fraktion im Europäischen Parlament | Zugeordnete Generaldirektionen                      |
| Haushalt und Verwaltung | Johannes Hahn          | Johannes Hahn          | Österreich    | ÖVP              |              | EVP          |                                    | EVP                                | BUDG, HR, DGT, DIGIT, SCIC, OIB, OIL, PMO, OP, OLAF |
| Justiz und Rechtsstaatlichkeit | Didier Reynders        | Didier Reynders        | Belgien       | MR               |              | ALDE         |                                    | RE                                 | JUST, IAT                                           |
| Innovation und Jugend | Marija Gabriel         | Marija Gabriel         | Bulgarien     | GERB             |              | EVP          |                                    | EVP                                | RTD, EAC, JRC                                       |
| Gesundheit | Stella Kyriakides      | Stella Kyriakides      | Zypern        | DISY             |              | EVP          |                                    | EVP                                | SANTE                                               |
| Energie | Kadri Simson           | Kadri Simson           | Estland       | K                |              | ALDE         |                                    | RE                                 | ENER                                                |
| Internationale Partnerschaften | Jutta Urpilainen       | Jutta Urpilainen       | Finnland      | SDP              |              | SPE          |                                    | S&D                                | INTPA                                               |
| Binnenmarkt (inkl. Verteidigung und Raumfahrt) |                        | Thierry Breton         | Frankreich    | parteilos        |              |              |                                    |                                    | CNECT, GROW, neue DG für Verteidigung               |
| Nachbarschaft und Erweiterung | Oliver Varhelyi        | Olivér Várhelyi        | Ungarn        | parteilos        |              |              |                                    |                                    | NEAR                                                |
| Finanzdienstleistungen, Finanzstabilität und Kapitalmarktunion | Mairead McGuinness     | Mairead McGuinness     | Irland        | FG               |              | EVP          |                                    | EVP                                |                                                     |
| Wirtschaft (inkl. Steuern und Zollunion) | Paolo Gentiloni        | Paolo Gentiloni        | Italien       | PD               |              | SPE          |                                    | S&D                                | ECFIN, TAXUD, ESTAT                                 |
| Handel | Valdis Dombrovskis     | Valdis Dombrovskis     | Lettland      | Vienotība        |              | EVP          |                                    | EVP                                | TRADE                                               |
| Umwelt und Ozeane | Virginijus Sinkevičius | Virginijus Sinkevičius | Litauen       | LVŽS             |              | parteilos    |                                    | G/EFA                              | ENV, MARE                                           |
| Beschäftigung und soziale Rechte | Nicolas Schmit         | Nicolas Schmit         | Luxemburg     | LSAP             |              | SPE          |                                    | S&D                                | EMPL                                                |
| Gleichstellung | Helena Dalli           | Helena Dalli           | Malta         | MLP              |              | SPE          |                                    | S&D                                | JUST, neue Task Force für Gleichstellung            |
| Landwirtschaft | Janusz Wojciechowski   | Janusz Wojciechowski   | Polen         | PiS              |              | EKR          |                                    | EKR                                | AGRI                                                |
| Kohäsion und Reformen | Elisa Ferreira         | Elisa Ferreira         | Portugal      | PS               |              | SPE          |                                    | S&D                                | REGIO, neue DG für Strukturreformen                 |
| Verkehr | Adina Vălean           | Adina Vălean           | Rumänien      | PNL              |              | EVP          |                                    | EVP                                | MOVE                                                |
| Krisenmanagement | Janez Lenarčič         | Janez Lenarčič         | Slowenien     | parteilos        |              |              |                                    |                                    | ECHO                                                |
| Inneres | Ylva Johansson         | Ylva Johansson         | Schweden      | SAP              |              | SPE          |                                    | S&D                                | HOME                                                |
| \| Die Farben zeigen die Zugehörigkeit zu den europäischen Parteien an: EVP0 (9: 4 Männer, 5 Frauen) SPE (9: 5 Männer, 4 Frauen) ALDE (4: 1 Mann, 3 Frauen) EKR0 (1: 1 Mann) parteilos (4: 4 Männer) \| |                        |                        |               |                  |              |              |                                    |                                    |                                                     |
| Die Farben zeigen die Zugehörigkeit zu den europäischen Parteien an: EVP0 (9: 4 Männer, 5 Frauen) SPE (9: 5 Männer, 4 Frauen) ALDE (4: 1 Mann, 3 Frauen) EKR0 (1: 1 Mann) parteilos (4: 4 Männer)       |                        |                        |               |                  |              |              |                                    |                                    |                                                     |

#### Gerichtshof der Europäischen Union
Als Gerichtshof der Europäischen Union wird das gesamte Gerichtssystem der Europäischen Union bezeichnet (Art. 19 EUV und Art. 251 ff. AEUV). Der Europäische Gerichtshof (EuGH, amtlich nur Gerichtshof) ist das oberste Gericht der Europäischen Union. Neben dem Europäischen Gerichtshof existiert seit 1989 noch das ihm vorgeschaltete Europäische Gericht (ursprünglich Europäisches Gericht erster Instanz). Beide Instanzen bestehen aus mindestens je einem Richter pro Mitgliedstaat, wobei der EuGH zusätzlich von mindestens acht Generalanwälten unterstützt wird (Art. 252). Diese werden von den Regierungen der Mitgliedstaaten im Konsens für die Dauer von sechs Jahren ernannt. Alle drei Jahre werden beide Instanzen teilweise neu besetzt. Seit dem Vertrag von Nizza besteht die Möglichkeit, unterhalb des Europäischen Gerichts eigenständige Fachgerichte zu schaffen.
Der Gerichtshof der Europäischen Union soll für eine einheitliche Auslegung des Rechts der Europäischen Union sorgen. Er ist befugt, in bestimmten Fällen selbst über Rechtsstreitigkeiten zwischen EU-Mitgliedstaaten, EU-Organen, Unternehmen und Privatpersonen zu entscheiden. Das Vorankommen des europäischen Integrationsprozesses ist durch die Urteile des EuGH zum Teil eigenständig gefördert worden, indem er das Gemeinschaftsrecht, für dessen Auslegung er zuständig ist, in den einzelnen Mitgliedsstaaten unmittelbar zur Anwendung brachte.

#### Europäische Zentralbank

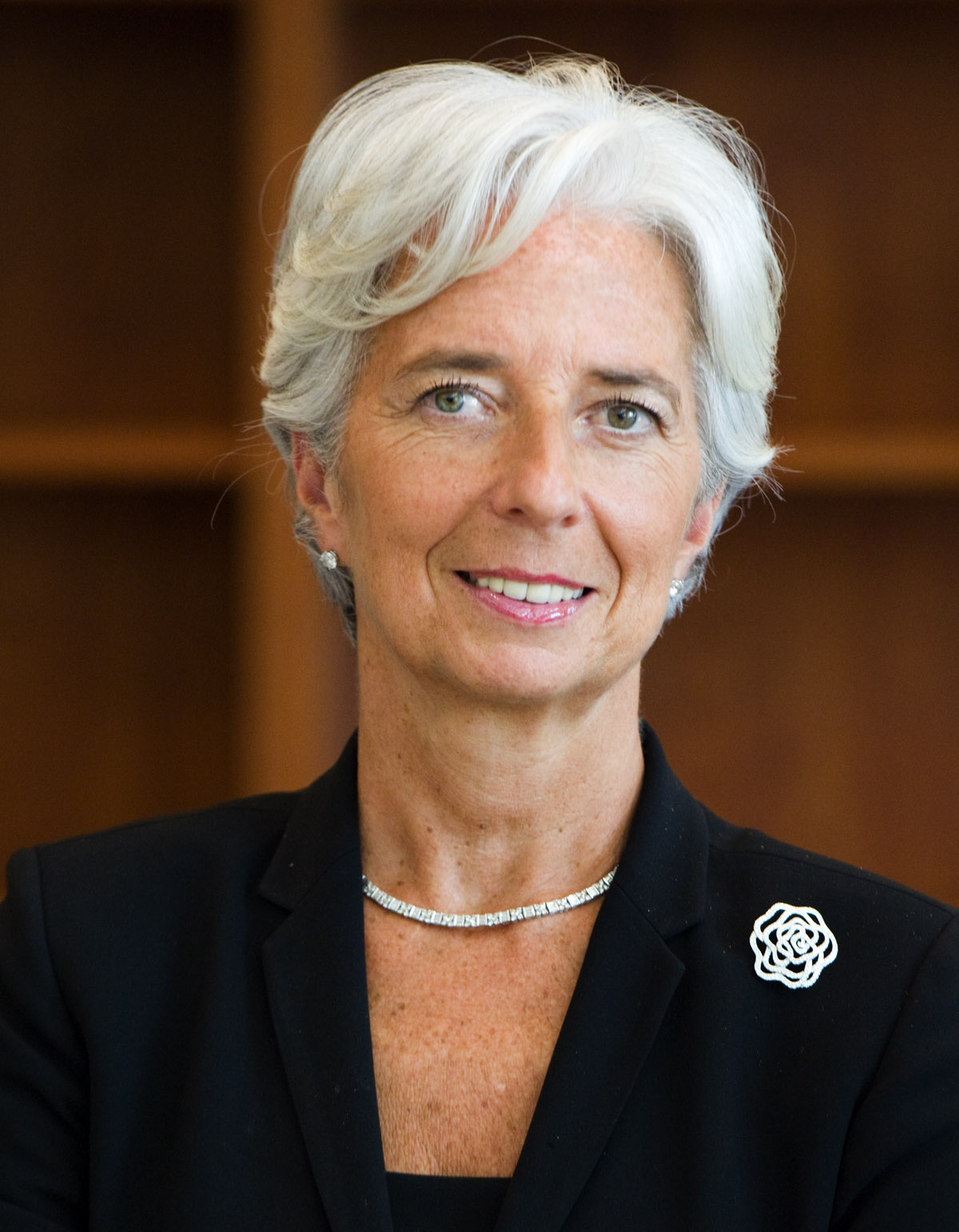
Präsidentin der Europäischen Zentralbank
Christine Lagarde

Die Europäische Zentralbank (EZB, Art. 282 ff. AEUV) bestimmt seit dem 1. Januar 1999 die Geldpolitik in den Euro-Ländern. Die Bank ist politisch unabhängig: Ihr Direktorium wird vom Europäischen Rat ernannt; es ist jedoch nicht politischen Weisungen, sondern nur den im AEU-Vertrag festgelegten Zielen der Währungspolitik unterworfen – insbesondere der Wahrung von Preisstabilität. Ein dafür wichtiges Steuerungsinstrument ist die Festlegung der Leitzinssätze. Die Europäische Zentralbank bildet gemeinsam mit den nationalen Zentralbanken das Europäische System der Zentralbanken (ESZB).

#### Europäischer Rechnungshof
Der Europäische Rechnungshof (EuRH, Art. 285 ff. AEUV) wurde 1975 geschaffen und ist zuständig für die Rechnungsprüfung sämtlicher Einnahmen und Ausgaben der Union und für die Kontrolle der Haushaltsführung im Hinblick auf deren Rechtmäßigkeit.
Der Europäische Rechnungshof hat zurzeit 27 Mitglieder, eins aus jedem Mitgliedstaat, die vom Rat der Europäischen Union für sechs Jahre ernannt werden. Die derzeit rund 800 Mitarbeiter des EuRH bilden Prüfungsgruppen für spezifische Prüfvorhaben. Sie können jederzeit Prüfbesuche bei anderen Organen, in den Mitgliedstaaten sowie in weiteren Ländern abstatten, die EU-Hilfen erhalten. Rechtliche Sanktionen kann der EuRH jedoch nicht verhängen. Verstöße werden den anderen Organen mitgeteilt, damit entsprechende Maßnahmen ergriffen werden können.
Die Arbeit des EuRH erreichte 1998 und 1999 eine breite Öffentlichkeit, als er der Europäischen Kommission die Zuverlässigkeitserklärung versagte. Der dann folgende Rücktritt der Kommission Santer ist aber nicht als unmittelbare Reaktion auf den Bericht des Rechnungshofes zu verstehen; denn seit der Rechnungshof Zuverlässigkeitserklärungen abgibt (seit Beginn der 1990er-Jahre), waren diese stets negativ.

#### Weitere Einrichtungen
Der Ausschuss der Regionen (AdR) mit Sitz in Brüssel repräsentiert seit seiner Gründung 1992 die regionalen und kommunalen Gebietskörperschaften in der EU. Er hat beratende Funktionen im Legislativverfahren und muss insbesondere vor Entscheidungen gehört werden, die die regionale und kommunale Verwaltung betreffen. Von den 344 Mitgliedern des AdR stammen 24 aus Deutschland, davon werden 21 von den Bundesländern und drei von den Kommunen vorgeschlagen. Österreich stellt zwölf Mitglieder, davon neun Vertreter der Bundesländer und drei der Kommunen.

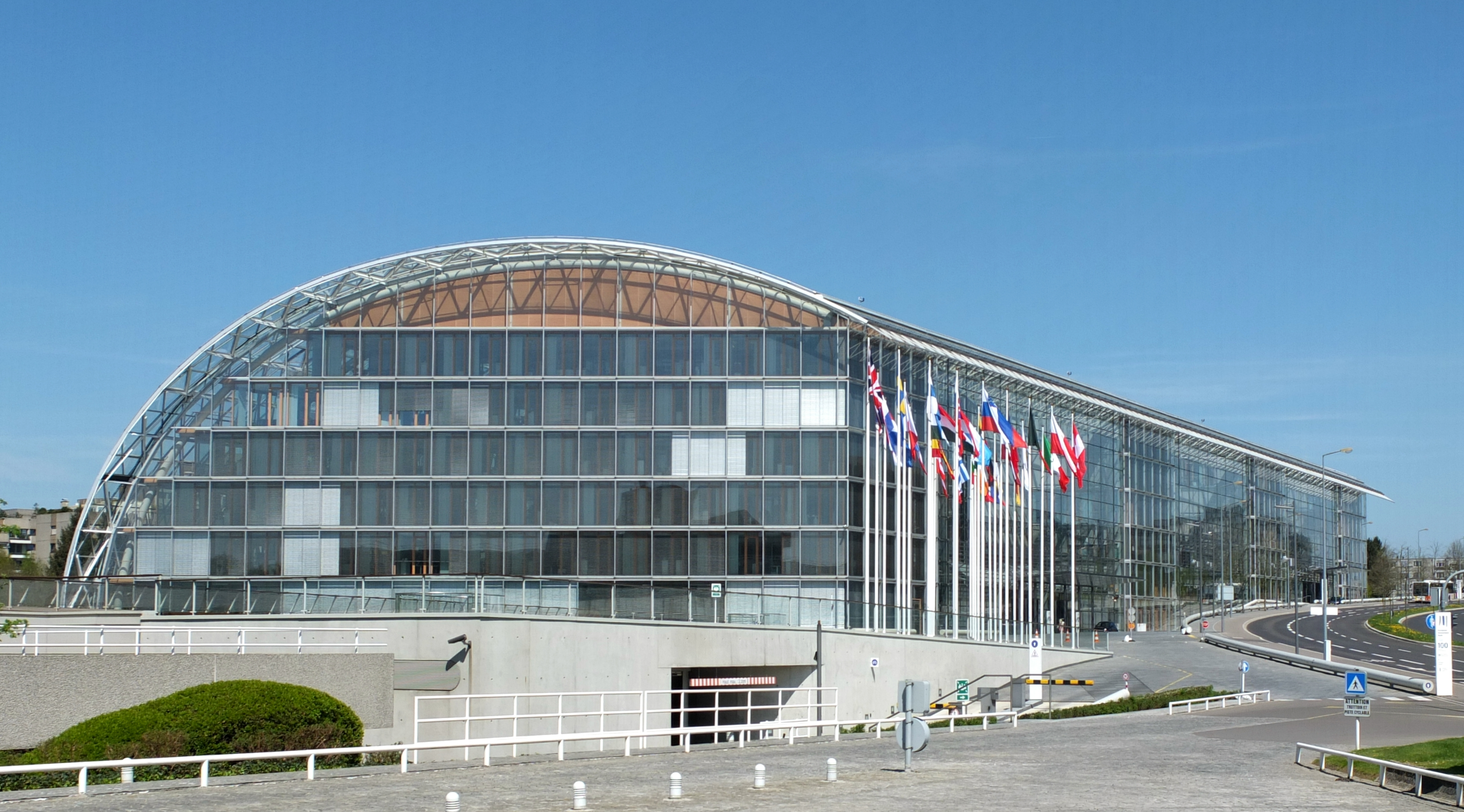
Die Europäische Investitionsbank in Luxemburg

Der Europäische Wirtschafts- und Sozialausschuss (EWSA) ist ein seit 1957 existierendes Organ. Er soll die „organisierte Bürgerschaft“ repräsentieren; seine 344 Mitglieder setzen sich zu je einem Drittel aus Arbeitgeber- und Gewerkschaftsvertretern sowie Repräsentanten sonstiger Interessen zusammen. Sie werden von den Regierungen der Mitgliedstaaten ernannt, sind ihnen aber nicht rechenschaftspflichtig. Der EWSA wird wie der AdR nur beratend tätig, muss aber in allen Fragen der Wirtschafts- und Sozialpolitik gehört werden.
Der Europäische Bürgerbeauftragte mit Sitz in Straßburg ist der Ombudsmann der Europäischen Union und untersucht seit 1992 Beschwerden über Missstände in der Verwaltungstätigkeit ihrer Organe, Einrichtungen und sonstigen Stellen.
Der Europäische Datenschutzbeauftragte (EDPS) ist eine unabhängige Kontrollbehörde der Europäischen Union, errichtet auf der Grundlage der Verordnung (EG) Nr. 45/2001 (Datenschutzverordnung) um die EG-Organe und -Einrichtungen datenschutzrechtlich zu beraten und zu überwachen. Er hat seinen Sitz in Brüssel und ist seit 2004 Mitglied der Internationalen Konferenz der Beauftragten für den Datenschutz und den Schutz der Privatsphäre.
Die Europäische Investitionsbank (EIB; Art. 308 ff. AEUV) mit Sitz in Luxemburg wurde 1958 errichtet. Die Bank ist politisch ebenfalls unabhängig und finanziert sich durch Anleihen auf den Kapitalmärkten. Die EIB unterstützt die Mitgliedstaaten und kleinere Unternehmen durch Gewährung von Darlehen zur Finanzierung von Projekten, die im europäischen Interesse liegen, beispielsweise Infrastrukturprojekte oder Umweltschutzmaßnahmen.

### Beschäftigte
Die EU beschäftigt Beamte und sonstige Bedienstete aufgrund von Dienstverträgen. Ihre Rechte und Pflichten sind im Statut der Beamten der Europäischen Gemeinschaften sowie den Beschäftigungsbedingungen für die sonstigen Bediensteten der Europäischen Gemeinschaften geregelt.
Die Beamten werden vom Europäischen Amt für Personalauswahl in einem Auswahlverfahren (Concours) ausgewählt.
Bedienstete sind Bedienstete auf Zeit, Hilfskräfte, Vertragsbedienstete, örtliche Bedienstete und Sonderberater.

### Unionsbürgerschaft
Die Unionsbürgerschaft der Europäischen Union besitzen alle Staatsangehörigen eines Mitgliedstaates der Europäischen Union laut Art. 20 des Vertrags über die Arbeitsweise der Europäischen Union (AEUV). Aus der Unionsbürgerschaft folgt eine Reihe von Rechten der Unionsbürger, insbesondere in den anderen Mitgliedstaaten, deren Staatsangehörigkeit sie nicht besitzen.
Zu den Rechten gehören insbesondere: Freizügigkeit, Diskriminierungsverbot, Kommunalwahlrecht am Wohnort, Wahlrecht zum Europäischen Parlament, diplomatischer und konsularischer Schutz, Petitions- und Beschwerderecht und das Recht, in einer der Amtssprachen der Europäischen Union mit der EU zu kommunizieren und in derselben Sprache eine Antwort zu erhalten. Der Vertrag von Lissabon führte mit der europäischen Bürgerinitiative erstmals auch ein Instrument direkter Demokratie ein.

### Haushalt
Im Haushalt der Europäischen Union werden die Einnahmen und Ausgaben jährlich für das folgende EU-Haushaltsjahr neu festgelegt. Eingebunden ist der Haushalt in ein seit dem Inkrafttreten des Vertrags von Lissabon 2009 bestehendes System eines mehrjährigen Finanzrahmens (MFR). Die Europäische Union legt den verbindlichen finanziellen Rahmen für den Haushalt in einem Mehrjahreszeitraum fest. Er wird auf Grundlage eines Vorschlags der Europäischen Kommission vom Rat, der in diesem Fall einstimmig entscheidet, gemeinsam mit dem Europäischen Parlament vereinbart und in eine Interinstitutionelle Vereinbarung überführt.
Zur Finanzierung ihrer Ausgaben verfügt die Europäische Union über Eigenmittel, die sich aus Beiträgen der Mitgliedstaaten sowie zum geringeren Teil aus den Import-Zöllen an den Außengrenzen zusammensetzen. Die Beiträge der Mitgliedstaaten resultieren zum einen aus einem Anteil der Umsatzsteuer, der an die EU abzuführen ist (sogenannte Mehrwertsteuer-Eigenmittel), zum anderen aus Beiträgen, die sich proportional aus dem Bruttonationaleinkommen (BNE) der Staaten ergeben.
Der Haushalt der EU und die Höhe der von den Mitgliedstaaten zu leistenden Beiträge sind Gegenstand vielfältiger Auseinandersetzungen und Kompromisse, zumal die Rückflüsse von Finanzmitteln der EU in die einzelnen Mitgliedstaaten unterschiedlich hoch ausfallen. Im Europäischen Rat stehen einander daher die Lager der Nettozahler- und der Nettoempfängerstaaten gegenüber.
Ebenso umstritten ist die Ausgabenseite des Haushalts, obwohl dieser zu rund 90 % in die Mitgliedstaaten zurückfließt. Im Rahmen der regionalen Strukturförderung bemüht sich die EU, das Lebensniveau in ihren Mitgliedstaaten anzugleichen. Der Mittelfluss in die 271 Regionen, in die das Gebiet der EU aufgeteilt ist (sog. NUTS-2-Ebene), orientiert sich am Pro-Kopf-Bruttoinlandsprodukt (BIP); die 99 Regionen, in denen das BIP unter 75 % des EU-Durchschnitts von 2000 bis 2002 liegt, erhalten höhere Zuwendungen. Da jedoch die übrigen Mittel des Haushalts politikfeldbezogen und nicht landesspezifisch ausgegeben werden, ist die Nettoquote an EU-Mitteln nicht unbedingt vom BIP eines Staates abhängig. Rund 40 % dieser politikfeldbezogenen Ausgaben machen die Subventionen im Rahmen der Gemeinsamen Agrarpolitik aus (Stand: 2017).
Der Mehrjährige Finanzrahmen als Finanzplanungsinstrument wird für jeweils sieben Jahre aufgestellt. Die Haushaltsmittel, die darin für die Jahre 2007–2013 vorgesehen waren, belaufen sich auf rund 975 Mrd. Euro, entsprechend 1,24 % des Bruttonationaleinkommens aller Mitgliedstaaten. Dieser Betrag entspricht der zulässigen Obergrenze, die der Rat der EU im sogenannten Eigenmittelbeschluss festgelegt hat.
Im Mehrjährigen Finanzrahmen für die Jahre 2014–2020 sind 39 Prozent der Gesamtmittel für die Gemeinsame Agrarpolitik vorgesehen; 34 % entfallen auf die EU-Strukturpolitik, 13 % auf Forschung und Technik, je 6 % auf Außenpolitik und Verwaltung; 2 % werden für die Felder Unionsbürgerschaft, Freiheit, Sicherheit und Recht vorgehalten. Der Europäische Rat hat im Februar 2013 eine politische Einigung darüber erzielt, dass die Ausgabenobergrenze für die Europäische Union für den Zeitraum 2014–2020 959.988 Millionen Euro an Mitteln für Verpflichtungen beträgt. Das entspricht 1,00 % des Bruttonationaleinkommens der EU.
| Rubrik                                                      | 2007–2013 | 2014–2020 | Vergleich | Vergleich in Prozent |
| ----------------------------------------------------------- | --------- | --------- | --------- | -------------------- |
| 1. Nachhaltiges Wachstum                                    | 446.310   | 450.763   | +4.453    | +1,0 %               |
| 2. Bewahrung und Bewirtschaftung der natürlichen Ressourcen | 420.682   | 373.179   | −47.503   | −11,3 %              |
| 3. Unionsbürgerschaft, Freiheit, Sicherheit und Recht       | 12.366    | 15.686    | +3.320    | +26,8 %              |
| 4. Die EU als globaler Partner                              | 56.815    | 58.704    | +1.899    | +3,3 %               |
| 5. Verwaltung                                               | 57.082    | 61.629    | +4.547    | +8,0 %               |
| 6. Ausgleichszahlungen                                      | –         | 27        | +27       | +100 %               |
| Verpflichtungsermächtigungen insgesamt                      | 994.176   | 959.988   | −34.188   | −3,5 %               |
| Verpflichtungsermächtigungen in Prozent des BNE             | 1,12 %    | 1,00 %    |           |                      |

| Rubrik                                   | MFR 2021–2027 | NextGenerationEU | Summe   |
| ---------------------------------------- | ------------- | ---------------- | ------- |
| 1. Binnenmarkt, Innovation und Digitales | 132,8         | 10,6             | 143,4   |
| 2. Zusammenhalt, Resilienz und Werte     | 377,8         | 721,9            | 1.099,7 |
| 3. Natürliche Ressourcen und Umwelt      | 356,4         | 17,5             | 373,9   |
| 4. Migration und Grenzmanagement         | 22,7          | –                | 22,7    |
| 5. Sicherheit und Verteidigung           | 13,2          | –                | 13,2    |
| 6. Nachbarschaft und übrige Welt         | 98,4          | –                | 98,4    |
| 7. Europäische öffentliche Verwaltung    | 73,1          | –                | 73,1    |
| Insgesamt                                | 1.074,3       | 750,0            | 1.824,3 |

## Politikbereiche
Alle der Europäischen Union nicht in den Verträgen übertragenen Zuständigkeiten verbleiben gemäß Art. 5 EUV bei den Mitgliedstaaten. Nach dem Grundsatz der begrenzten Einzelermächtigung wird die Union nur innerhalb der Grenzen der Zuständigkeiten tätig, die die Mitgliedstaaten ihr in den Verträgen zur Verwirklichung der darin niedergelegten Ziele übertragen haben. Nach dem Subsidiaritätsprinzip wird die Union in den Bereichen, die nicht in ihre ausschließliche Zuständigkeit fallen, nur tätig, sofern und soweit die verfolgten Ziele auf Unionsebene besser verwirklicht werden können als auf der Ebene der Mitgliedstaaten. Zugleich dürfen die Maßnahmen der EU nicht weiter gehen, als für die Ziele, die im EU-Vertrag genannt sind, notwendig ist (Verhältnismäßigkeitsprinzip). Trotz dieser einschränkenden Grundsätze bedingt die EU-Rechtsetzung einen großen Teil auch der nationalstaatlichen Gesetzgebung: So sind in der Bundesrepublik Deutschland zwei Drittel aller im Bereich der Innenpolitik verabschiedeten Gesetze auf Initiativen oder Rechtsakte auf EU-Ebene zurückzuführen.
Die Verträge übertragen der Union für einen bestimmten Bereich entweder eine ausschließliche Zuständigkeit, oder eine mit den Mitgliedstaaten geteilte Zuständigkeit. In bestimmten Bereichen ist die Union außerdem nur dafür zuständig, Maßnahmen zur Unterstützung und Koordinierung der Maßnahmen der Mitgliedstaaten umzusetzen (unterstützende Zuständigkeit). Die Union hat nach Art. 3 AEUV die ausschließliche Zuständigkeit in den Bereichen der Europäischen Zollunion, die Festlegung der Wettbewerbsregeln für den Europäischen Binnenmarkt, die Währungspolitik der Staaten, die an der Europäischen Währungsunion teilnehmen, die Erhaltung der biologischen Meeresschätze im Rahmen der Gemeinsamen Fischereipolitik sowie die Gemeinsame Handelspolitik. Die geteilten Zuständigkeiten gemäß Art. 4 AEUV umfassen den Europäischen Binnenmarkt, bestimmte Bereiche der Sozialpolitik, den wirtschaftlichen, sozialen und territorialen Zusammenhalt, die Landwirtschaft und Fischerei mit Ausnahme des Erhalts der biologischen Meeresschätze, die Umweltpolitik, den Verbraucherschutz, die Verkehrspolitik, die Transeuropäischen Netze, die Energiepolitik, den Raum der Freiheit, der Sicherheit und des Rechts, bestimmte Bereiche des Gesundheitsschutzes, die Forschungs-, Technologie- und Raumfahrtpolitik sowie die Entwicklungspolitik.

### Wirtschaftspolitik

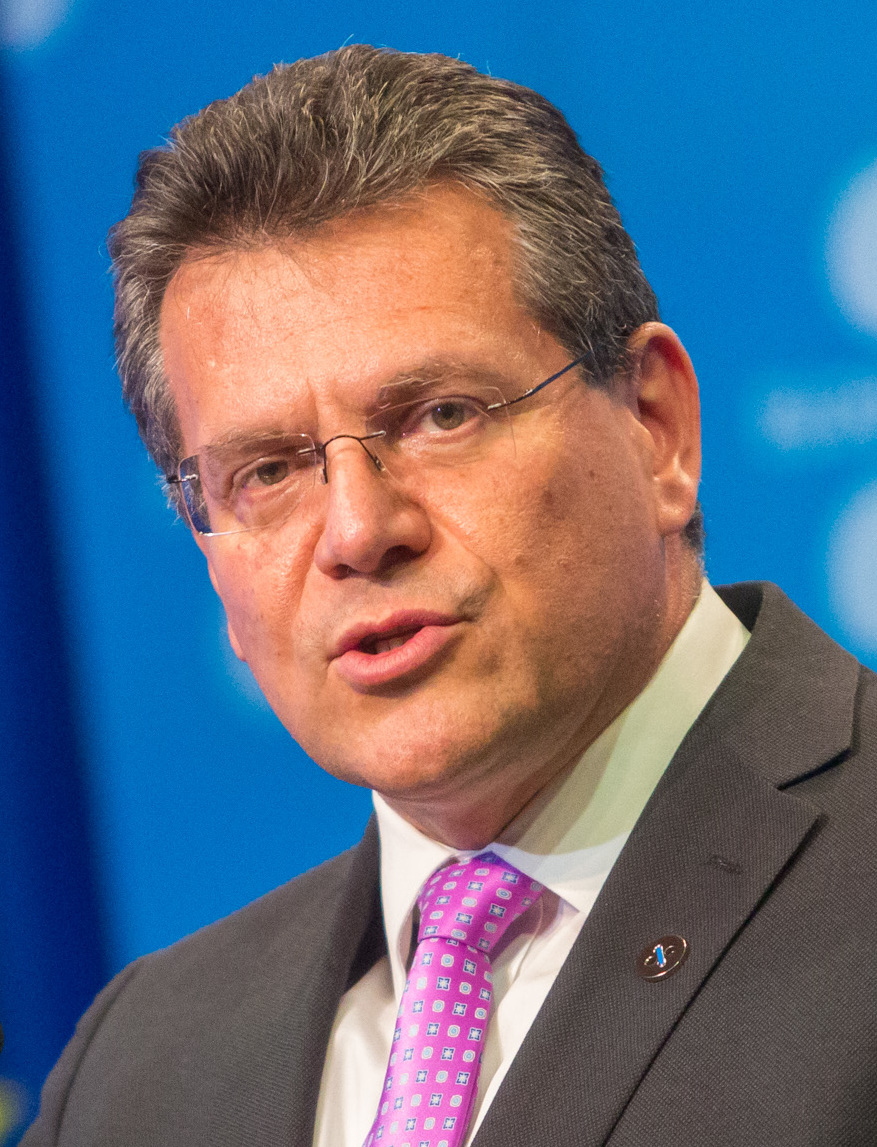
Der Handelskommissar Maroš Šefčovič vertritt die EU in der Welthandelsorganisation.

Die Geschichte der europäischen Einigung ist geprägt von der überragenden Bedeutung wirtschaftlicher Integrationsschritte. Angestoßen durch die Vergemeinschaftung des Kohle- und Stahlsektors 1952 und fortgeführt mit der Schaffung von EWG und EURATOM 1957 sowie mit der Vollendung des Binnenmarkts 1993 führten sie bis zur Einführung des Euro als Bargeld im Jahr 2002.
Die Institutionen der EU spielen heute gleich in mehreren Bereichen eine wichtige Rolle für die europäische Wirtschaftspolitik: Während der Agrarsektor von einer EU-weiten Marktordnung mit hohen Subventionen geprägt ist, zeigt sich in Industrie- und Gewerbe der Einfluss der Union vor allem bei der Vorgabe von Normen und Wettbewerbsregeln, über deren Einhaltung die Kommission wacht. Die hauptsächliche Kompetenz zur Gewährleistung eines fairen Wettbewerbs auf dem Binnenmarkt liegt beim Wettbewerbskommissar der Europäischen Kommission, der die jeweiligen Kartellbehörden der einzelnen Staaten als supranationales Organ ergänzt. Neben der Kontrolle der Wirtschaft ist er auch für die Genehmigung von Subventionen in den Mitgliedstaaten zuständig. Damit soll verhindert werden, dass einzelne Staaten nationale Unternehmen zum Schaden von Wettbewerbern aus dem Rest der EU unterstützen.
Zur Stärkung der europäischen Industrie fördert die EU neue Techniken. So wurden zahlreiche Koordinierungsgremien gegründet, um einheitliche Standards zu entwickeln, damit der Binnenmarkt nicht durch unterschiedliche technische Standards in der Entwicklung gehemmt wird.
Außerdem fördert die EU unter anderem die Kooperation vor allem kleiner und mittlerer Unternehmen bei der Forschung und Entwicklung innovativer Produkte für Wachstumsmärkte. Auch nach außen hin treten die EU-Länder als einheitlicher Wirtschaftsblock auf und werden etwa in der Welthandelsorganisation vom Handelskommissar vertreten.

### Zollunion und Binnenmarkt
Der EWG-Vertrag von 1957 hatte zum Ziel, Handelshemmnisse zwischen den Mitgliedstaaten abzubauen, und sah dafür die schrittweise Einführung der sogenannten vier Grundfreiheiten vor, nämlich des freien Verkehrs von Waren, Kapital, Dienstleistungen und Arbeitskräften im Gebiet der Gemeinschaft. Von besonderer Bedeutung ist dabei die Warenverkehrsfreiheit (Art. 28 ff. AEUV), die Ein- und Ausfuhrzölle sowie mengenmäßige Einfuhr- und Ausfuhrbeschränkungen (Kontingentierungen) innerhalb des Binnenmarktes untersagt. Seit den 1980er-Jahren wurden die Grundfreiheiten – unter anderem durch die Rechtsprechung des EuGH und durch die Einheitliche Europäische Akte – so erweitert, dass auch alle anderen einzelstaatlichen Normen, die den zwischenstaatlichen Handel in der Gemeinschaft erschweren, unzulässig sind. Damit wurde die Wirtschaftsgemeinschaft zu einem einheitlichen Binnenmarkt ausgebaut.

Die Europäische Zollunion besteht aus der EU (dunkelblau) und den Partnerstaaten Türkei, Andorra und San Marino (lila). Mit den EWR-Staaten Island, Liechtenstein und Norwegen besteht eine Freihandelszone.

Seit 1968 gilt innerhalb der Europäischen Union eine Zollunion, das heißt, der Handel zwischen verschiedenen Mitgliedstaaten darf nicht durch Zölle oder gleichwirkende Abgaben behindert werden. Außerdem haben die Mitgliedstaaten gegenüber Drittstaaten einen gemeinsamen Zolltarif. Seit 1996 ist auch die Türkei Mitglied der Zollunion, ebenso wie Andorra und San Marino. Die EWR-Mitgliedstaaten Island, Liechtenstein und Norwegen bilden mit der Zollunion eine Freihandelszone, wenden aber nicht den gemeinsamen Zolltarif gegenüber Drittstaaten an.
Ferner sehen Art. 34 ff. AEUV zwischen den EU-Mitgliedstaaten grundsätzlich das Verbot von mengenmäßigen Einfuhr- und Ausfuhrbeschränkungen vor. Derartige Beschränkungen sind nur dann statthaft, wenn zum Schutze der öffentlichen Sicherheit und Ordnung, aus sittlichkeits- und gesundheitspolizeilichen Erwägungen, aus Gründen des Lebensschutzes von Menschen, Tieren und Pflanzen oder zur Wahrung des nationalen Kulturguts von künstlerischem, geschichtlichem oder altertumswissenschaftlichem Wert oder auch zum Schutz gewerblichen Eigentums solche nationalen Rechtsvorschriften erforderlich sind. Im gesamten Gebiet der EU gilt außerdem ein allgemeines Benachteiligungsverbot, wonach kein Unionsbürger aufgrund seiner Staatsbürgerschaft diskriminiert werden darf. Mit Rücksicht auf diese sogenannte Inländergleichbehandlung dürfen etwa Kaufleute, die Waren in einem anderen EU-Mitgliedstaat veräußern, keinen anderen Vorschriften unterworfen werden als denjenigen, die auch für die Inländer des betreffenden Staates gelten.
Die Rechtsprechung des Europäischen Gerichtshofs zur Warenverkehrsfreiheit hat diese Grundfreiheit zum Motor für die weitere Marktintegration gemacht. Die Warenverkehrsfreiheit wurde wesentlich dadurch erweitert, dass auch warenbezogene Vorschriften der Mitgliedstaaten, die EU-Ausländer genauso wie Inländer behandeln und keine Kontingentierungen vorsehen, als unzulässig gelten, wenn sie den Warenhandel in tatsächlicher Hinsicht zwischen den Mitgliedstaaten erschweren. Gemäß dem EuGH haben solche Vorschriften die gleiche Wirkung wie Kontingentierungen und sind deshalb ebenso vertragswidrig.
Mit der Einheitlichen Europäischen Akte 1986 wurde das Ziel eines gemeinsamen Binnenmarkts auch vertraglich festgehalten. Um zu verhindern, dass das Prinzip, wonach Produkte, die in einem EU-Mitgliedstaat hergestellt und verkauft werden können, auch in der ganzen übrigen Union nicht verboten werden dürfen, zu einem Unterbietungswettlauf bei den Produktionsstandards führt, glichen die Mitgliedstaaten zahlreiche ihrer Rechts- und Verwaltungsvorschriften an und schufen im Rat der Europäischen Union eine Vielzahl EU-weiter Normen – trotz der Kritik an der damit verbundenen Zentralisierung.

### Wettbewerbspolitik

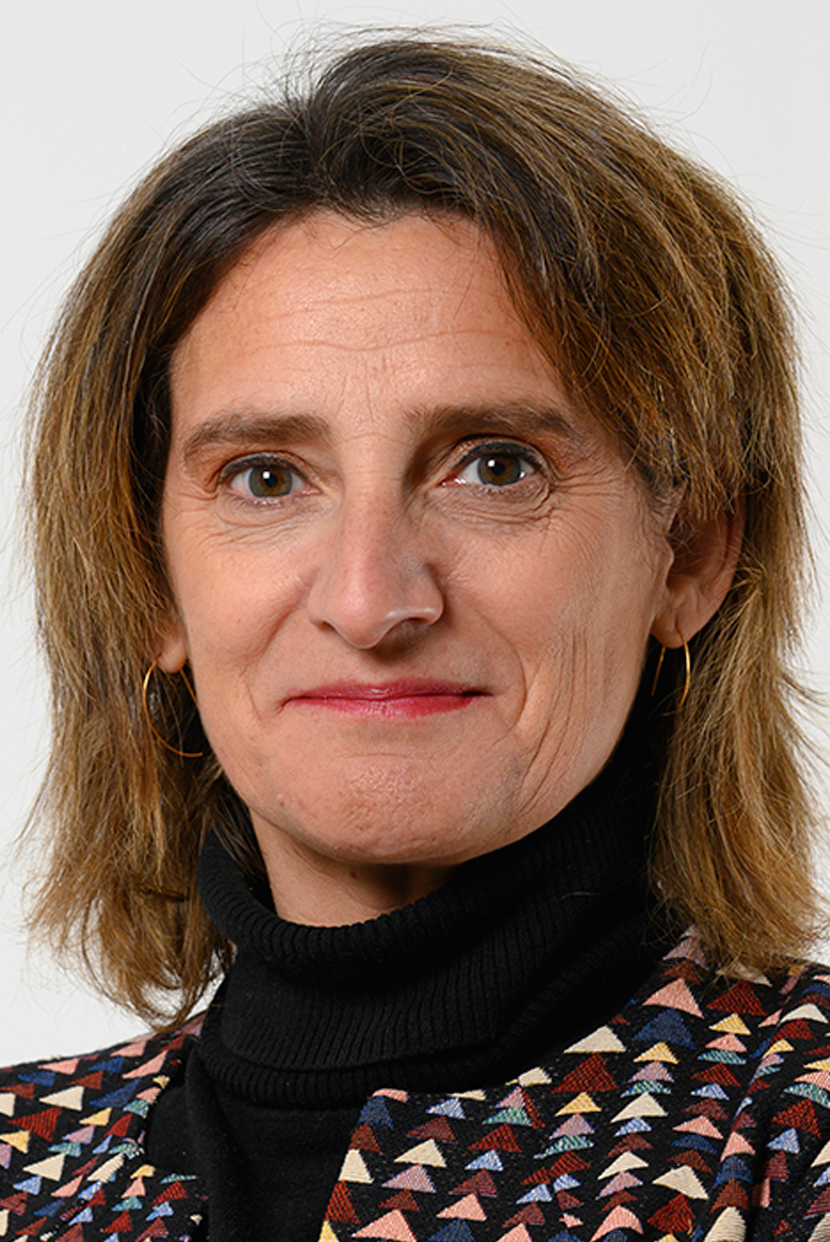
Wettbewerbskommissarin Teresa Ribera

Um wirtschaftliche Kartelle und Monopole in der EU zu verhindern und einen fairen Wettbewerb auf dem Binnenmarkt sicherzustellen, werden die Kartellbehörden der einzelnen Staaten durch den Wettbewerbskommissar der Europäischen Kommission unterstützt. Neben der Kontrolle der Wirtschaft ist er auch für die Genehmigung von Subventionen in den Mitgliedstaaten zuständig. Damit soll verhindert werden, dass einzelne Staaten bestimmte Firmen wettbewerbswidrig unterstützen. Subventionen sind nur für wirtschaftlich schwache Regionen zulässig (etwa für Ostdeutschland).
Die EU-Wettbewerbspolitik (Art. 101 ff. AEUV) hat wesentlich dazu beigetragen, dass viele monopolartige Unternehmen, zum Beispiel im Telekommunikationsbereich, bei der Gas-, Wasser- und Stromversorgung und im Eisenbahnverkehr, ihre Sonderstellung aufgeben und sich der Konkurrenz anderer Anbieter auf dem Markt stellen mussten. Der Druck des Wettbewerbs führte häufig zu Innovationsschüben und zu sinkenden Verbraucherpreisen, aber auch zu veränderten Lohn- und Arbeitsbedingungen und vielfach zu einem Abbau von Arbeitsplätzen bei den betroffenen Unternehmen. Die Liberalisierung wurde und wird deshalb in Teilen der Öffentlichkeit kritisch gesehen.

### Freier Dienstleistungsverkehr
Während der Abbau von Hindernissen im Warenhandel nach der Einrichtung des gemeinsamen Binnenmarkts recht rasch vorankam, blieben im Dienstleistungssektor (Art. 56 ff. AEUV) noch länger Hemmnisse für den zwischenstaatlichen Handel bestehen. Dieses Problemfeld wurde mit der Europäischen Dienstleistungsrichtlinie vom 12. Dezember 2006 angegangen, die von der Europäischen Kommission als ein wichtiger Bestandteil der Lissabon-Strategie zur Förderung der europäischen Wirtschaft angesehen wird. Als Richtlinie bedarf sie der Umsetzung in jeweiliges nationales Recht durch die einzelnen Mitgliedstaaten.
Ziel der Richtlinie ist die Förderung des grenzüberschreitenden Handels mit Dienstleistungen. Dafür sieht sie bestimmte Erleichterungen für niedergelassene Dienstleister vor, unter anderem die Schaffung einheitlicher Ansprechpartner und einer elektronischen Verfahrensabwicklung. Ihr Anwendungsbereich umfasst nicht nur klassische Dienstleister wie Frisöre, IT-Spezialisten, Dienstleister im Baugewerbe und Handwerker, sondern zum Teil auch Daseinsvorsorgeleistungen wie Altenpflege, Kinderbetreuung, Behinderteneinrichtungen, Heimerziehung, Müllabfuhr, Verkehrssysteme etc., soweit diese im betreffenden Mitgliedstaat bereits unter Marktbedingungen erbracht werden.

### Europäische Wirtschafts- und Währungsunion

Europäische Währungsunion
(Stand: 1. Januar 2023)
Mitglieder der Eurozone (20)
WKM-II-Mitglieder mit Opt-out-Klausel (1: Dänemark)
WKM-II-Mitglieder ohne Opt-out-Klausel (1: Bulgarien)
Sonstige EU-Mitglieder ohne Opt-out-Klausel (5)
Einseitige Verwender des Euros (2: Kosovo, Montenegro)

Die Einführung einer gemeinsamen europäischen Währung (Art. 127 ff. AEUV) war bereits früh ein Diskussionsthema in der Europäischen Wirtschaftsgemeinschaft. Nachdem erste Versuche in diese Richtung, etwa der Werner-Plan von 1970, gescheitert waren, wurde schließlich auf der Grundlage des Vertrags von Maastricht der Euro als gemeinsame Währung eingeführt: 1999 für die Zentral- und Geschäftsbanken, 2002 als Barzahlungsmittel in allen beteiligten Mitgliedstaaten.
Allerdings sind nicht alle Staaten der EU auch Mitglieder der Währungsunion. Großbritannien und Dänemark haben bei den Verhandlungen für sich die Möglichkeit einer Nichtteilnahme vorbehalten, von der sie bisher auch Gebrauch machen. Alle anderen Staaten sind grundsätzlich zur Teilnahme verpflichtet, Voraussetzung hierfür ist aber die Erreichung bestimmter Bedingungen, die als maßgeblich für die Geldwertstabilität angesehen werden. Diese sogenannten Konvergenzkriterien sind im Stabilitäts- und Wachstumspakt festgehalten und beziehen sich auf Staatsverschuldung, Zinsniveau und Inflationsrate. Schweden vermeidet derzeit durch gezielte Nichteinhaltung dieser Konvergenzkriterien die Teilnahme an der Währungsunion, da eine Volksabstimmung 2003 gegen den Euro entschied. Von den 2004, 2007 und 2013 neu beigetretenen Ländern nehmen bisher Slowenien, Malta, die Republik Zypern, die Slowakei, Estland, Lettland, Litauen und Kroatien an der Währungsunion teil. Damit gehören seit 2023 der Eurozone 20 Mitgliedstaaten an.
Bereits im Vorfeld der Euro-Einführung führten die Konvergenzkriterien zu einer im eingetretenen Ausmaß kaum erwarteten Angleichung in der Finanz- und Wirtschaftspolitik der Mitgliedstaaten. Leitungsorgan der Währungsunion ist die nach dem Vorbild der Deutschen Bundesbank unabhängig gestellte Europäische Zentralbank. Die Koordination der Wirtschafts- und Finanzpolitik der Mitgliedstaaten übernimmt die sogenannte Eurogruppe, in der sich die Finanzminister der Eurozone treffen.

### Handelspolitik
Im Zuge der Gemeinsamen Handelspolitik regelt die EU die Ein- und Ausfuhren von und nach Drittstaaten (Art. 206 f. AEUV). Durch die Zollunion wurde ein einheitlicher Zolltarif (TARIC, Kombinierte Nomenklatur) eingeführt, den der Rat der Europäischen Union mit qualifizierter Mehrheit auf Vorschlag der Kommission beschließt. Er stellt ein wichtiges Merkmal und Verhandlungsobjekt der EU-Wirtschaftspolitik dar.
Grundsätzlich ist die Gemeinsame Handelspolitik der EU dem Gedanken des weltweiten Freihandels verpflichtet, sie kann jedoch zur Abwehr wirtschaftlicher Gefahren auf ein umfangreiches Regularium von Schutzinstrumenten tarifärer wie nicht-tarifärer Art zurückgreifen. Neben den autonomen Maßnahmen kommt auch internationalen Handelsverträgen, an denen die EU beteiligt ist, große Bedeutung zu, insbesondere den Abkommen im Rahmen der Welthandelsorganisation (WTO). Zwar sind alle Mitgliedstaaten auch eigenständige Mitglieder der WTO, doch Sprecherin für sie ist hier die Europäische Union, die durch den Handelskommissar der Europäischen Kommission vertreten wird.

### Agrar- und Fischereipolitik
Trotz ihres vergleichsweise geringen Beitrags zum Bruttoinlandsprodukt der EU hat die Agrarpolitik (Art. 38 ff. AEUV) bereits früh eine herausragende Bedeutung in der europäischen Integration erlangt. Durch eine Initiative der Europäischen Kommission wurde 1962 durch den Ministerrat eine erste gemeinsame Agrarmarktordnung eingeführt. Angestrebt waren eine Erhöhung der landwirtschaftlichen Produktivität und die Vermeidung von Preisschwankungen, was den Produzenten eine gut auskömmliche Lebenshaltung und den Verbrauchern eine stabile Versorgung zu angemessenen Preisen sichern sollte.
Ein zu diesem Zweck errichtetes System von Garantiepreisen hatte jedoch eine Vielzahl unerwünschter Nebenfolgen. So führte es einerseits zu wenig marktkonformen Produktionsüberschüssen, andererseits zu Lebensmittelpreisen, die deutlich über dem Weltmarktniveau lagen und damit die Verbraucher belasteten. Da die Europäische Wirtschaftsgemeinschaft den Aufkauf von Produktionsüberschüssen garantierte, wurde außerdem auch ihr Haushalt über Jahrzehnte schwer belastet: Die Agrarpolitik machte über Jahrzehnte mehr als die Hälfte der Gesamtausgaben aus. Bis in die 1990er-Jahre scheiterten alle Reformansätze zum Abbau der Preissubventionen an drastischen Formen bäuerlichen Protests und an dem hier beibehaltenen Einstimmigkeitsprinzip im Rat der Europäischen Union.
Erst als deutlich wurde, dass die geplante Osterweiterung ohne eine Reform der Agrarpolitik den EU-Haushalt sprengen würde, da die Wirtschaft vieler der Beitrittskandidaten noch stark landwirtschaftlich geprägt war, wurde im Zuge der Agenda 2000 nach verschiedenen Quotenregelungen auch eine Absenkung der Erzeugerpreise (mit Ausgleichszahlungen) und eine Annäherung an die Weltmarktpreise für Agrarerzeugnisse eingeleitet. Dieser Reformprozess der Gemeinsamen Agrarpolitik ist jedoch bis heute nicht abgeschlossen.
| Jahr | Reform                | Ziele |
| ---- | --------------------- | --- |
| 1992 | MacSharry-Reform      | Grundlagenreform mit den Zielen: Senkung der Agrarpreise, Ausgleichszahlungen für die entstandenen Einkommensverluste, Marktmechanismen fördern, Maßnahmen des Umweltschutzes, schrittweise Senkung der Exporterstattungen |
| 1999 | Agenda 2000           | Stärkung der Wettbewerbsfähigkeit durch Preissenkungen, Politik für den ländlichen Raum, Förderung von Umweltmaßnahmen und Lebensmittelsicherheit. Einführung von „Cross Compliance“, Modulation bei Prämienzahlungen      |
| 2003 | Halbzeitbewertung     | Entkopplung der Direktzahlungen von der Produktion und Bindung an Cross Compliance. |
| 2009 | „Health-Check“-Reform | Beschleunigung der Agenda-2000-Maßnahmen bei Begrenzung der EU-Agrarausgaben. |
| 2013 | GAP-Reform 2013       | Greening, Abschaffung der letzten verbliebenen Exportsubventionen, Direktzahlungen |

Während die Forstwirtschaft auf EU-Ebene bisher kaum eine Rolle gespielt hat, ist die Gemeinsame Fischereipolitik (Art. 38 ff. AEUV) bereits seit Anfang der 1970er-Jahre ein wichtiges Thema in den Verhandlungen und bei der Austarierung politischer Kompromisse im Rat der Europäischen Union, obgleich sie lediglich einen geringen Teil im Haushalt der EU ausmacht. 2004 lag das Budget der Fischereipolitik bei 931 Millionen Euro und damit bei etwa 0,75 % des EU-Gesamtbudgets. Aufgabe der Gemeinsamen Fischereipolitik ist es, die Fischwirtschaft im Sinne des Nachhaltigkeitsprinzips zu fördern. Um der Überfischung und dem Rückgang der Fischbestände zu begegnen, setzt die EU Fangquoten für die verschiedenen Mitgliedstaaten und bestimmte Fischarten fest. Im Rahmen ihrer Strukturpolitik hat die EU einerseits eine Reduzierung der nationalen Fischfangflotten durchgesetzt, andererseits sorgt sie in besonders betroffenen Regionen für Ausgleichsmaßnahmen und fördert den Einsatz umweltgerechter Technik.

### Regionalpolitik

Europäischer Fonds für regionale Entwicklung (EFRE) 2021–2027

Innerhalb der EU gibt es eine Reihe von Regionen, deren wirtschaftliche Leistungsfähigkeit weit unter dem EU-Durchschnitt liegt, meist als Folge nachteiliger wirtschaftsgeographischer Standortfaktoren. Ein klassisches Beispiel dafür ist der Mezzogiorno in Italien. Solchen Regionen – die durch den Beitritt der mittel- und osteuropäischen Länder seit 2004 stark zugenommen haben – wird eine spezielle Förderung gewährt, wodurch Unterschiede im Entwicklungsstand der Gebiete angeglichen und regionale Disparitäten zurückgedrängt werden sollen (Art. 174 ff. AEUV). Zu diesem Zweck wurden drei sogenannte Strukturfonds eingerichtet, die für den wirtschaftlichen Aufholprozess der ärmeren Regionen sorgen sollen. Die Verwendung dieser Gelder wird jeweils in der siebenjährigen Finanzvorschau der EU (aktuell für den Zeitraum 2007–2013) grob geplant.
Der erste der drei Strukturfonds ist der Europäische Fonds für regionale Entwicklung (EFRE). Er unterstützt unter anderem mittelständische Unternehmen, damit dauerhafte Arbeitsplätze geschaffen werden. Um eine gezieltere Hilfe leisten zu können, werden die Fördermittel meist einzelnen Wirtschaftssektoren zugewiesen. Außerdem werden Infrastrukturprojekte initiiert und technische Hilfsmaßnahmen angewandt.

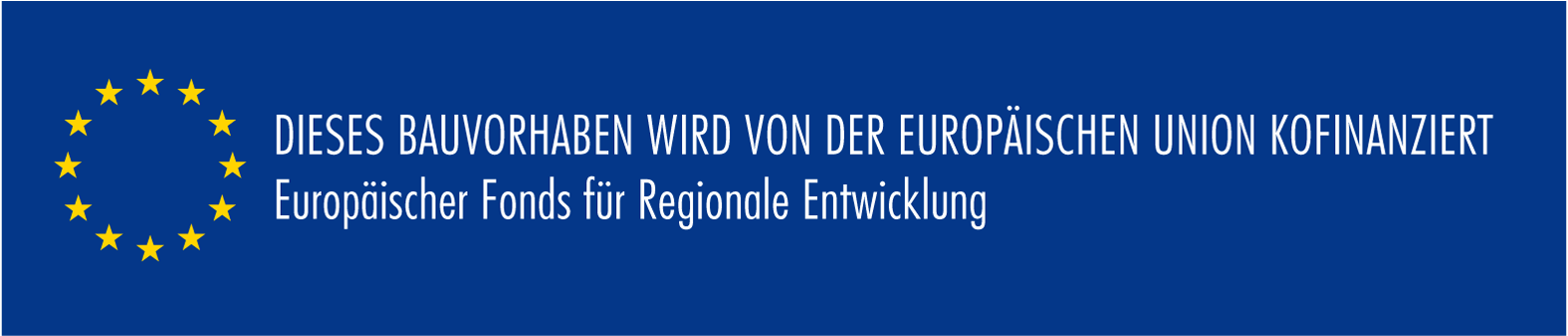
Typischer Hinweis auf EFRE-Unterstützung einer Baumaßnahme

Der EFRE kann dabei im Rahmen von drei Zielen tätig werden: Das erste Ziel, Konvergenz, gilt für Regionen, deren Bruttoinlandsprodukt pro Einwohner unter 75 % des EU-Durchschnitts liegt. Dabei wird überwiegend die Modernisierung der Wirtschaftsstruktur sowie die Arbeitsplatzschaffung angestrebt. Das zweite Ziel, die regionale Wettbewerbsfähigkeit und Beschäftigung, betrifft die Regionen, die nicht im Rahmen des Ziels Konvergenz förderfähig sind; die hierfür vorgesehenen Mittel sind entsprechend geringer als diejenigen für Ziel 1. Die Prioritäten des Ziels der regionalen Wettbewerbsfähigkeit und Beschäftigung liegen in der Stärkung von Forschung, Entwicklung und Finanzwesen sowie in Umweltschutz und Risikoprävention. Das dritte Ziel des EFRE schließlich, europäische territoriale Zusammenarbeit, konzentriert sich auf die transnationale Zusammenarbeit und die wirtschaftliche und soziale Entwicklung in Grenzregionen.
Der zweite Fonds ist der Europäische Sozialfonds, der wie der EFRE in allen Mitgliedstaaten zur Anwendung kommt. Er hat die Verbesserung der Bildungssysteme und des Zugangs zum Arbeitsmarkt zum Ziel.
Der 1993 eingerichtete Kohäsionsfonds schließlich soll dazu dienen, wirtschaftliche und soziale Disparitäten unter den Mitgliedstaaten zu verringern. Förderfähig im Rahmen dieses Fonds sind Vorhaben im Zusammenhang mit Umwelt- und Verkehrsinfrastrukturen in Mitgliedstaaten der EU, deren Bruttoinlandsprodukt pro Kopf unter 90 % des EU-Durchschnitts liegt. Seit dem 1. Mai 2004 sind dies Griechenland, Portugal, Spanien, die Republik Zypern, die Tschechische Republik, Estland, Ungarn, Lettland, Litauen, Malta, Polen, die Slowakei und Slowenien.
Für die regionale Entwicklung in den Mitgliedstaaten will die EU in den Jahren 2007 bis 2013 rund 360 Milliarden Euro an Fördermitteln ausgeben. Oft werden die Finanzhilfen der EU nicht direkt von Brüssel ausbezahlt, sondern indirekt über nationale und regionale Behörden der Mitgliedstaaten. Direkt bezahlt die Europäische Kommission Gelder an staatliche oder private Organisationen, wie etwa Universitäten, Unternehmen, Interessenverbände und nichtstaatliche Organisationen.
Außer unionsinternen Projekten fördert die EU teilweise auch Projekte in Ländern, die ihr beitreten wollen. Diese externen Förderungen dienen u. a. der Unterstützung von Nachbarschaftsbeziehungen und der Stabilisierung der Empfängerländer.

### Außen- und Sicherheitspolitik

#### Gemeinsame Außenpolitik

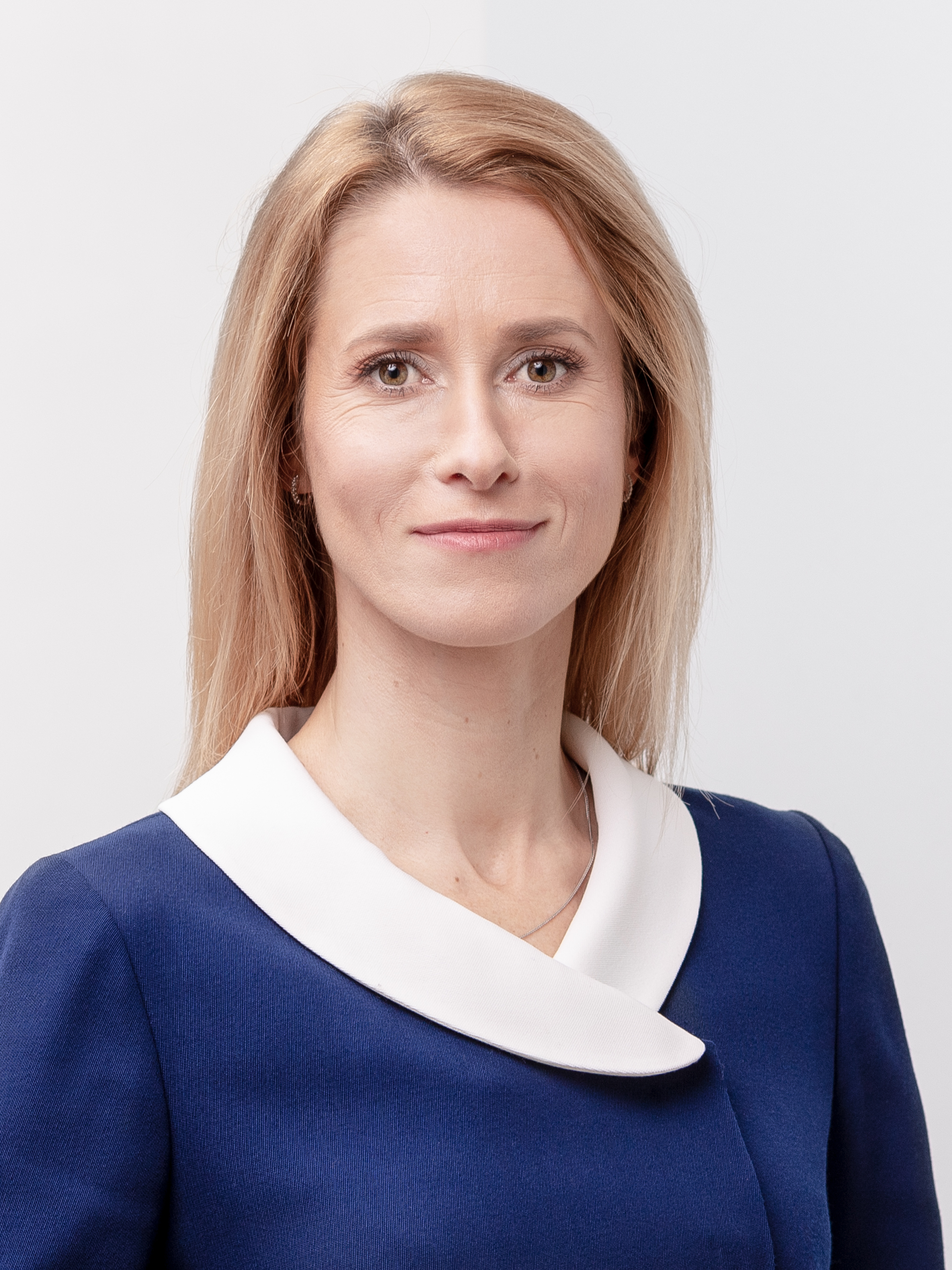
Hohe Vertreterin für Außen- und Sicherheitspolitik Kaja Kallas

Ziel der Gemeinsamen Außen- und Sicherheitspolitik (GASP, Art. 21 ff. EUV und Art. 205 ff. AEUV) sind die Wahrung der gemeinsamen Werte und Interessen der Union, die Stärkung der Sicherheit und des Friedens, die Förderung der internationalen Zusammenarbeit und die Stärkung von Demokratie, Rechtsstaatlichkeit und Menschenrechten. Anders als die meisten anderen Politikfelder der EU ist die GASP weitgehend intergouvernemental geprägt: Die Regierungen der Mitgliedstaaten legen einstimmig gemeinsame Strategien fest, bei deren Formulierung insbesondere das Europäische Parlament fast keine Mitspracherechte hat. Bei Abstimmungen in der Generalversammlung der Vereinten Nationen ist ein gemeinsames Vorgehen der EU-Staaten eher die Regel. Die europäische Außenpolitik ergänzt die Außenpolitik der Nationalstaaten, ersetzt sie aber nicht.

Mitglieder der EU und weiterer europäischer Organisationen (Stand: Februar 2025)

Die praktische Verhandlungs- und Koordinierungsarbeit in der GASP liegt größtenteils in der Hand des Hohen Vertreters für Außen- und Sicherheitspolitik. Dieser ist zugleich Vizepräsident der Europäischen Kommission und (nicht stimmberechtigter) Vorsitzender im Rat für Auswärtige Angelegenheiten. Ihm unterstehen rund 130 Delegationen der Europäischen Union bei internationalen Organisationen und in Drittstaaten. Der Vertrag von Lissabon sieht zudem den Aufbau eines Europäischen Auswärtigen Dienstes vor, der sich aus diesen Delegationen sowie aus Personal des Ratssekretariats und der nationalen diplomatischen Dienste zusammensetzen und ebenfalls vollständig dem Hohen Vertreter untergeordnet sein soll (Art. 27 Abs. 3 EUV). Er hat dadurch operative Unabhängigkeit und kann im Rahmen der Vorgaben des Rates auch eigene Akzente setzen.
Die internationalen Beziehungen der EU werden oftmals in bi- und multilateralen Abkommen geregelt, die auf die wirtschaftlichen, aber auch politischen Interessen beider Seiten ausgerichtet sind. Neben den Abkommen mit der Organisation Afrikanischer, Karibischer und Pazifischer Staaten (siehe Entwicklungspolitik der Europäischen Union) existieren auch Übereinkünfte mit anderen regionalen Freihandelsorganisationen, beispielsweise mit den südostasiatischen ASEAN-Staaten, dem südamerikanischen Mercosur, der nordamerikanischen NAFTA u. a. Ein besonderes Verhältnis besteht zwischen der EU und den USA als den beiden weltweit größten Wirtschaftsblöcken und wichtigsten westlich-demokratischen Mächten. Auch mit Russland hat die EU seit 1994 ein besonderes Partnerschafts- und Kooperationsabkommen (PKA). Die weitere Entwicklung der russisch-europäischen Beziehungen ist jedoch unter den EU-Mitgliedstaaten umstritten.

#### Sicherheits- und Verteidigungspolitik

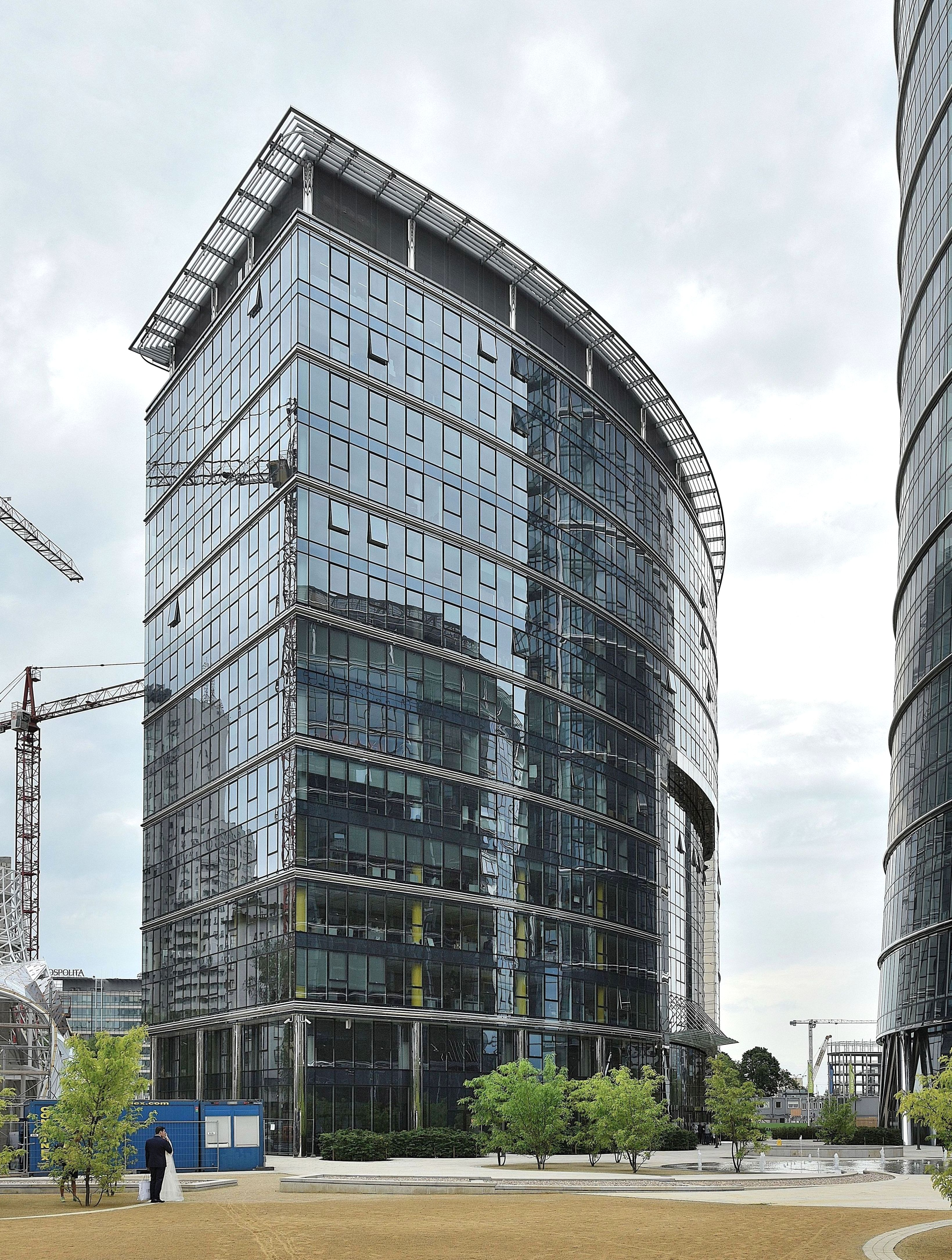
Hauptgebäude der Europäischen Agentur für die Grenz- und Küstenwache Frontex.

Eine besondere Rolle nimmt die Gemeinsame Sicherheits- und Verteidigungspolitik (GSVP, Art. 42 ff. EUV) als Teil der GASP ein. Erst seit den 1990er-Jahren bemüht sich die EU, auch eigenständige sicherheitspolitische Strukturen zu entwickeln. Hierfür stützte sie sich zunächst auf die Westeuropäische Union und entwickelte schließlich die GSVP. Diese soll sowohl die Neutralität bestimmter Mitgliedstaaten achten als auch mit der NATO-Zugehörigkeit anderer Mitgliedstaaten kompatibel sein. Die EU hat dabei den Charakter eines Defensivbündnisses; das heißt, im Fall eines bewaffneten Angriffs auf einen der Mitgliedstaaten müssen die anderen ihm Unterstützung leisten (Art. 42 Abs. 7 EUV).
Auch die GSVP hat einige spezielle Institutionen: das Politische und Sicherheitspolitische Komitee, den Militärausschuss, den Militärstab, den Ausschuss für die zivilen Aspekte der Krisenbewältigung und die EU-Planungszelle für zivile und militärische Belange. Außerdem existiert eine Europäische Verteidigungsagentur mit der Aufgabe, „zur Ermittlung von Maßnahmen zur Stärkung der industriellen und technologischen Basis des Verteidigungssektors“ beizutragen. Entscheidungen können grundsätzlich nur einstimmig im Rat der EU getroffen werden. Auch die sogenannte Passerelle-Regelung, durch die ansonsten Themen mit Einstimmigkeitserfordernis in den Bereich der Mehrheitsentscheidungen überführt werden können, ist auf die GSVP nicht anwendbar. Falls jedoch eine Gruppe von Mitgliedstaaten in der GSVP schneller voranschreiten möchte als andere, haben sie die Möglichkeit einer Ständigen Strukturierten Zusammenarbeit (Art. 46 EUV), die im Wesentlichen der Verstärkten Zusammenarbeit in anderen Politikfeldern entspricht.

Produkte gemeinsamer Rüstungszusammenarbeit der EU
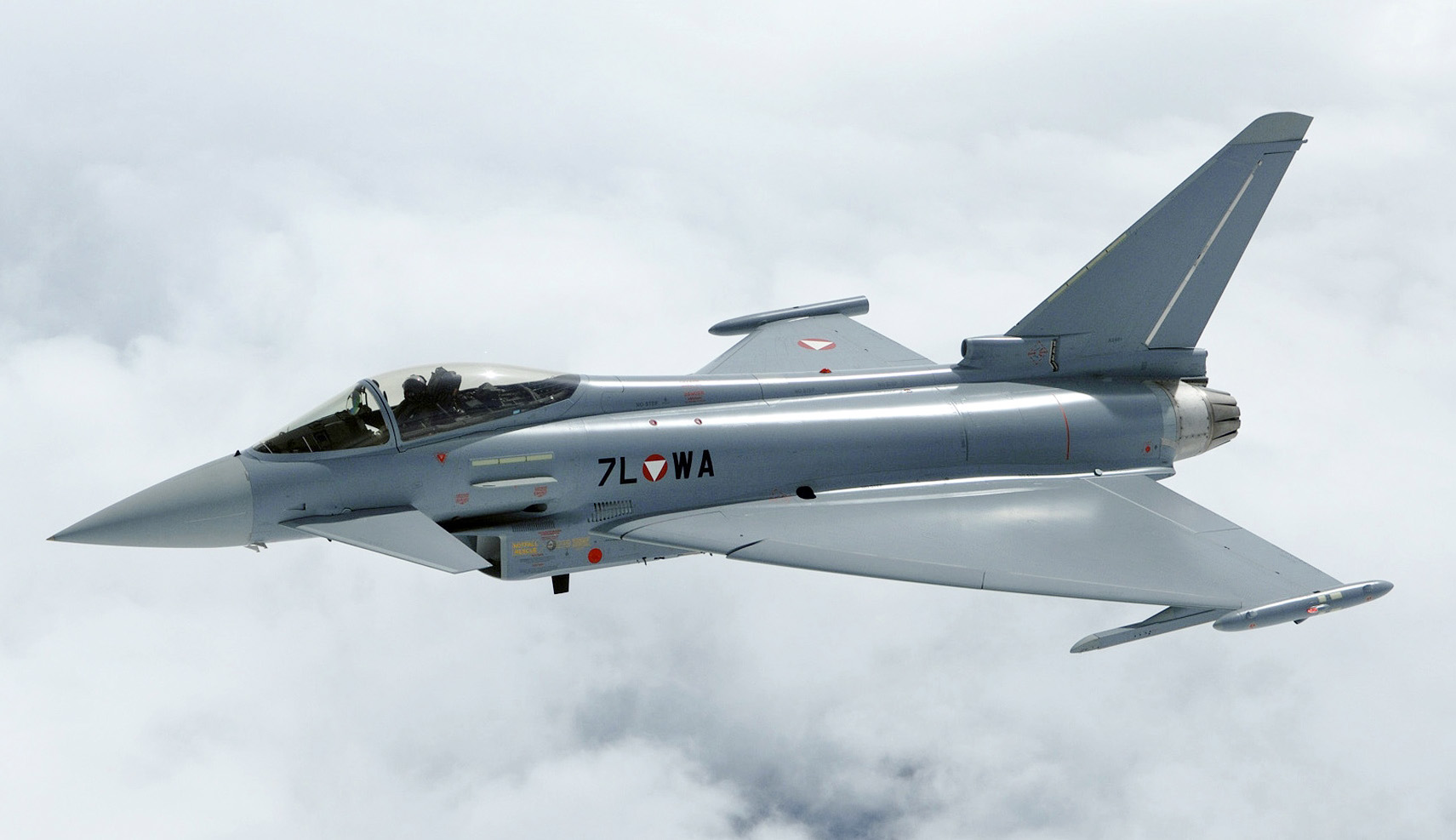
Eurofighter Typhoon
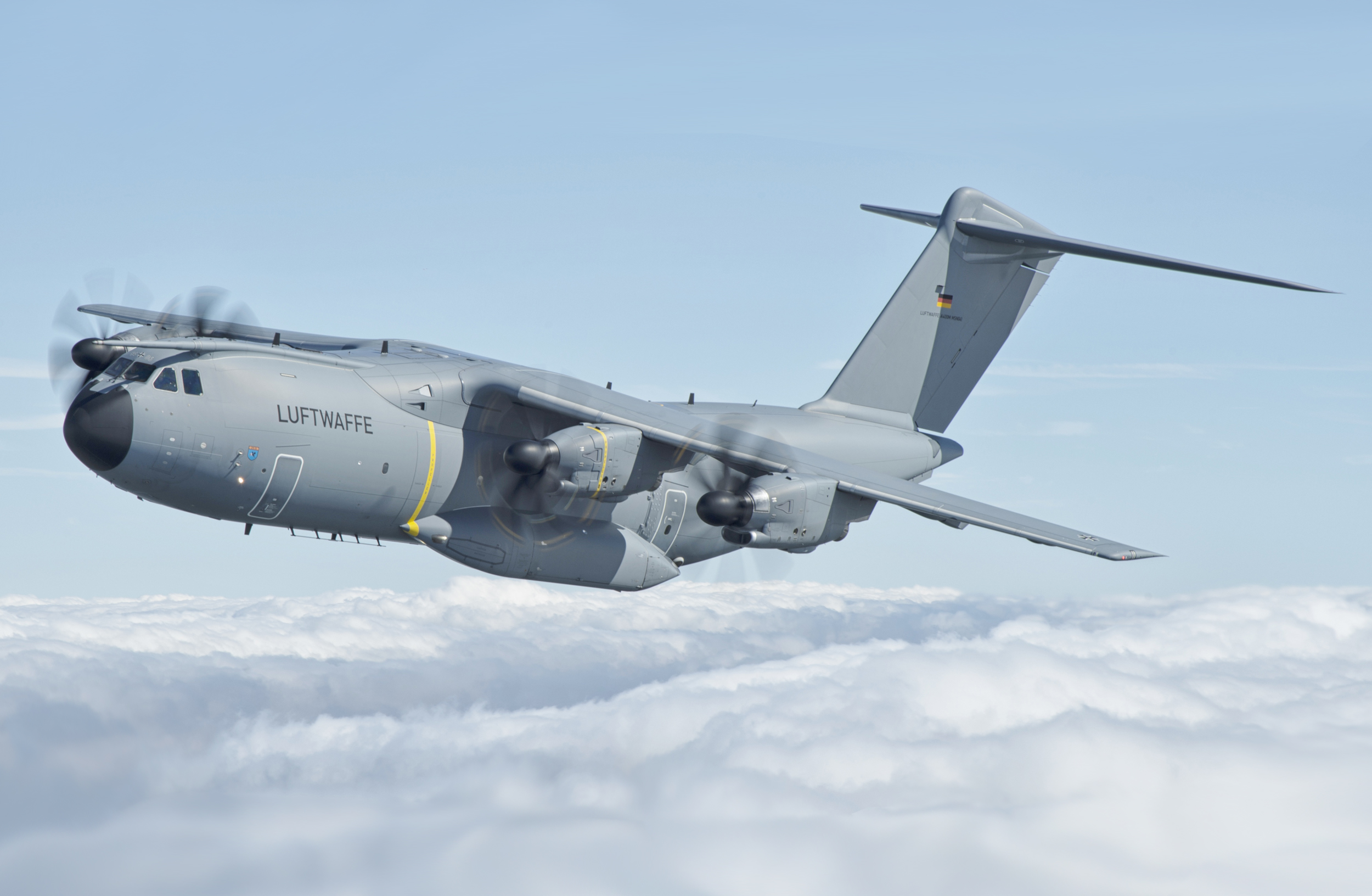
Airbus A400M
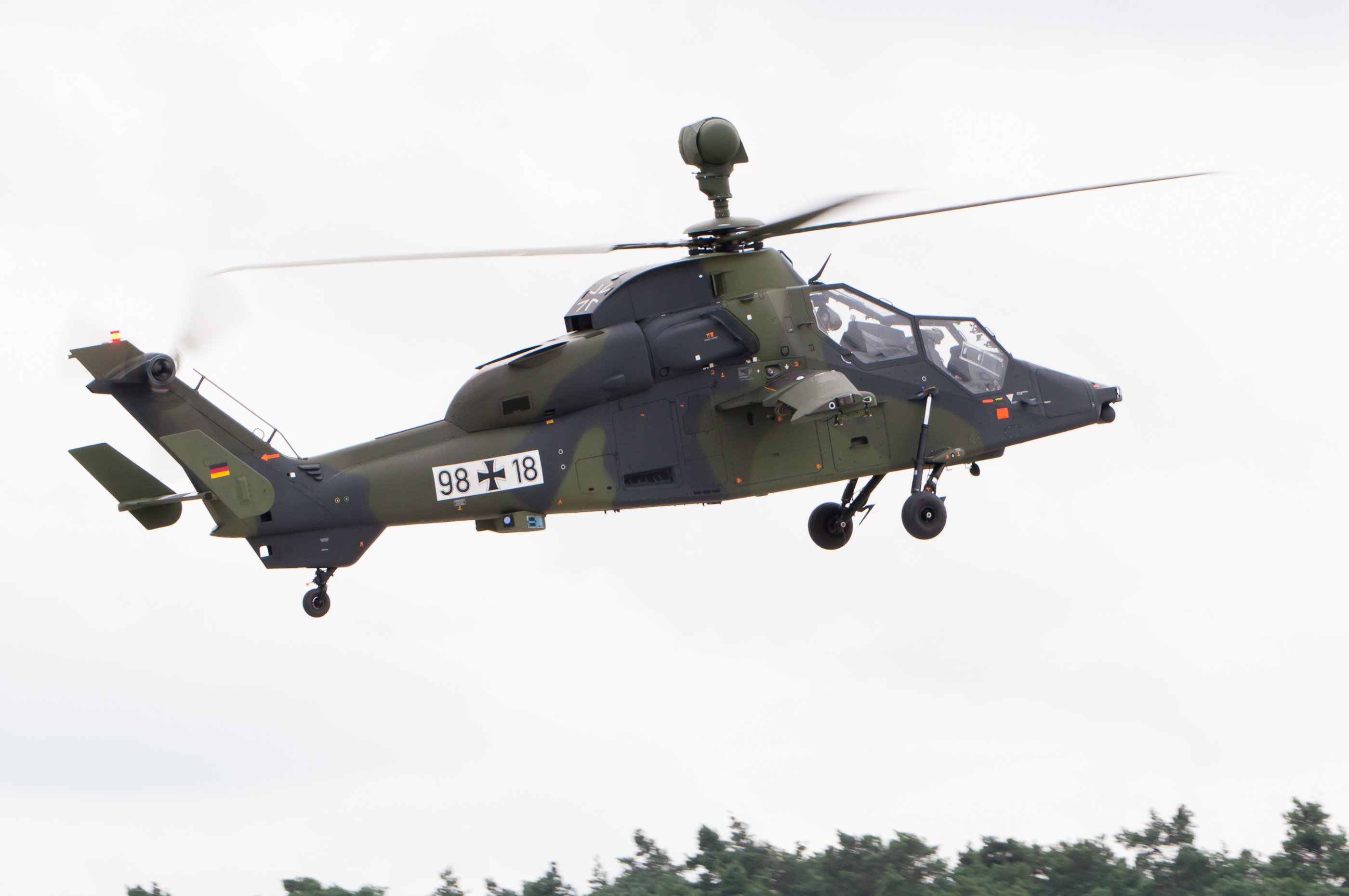
Eurocopter Tiger

Ziel der GSVP ist die Erfüllung der sogenannten Petersberg-Aufgaben, nämlich humanitäre Aufgaben und Rettungseinsätze, friedenserhaltende Aufgaben und Kampfeinsätze bei der Krisenbewältigung inklusive Frieden schaffender Maßnahmen. Hierfür können die EU-Staaten gemeinsame militärische Missionen unternehmen, was erstmals 2003 in der Operation Artemis in Ost-Kongo geschah. Dem Vertragstext nach könnte die GSVP auch zu einer gemeinsamen europäischen Verteidigung, also einer Europaarmee, führen. Hierfür wäre ein einstimmiger Beschluss des Europäischen Rates erforderlich. Die Mitgliedsstaaten stellen Truppen für Missionen im Rahmen der GSVP, etwa die EU-Friedensmission EUFOR, jeweils auf freiwilliger Basis und nach nationalen Rechtsvorgaben (Deutschland etwa nur nach Zustimmung des Bundestags). Auf verstärktes praktisches Zusammenwirken im Rahmen der GSVP gerichtet sind die seit 2005 aufgestellten EU Battlegroups, bestehend aus zwei multinationalen Kampfverbänden mit einer Stärke von je 1500 Soldaten, die im Krisenfall kurzfristig einsatzbereit sein sollen. Sie werden jeweils für ein halbes Jahr von einer Gruppe von Mitgliedstaaten gestellt und danach wieder aufgelöst. Tatsächlich zum Einsatz gekommen sind diese supranationalen Verbände aber seit der Einführung wegen Streits über die Finanzierung bislang nicht.
2017 wurde von 25 der damals 28 Mitgliedsstaaten eine Vereinbarung über ständige strukturierte Zusammenarbeit (PESCO) in der Verteidigungs- und Sicherheitspolitik unterzeichnet, die gemeinsame Einsätze und Rüstungsprojekte sowie eine regelmäßige Erhöhung der Verteidigungsausgaben durch die Teilnehmerstaaten vorsieht.
In Folge des seit 2022 andauernden Ukraine-Kriegs beschlossen fast alle Mitgliedsstaaten ihr Verteidigungsbudget zu erhöhen. Hinzu kamen militärische Hilfslieferungen für die Ukraine. Im Frühjahr 2025 stellte die Kommission das Weißbuch zur Verteidigung Europas vor. Dabei handelt es sich um ein Investitionsprogramm für den Aufbau von militärischen Fähigkeiten mit einem Gesamtvolumen von über 800 Milliarden Euro. Dabei wurde betont, dass das Geld nur für den Kauf in der EU durch von europäischen Unternehmen hergestellte Waffen und Waffensysteme ausgegeben werden soll.

#### Europäische Nachbarschaftspolitik
Ein wichtiger Bestandteil der europäischen Außenpolitik sind die Beziehungen zu den unmittelbaren Nachbarn im Süden und Osten der EU, mit denen sie im Zuge der Europäischen Nachbarschaftspolitik (ENP) seit 2004 ein dichtes Netz von Verträgen abgeschlossen hat. Ziel der ENP ist einerseits die wirtschaftliche Zusammenarbeit, andererseits die Stärkung von Demokratie und Rechtsstaatlichkeit im unmittelbaren Umfeld der EU. Parallel zu dieser Nachbarschaftspolitik wurde 2008 mit den Staaten in Nordafrika und Vorderasien (einschließlich der Türkei und Israels) die Union für das Mittelmeer gegründet, die an die euro-mediterrane Partnerschaft von 1995 anknüpft. 2009 wurde ergänzend die Östliche Partnerschaft initiiert, deren Ziel die politische Assoziierung und wirtschaftliche Integration ehemaliger Unionsrepubliken der Sowjetunion ist.
Sowohl die ENP als auch die Verhandlungen mit den Beitrittskandidaten liegen federführend nicht beim Hohen Vertreter für die Außen- und Sicherheitspolitik, sondern beim Erweiterungskommissar der Europäischen Kommission. Er muss sich dabei jedoch eng mit dem Hohen Vertreter abstimmen, um die Kohärenz der europäischen Außenpolitik zu gewährleisten.

#### Entwicklungspolitik

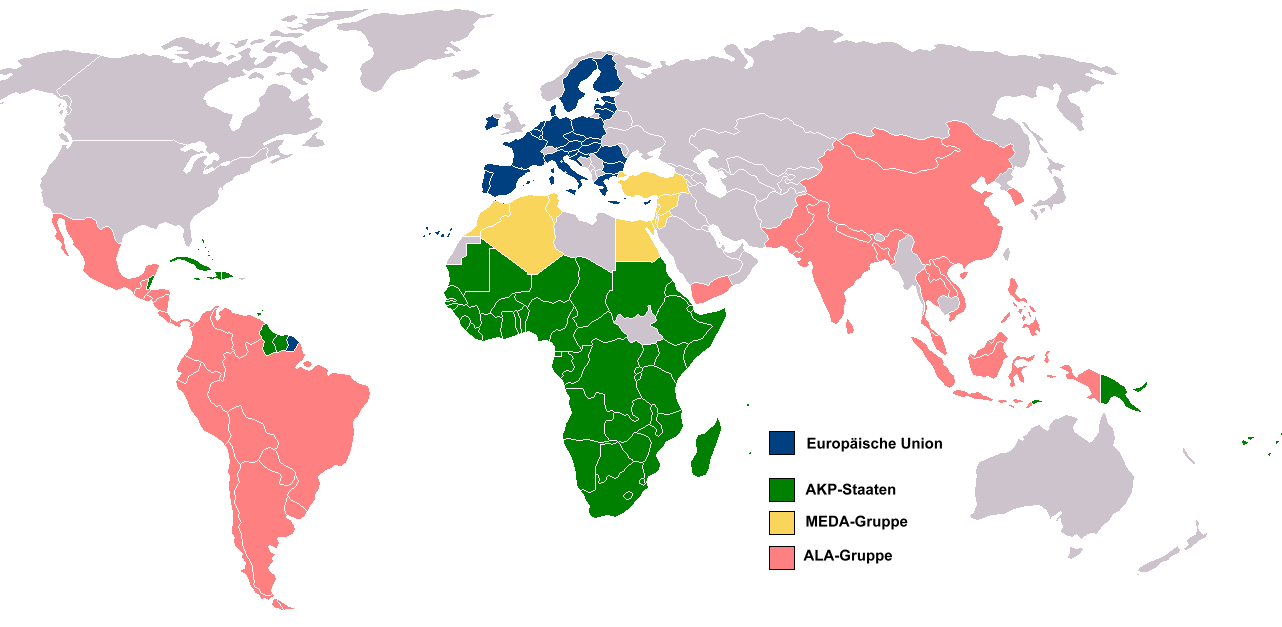
Empfängerländer privilegierter EU-Entwicklungshilfe

Auch in der Entwicklungspolitik betätigt sich die Europäische Union (Art. 208 ff. AEUV). Anders als die Außen- und Sicherheitspolitik wird über entwicklungspolitische Maßnahmen nach dem Ordentlichen Gesetzgebungsverfahren entschieden, also unter gleichberechtigter Beteiligung des Europäischen Parlaments.
Unter den Einzelmaßnahmen sind die Handelsvergünstigungen für Entwicklungsländer durch das Allgemeine Präferenzsystem, das Rohstoffregime sowie insbesondere die humanitäre Hilfe durch das zuständige Europäische Amt ECHO zu nennen. Daneben werden durch bi- oder multilaterale Verträge einer Reihe von Staaten zusätzliche Handelsprivilegien eingeräumt. Am wichtigsten ist hier das Cotonou-Abkommen, das im Jahr 2000 mit 77 Staaten im afrikanischen, karibischen und pazifischen Raum (sog. AKP-Staaten) geschlossen wurde und die vorherigen Lomé-Abkommen ersetzte. Meist verpflichten diese Abkommen die Partnerländer im Gegenzug zur Einhaltung bestimmter demokratischer und rechtsstaatlicher Standards.
Zur Entwicklungspolitik trägt auch die Europäische Investitionsbank bei, die gemeinsam mit dem Europäischen Entwicklungsfonds auch den Großteil der finanziellen Mittel bereitstellt.
In der Union für den Mittelmeerraum fördert die EU die Entwicklung der arabischen Mittelmeer-Staaten sowie der Türkei und Israels. Kernstück sind bilaterale Abkommen mit den einzelnen Staaten, die neben weitgehender Zollfreiheit weitere handelspolitische Zugeständnisse sowie auch eine Zusammenarbeit im technisch-wirtschaftlichen Bereich vorsehen.

### Justiz- und Innenpolitik

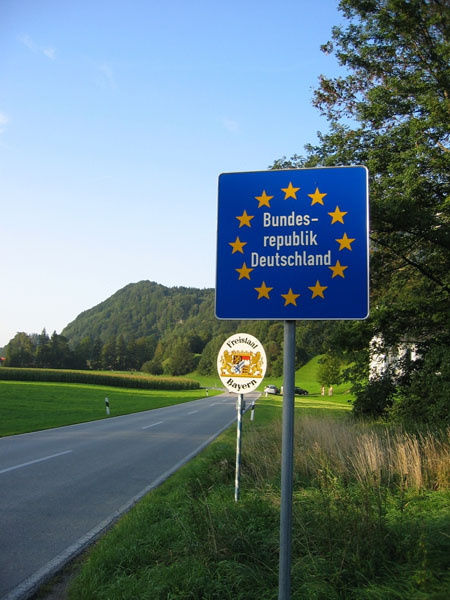
Der Schengen-Raum hat zur Abschaffung von Grenzkontrollen geführt. (offene „Schengen-Grenze“ bei Kufstein, Tirol)

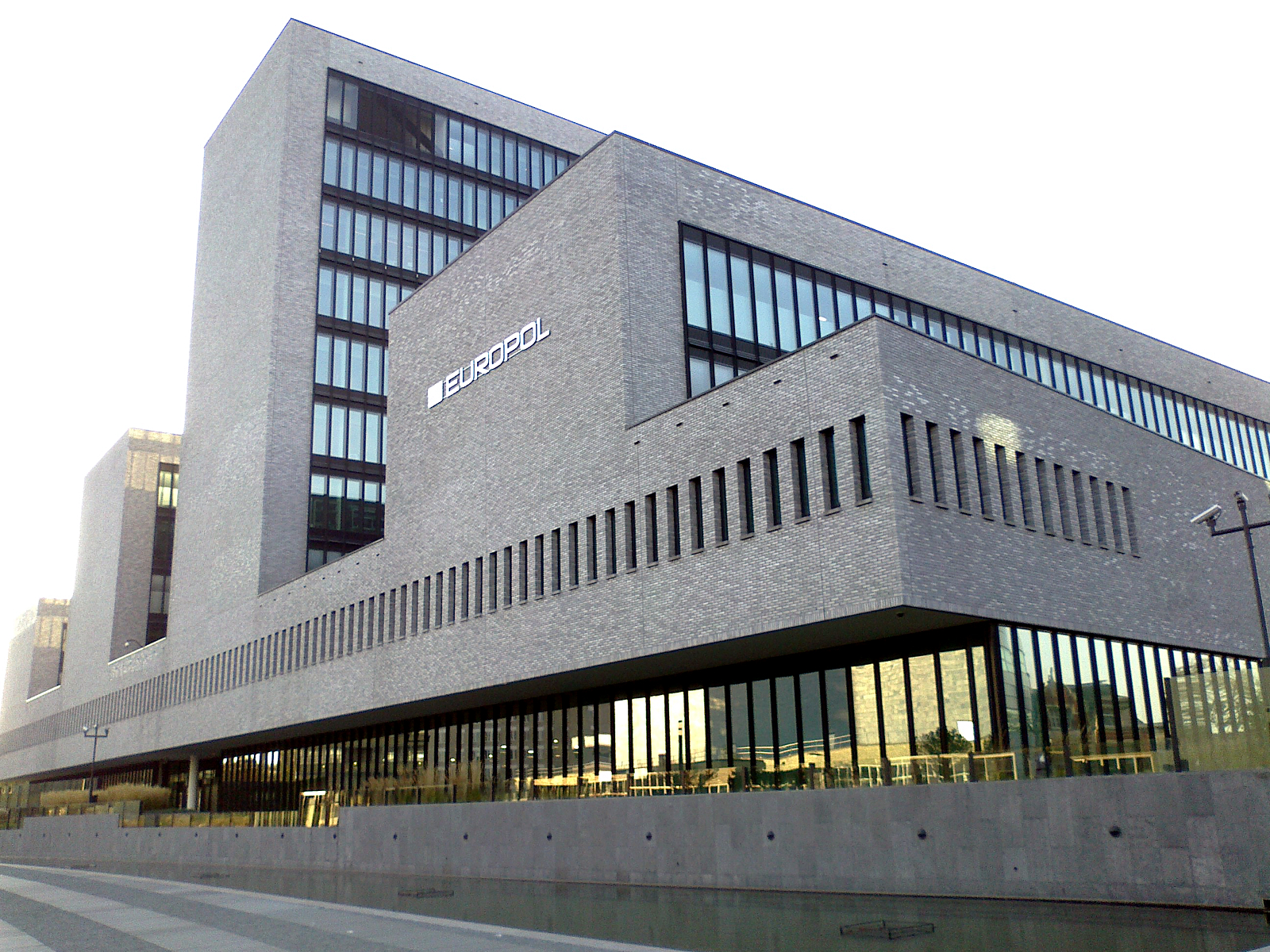
Der Europol-Hauptsitz in Den Haag

Seit dem Vertrag von Maastricht 1992 besitzt die Europäische Union Kompetenzen in der Justiz- und Innenpolitik. Der seinerzeit geschaffene dritte Pfeiler enthält Regelungen für die Zusammenarbeit in den Bereichen Justiz und Inneres. Angelegenheiten von gemeinsamem Interesse sind demnach Asylpolitik, Vorschriften für das Überschreiten der Außengrenzen der Mitgliedstaaten, Einwanderungspolitik, Bekämpfung der illegalen Einwanderung, der Drogenabhängigkeit und des Betrugs im internationalen Maßstab sowie die justizielle Zusammenarbeit in Zivil- und Strafsachen, die polizeiliche Zusammenarbeit zur Bekämpfung des Terrorismus, des illegalen Drogenhandels und sonstiger schwerwiegender Formen der internationalen Kriminalität.
Durch den Vertrag von Amsterdam 1997 wurde das umfassendere Ziel eines europaweiten Raums der Freiheit, der Sicherheit und des Rechts eingeführt und das Schengener Abkommen über die Abschaffung der Personenkontrollen an den Binnengrenzen in das EU-Recht übernommen. Dieser umfasst neben der Politik im Bereich Grenzkontrollen, Asyl und Einwanderung (Art. 77 ff. AEUV, früher als flankierende Maßnahmen zum freien Personenverkehr bezeichnet) auch die justizielle Zusammenarbeit in Zivilsachen (JZZ, Art. 81 AEUV) und die polizeiliche und justizielle Zusammenarbeit in Strafsachen (PJZS, Art. 82 ff. AEUV). Durch die PJZS kann die EU unter anderem Mindeststandards im Strafprozessrecht, etwa die Rechte von Angeklagten, festlegen (Art. 82 AEUV). Für bestimmte grenzüberschreitende Straftaten, etwa Terrorismus, Menschenhandel, Drogenhandel, Waffenhandel, Geldwäsche, Korruption und Computerkriminalität, kann sie außerdem Mindestvorschriften für Straftatbestände und Strafmaß regeln (Art. 83 AEUV).
Nachdem zunächst für all diese Bereiche der Rat einstimmig beschloss und das Europäische Parlament keine Kompetenzen hatte, wurde nach und nach das ordentliche Gesetzgebungsverfahren eingeführt. Seit dem Vertrag von Lissabon 2007 gilt es für die gesamte Justiz- und Innenpolitik. Allerdings gelten für einige Mitgliedstaaten, nämlich Irland und Dänemark, Ausnahmeregelungen; sie nehmen an den gemeinsamen Maßnahmen nur in begrenzter Form teil. Andererseits sind auch einige Nicht-EU-Staaten, nämlich Island, Norwegen und die Schweiz, dem Schengener Abkommen beigetreten und müssen daher bestimmte von der EU in diesem Rahmen gefasste Beschlüsse implementieren.
Zur Umsetzung der gemeinsamen Justiz- und Innenpolitik wurden die europäischen Behörden Europol und Eurojust gegründet, die die Zusammenarbeit der nationalen Polizei- und Justizbehörden koordinieren. Zudem wurde das Schengener Informationssystem eingerichtet, durch das die Mitgliedstaaten Informationen über zur Fahndung ausgeschriebene Personen und Gegenstände austauschen. Für den gemeinsamen Grenzschutz gibt es die Europäische Agentur für die operative Zusammenarbeit an den Außengrenzen der Mitgliedstaaten der Europäischen Union (kurz Frontex). Zu den im Rahmen der PJZS getroffenen Maßnahmen zählt außerdem der Europäische Haftbefehl, der die Auslieferung von Straftätern zwischen den Mitgliedstaaten vereinfachte.
Die Arbeitsaufnahme der Europäischen Staatsanwaltschaft zur Bekämpfung von Straftaten nach Art. 86 unter anderem diejenigen zum Nachteil der finanziellen Interessen der Union fand 2021 statt.

### Bildungspolitik und Forschungsförderung

Erasmus+, das Dachprogramm der EU für allgemeine und berufliche Bildung, Jugend und Sport

Der durch technologische Innovationsschübe und globale Vernetzungsmöglichkeiten ausgelöste Wandel der europäischen Länder von klassischen Industrie- zu potenziellen Informations- und Wissensgesellschaften hat dazu geführt, dass die EU-Organe, die sich mit der Bildungspolitik (Art. 165 f. AEUV) jahrzehntelang nur wenig befassten, hier inzwischen bedeutende Aktivitäten entfalten. So sieht die im Jahr 2000 verabschiedete Lissabon-Strategie, ebenso wie ihr Nachfolgeprogramm Europa 2020, die Bildungspolitik als wichtigstes Instrument zur Förderung der europäischen Wirtschaft. Sie zielt auf die Herstellung eines europäischen Bildungs- und Beschäftigungsraumes im Zeichen des lebenslangen Lernens.
Der Bologna-Prozess, der 1999 auf einer Konferenz von 29 europäischen Bildungsministern eingeleitet wurde und inzwischen 45 Staaten umfasst, ist darauf angelegt, einen Europäischen Hochschulraum zu schaffen. Er ist dabei nicht auf die EU begrenzt, orientiert sich aber an deren bildungspolitischen Zielen. Sein Kernbestandteil ist ein zweistufiges System von Studienabschlüssen, die in Deutschland nach dem angelsächsischen Vorbild Bachelor und Master genannt wurden. Während der Bachelor im Regelfall drei bis vier (in Deutschland drei) Studienjahre dauern und den ersten berufsbefähigenden Studienabschluss bieten soll, dauert der Master ein bis zwei (in Deutschland zwei) Jahre und dient der Spezialisierung. Daran kann sich eine Promotion zur Erreichung des Doktorgrades anschließen, der schon heute europaweit der höchste akademische Grad ist.
Um Freizügigkeit und Mobilität von Lernenden in Europa zu fördern, wurde außerdem der Europäische Qualifikationsrahmen (EQF) eingeführt, ein Schema zur Vereinheitlichung von Qualifikationsanforderungen, innerhalb dessen festgelegte Kompetenzen bestimmten Niveaustufen zugeordnet werden. Durch dieses System sollen Bildungsabschlüsse international besser vergleichbar gemacht werden. Speziell für den Hochschulbereich wurde ein europaweites Leistungspunktesystem, das European Credit Transfer System (ECTS, „Europäisches Kreditpunkte-Transfer-System“) geschaffen, das die europaweite Anrechnung, Übertragung und Akkumulierung von Studienleistungen ermöglichen soll, auch um die Anerkennung von Studienaufenthalten im Ausland zu erleichtern und die europaweite Mobilität von Studierenden zu fördern. In Analogie zum Hochschulwesen wird auch für die berufliche Bildung ein Leistungspunktesystem entwickelt.
Seit den 1980er-Jahren gibt es eine Vielzahl von EU-Programmen, die den europaweiten Austausch im Bildungswesen fördern. 2004 legte die Europäische Kommission einen Legislativvorschlag vor, nach dem diese Programme zu einem einzigen Programm für Lebenslanges Lernen zusammengefasst wurden, das nach vier verschiedenen Bildungsbereichen gegliedert ist: allgemeine (Schul-)Bildung, berufliche Bildung, Hochschulbildung und Erwachsenenbildung. Unter den derzeit existierenden Kooperationsmaßnahmen allgemeinbildender Art ist das Hochschulprogramm Erasmus besonders bekannt, das die länderübergreifende Kooperation sowie den Austausch von Studenten und Dozenten fördert. Daneben gibt es das Comenius-Programm, das Schulpartnerschaften unterstützt, Lingua zur Förderung des Fremdsprachenunterrichts auf EU-Ebene sowie Leonardo zur Anregung entsprechender Aktivitäten in der beruflichen Bildung und das für Erwachsenenbildung verantwortliche Programm Grundtvig. Seit dem Jahr 2014 koordiniert das Programm'Erasmus+ diese europäischen Bildungsprogramme.
Die EU ist auch in der Forschungsförderung tätig (Art. 179 ff. AEUV). Der von der Europäischen Kommission Ende 2007 gegründete Europäische Forschungsrat soll die Grundlagenforschung unterstützen. Insgesamt 22 in den Forschungsrat berufene Wissenschaftler vergeben darin unabhängig von politischer Einflussnahme Projektmittel in Höhe von zunächst jährlich einer Milliarde Euro nach Exzellenzkriterien und ohne Rücksicht auf regionale Verteilung. Dabei gibt es neben den schon früher geförderten thematischen Programmen nun auch allgemeine Finanzmittel für Forschung ohne unmittelbare Anwendung (die sogenannte Frontier Research, also „Forschung an den Grenzen des Wissens“). Das Programm soll u. a. dazu dienen, die EU als Forschungsstandort für Hochqualifizierte attraktiver zu machen, herausragende Wissenschaftstalente zu identifizieren und personelle Lücken in der Spitzenforschung zunächst vor allem durch die Förderung von Nachwuchswissenschaftlern aufzufüllen.

### Sozial- und Beschäftigungspolitik

Eine Europäische Krankenversicherungskarte

Obwohl die Angleichung sozialer Standards bereits früh zu den Zielen der Europäischen Wirtschaftsgemeinschaft zählte, sind die einzelstaatlichen Souveränitätsrechte und die Einforderung des Subsidiaritätsprinzips hier stärker ausgeprägt als in der Wirtschaftspolitik. Daher gilt in bestimmten Fragen dieses Politikfelds, etwa im Bereich der sozialen Sicherheit, im Rat der EU das Einstimmigkeitsprinzip; das Europäische Parlament muss lediglich angehört werden und hat keine Mitbestimmungsrechte. Die Bedeutung der nationalen Politikgestaltung in diesen Feldern ist maßgeblich. Soziale Sicherungssysteme wie Arbeitslosen- und Sozialhilfe, sind auf der Ebene der Nationalstaaten angesiedelt, da sie in allen EU-Mitgliedstaaten einen großen Anteil des Staatshaushalts – und damit auch des politischen Gestaltungsspielraums – ausmachen. Auf anderen Gebieten, etwa der Arbeitssicherheit oder der Gleichstellung der Geschlechter, gilt dagegen das ordentliche Gesetzgebungsverfahren.
Die Sozialpolitik der EU (Art. 151 ff. AEUV) stützt sich daher in finanzieller Hinsicht hauptsächlich auf den 1960 gegründeten Europäischen Sozialfonds, dessen Mittel für Maßnahmen zur Berufsbildung, Umschulung, zur Bekämpfung der Jugendarbeitslosigkeit und zur Wiedereingliederung von Arbeitslosen verwendet werden. Darüber hinaus ist mit der Verankerung sozialer Grundrechte im EU-Vertrag das Anliegen verbunden, normierend auf die Sozialpolitik der Mitgliedstaaten einzuwirken. Das zeigt sich unter anderem in der akzentuierten EU-Gleichstellungspolitik, in Antidiskriminierungsvorgaben und in Vorgaben zur Vereinbarkeit von Familie und Beruf.
Mit dem Vertrag von Amsterdam hat sich die EU zudem eine aktive Beschäftigungspolitik zum Programm gemacht (Art. 145 ff. AEUV). Angestrebt wird eine zwischen der EU und den Mitgliedstaaten koordinierte Strategie, die vor allem auf bessere Qualifizierung der Arbeitsuchenden und auf Arbeitsmarktflexibilität gerichtet ist. Auch eine arbeitsmarktpolitische Koordination der Mitgliedstaaten untereinander wird von der EU gefördert.

### Verbraucherschutz
1992 fanden mit dem Vertrag von Maastricht erstmals auch Verbraucherschutzinteressen in das europäische Vertragswerk Eingang (Art. 12, Art. 169 AEUV). Als vorrangige Ziele werden nicht nur einheitliche Qualitätsstandards in Produktion und Handel angestrebt, sondern auch Gesundheitsschutz sowie Aufklärung und Information der Verbraucher. Zum Beispiel ist es vorgeschrieben, genmanipulierte Produkte zu kennzeichnen.
Nach den bei der Rinderseuche BSE deutlich gewordenen Defiziten des Verbraucherschutzes wurde 1999 bei der Europäischen Kommission die Generaldirektion Gesundheit und Verbraucherschutz eingerichtet, die unter anderem für Pflanzenschutz, Veterinär- und Lebensmittelkontrollen zuständig ist. So kann die Warenverkehrsfreiheit im Binnenmarkt durch Ausfuhrverbote teilweise suspendiert werden, wenn bestimmte Produkte die Gesundheit der Verbraucher gefährden. Die bereits 1985 eingeführte Produkthaftungsrichtlinie legt die Beweislast für ein fehlerfreies Produkt im Schadensfall auf die Herstellerseite, so unter anderem bei Kinderspielzeug, Textilien und Kosmetika. Gegenstand der EU-Verbraucherpolitik sind darüber hinaus zum Beispiel auch Erstattungsansprüche bei Pauschalreisen, irreführende Werbung und missbräuchliche Vertragsklauseln, insbesondere im grenzüberschreitenden Verkehr.
siehe auch Kommissar für Verbraucherpolitik

### Umweltpolitik

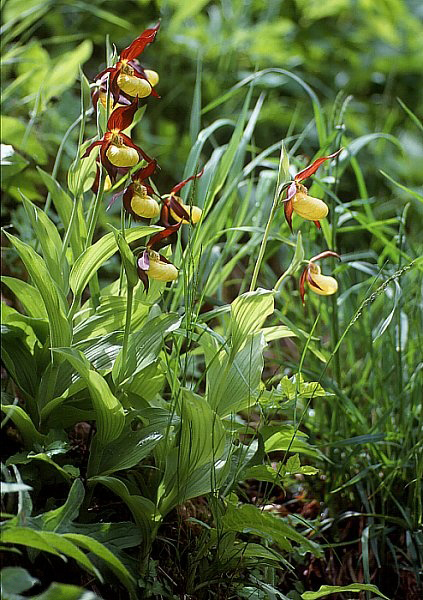
Der Gelbe Frauenschuh ist in der EU durch die Fauna-Flora-Habitat-Richtlinie geschützt.

Eine aktive Umweltschutzpolitik (Art. 191 ff. AEUV) wurde von der Europäischen Wirtschaftsgemeinschaft (EWG) bereits seit Anfang der 1970er Jahre betrieben, zum Beispiel in den Bereichen Gewässerschutz, Luftreinhaltung und Abfallentsorgung. Stand zunächst der nachsorgende Umweltschutz im Sinne der Beseitigung eingetretener Schäden im Vordergrund, so wird heute das Prinzip der Vorbeugung stärker betont. Seit dem Vertrag von Amsterdam (1997) ist der Umweltschutz ein Querschnittprinzip, das bei allen Maßnahmen der EU zu berücksichtigen ist. So muss etwa bei der Planung von Wirtschafts- und Infrastrukturprojekten grundsätzlich eine Umweltverträglichkeitsprüfung durchgeführt werden.
Rechtsakte in der Umweltpolitik ergehen im Allgemeinen nach dem ordentlichen Gesetzgebungsverfahren. Einzelstaaten haben die Möglichkeit, strengere Umweltmaßstäbe anzulegen als die für die gesamte EU gültigen, sofern daraus keine Handelshemmnisse entstehen.
Mit der Fauna-Flora-Habitat-Richtlinie sollen natürliche Lebensräume wildlebender Tiere und Pflanzen und damit die biologische Vielfalt erhalten werden. Ausgewiesene Schutzgebiete in den EU-Mitgliedstaaten sollen sich zu einem europäischen ökologischen Netz (Natura 2000) entwickeln. Diese Vernetzung dient der Bewahrung, (Wieder-)herstellung und Entwicklung ökologischer Wechselbeziehungen sowie der Förderung natürlicher Ausbreitungs- und Wiederbesiedlungsprozesse. Sie ist damit das zentrale Rechtsinstrument der Europäischen Union, um die von den Mitgliedstaaten ebenfalls 1992 eingegangenen Verpflichtungen zum Schutz der biologischen Vielfalt (Biodiversitätskonvention, CBD, Rio 1992) umzusetzen.
Die EU stellt dabei den Mitgliedstaaten Gelder für die Ausweisung der Gebiete von gemeinschaftlicher Bedeutung (Site of Community Importance – SCI) und den besonderen Schutzgebieten (Special Protected Area – SPA) zur Verfügung. Ende 2013 waren 27.308 SCI- und SPA-Gebiete mit 1.039.332 km² ausgewiesen; davon waren 787.767 km² Landflächen und 251.565 km² Meeresgebiete.

### Klima- und Energiepolitik
Neben der klassischen Umweltpolitik ist auch der Klimaschutz ein Ziel der EU. 
Kohlendioxid-Emissionen sollen durch zahlreiche Maßnahmen reduziert werden, vor allem durch den EU-Emissionsrechtehandel. In der Kommission Barroso II wurde 2010 erstmals das Amt eines Kommissars für Klimaschutz geschaffen, das seitdem unabhängig vom Umweltkommissariat besteht.

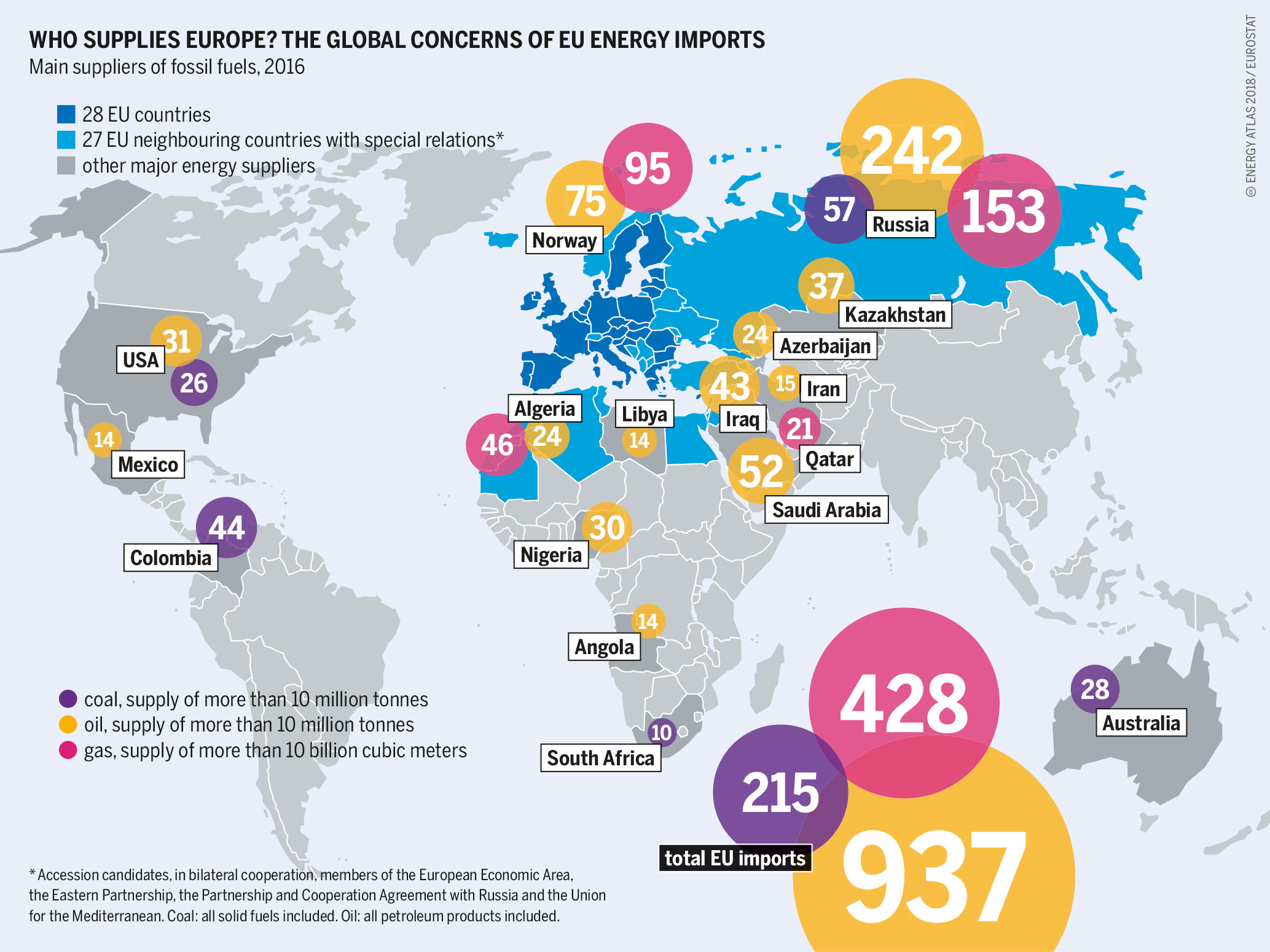
Energieimporte der EU (ohne Uran) 2016

Die Europäische Union verpflichtete sich 2007 verbindlich, bis 2020 den Ausstoß von Treibhausgasen bis 2020 um ein Fünftel im Vergleich zu 1990 zu verringern und den Anteil erneuerbarer Energien auf durchschnittlich 20 % zu erhöhen. Im Januar 2008 beschloss die Europäische Kommission verbindliche Vorgaben für die einzelnen Mitgliedstaaten. Die Richtlinie 2009/28/EG verpflichtet die Mitgliedstaaten zur Festlegung nationaler Richtziele für den Anteil erneuerbarer Energien am Stromverbrauch, wobei den einzelnen Staaten hinsichtlich der Fördersysteme im Einzelnen ausdrücklich freie Hand gelassen wurde. Im Dezember 2019 wurde der European Green Deal (Europäischer Grüner Deal) von der Europäischen Kommission unter Ursula von der Leyen vorgestellt. Demzufolge sollen bis 2050 die Netto-Emissionen von Treibhausgasen in der Europäischen Union auf null reduziert und somit zuerst in Europa Klimaneutralität hergestellt werden.
Die Energiepolitik der Europäischen Union ist seit dem Vertrag von Lissabon vertraglich institutionalisiert (Art. 194 AEUV). Vereinzelte energiepolitische Initiativen (zur Förderung der Energieeffizienz oder zur Entflechtung der Energieversorgungsunternehmen) ergingen zuvor über den Umweg der Umwelt- oder der Wettbewerbspolitik. Ziele der Energiepolitik sind ein funktionierender Energiemarkt, die Gewährleistung der Energieversorgung, die Förderung von Energieeffizienz und erneuerbaren Energien (z. B. mit dem Programm ALTENER) sowie die Verflechtung der Energienetze (siehe ENTSO-E und ENTSO-G) zwischen den Mitgliedstaaten. Maßnahmen, die die Wahl zwischen verschiedenen Energiequellen, also den Energiemix der Mitgliedstaaten betreffen, können nach Art. 192 nur einstimmig getroffen werden (Energierecht). In den politischen Leitlinien des Kommissionspräsidenten Jean-Claude Juncker war geplant, die Energiepolitik Europas zu reformieren, neu zu strukturieren und eine europäische Energieunion mit erhöhtem Anteil erneuerbarer Energie am Energiemix zu schaffen. Ziel dabei war, die Energieunion Europas weltweit zur Nummer eins bei den erneuerbaren Energien zu machen.

### Verkehrs- und Raumfahrtpolitik

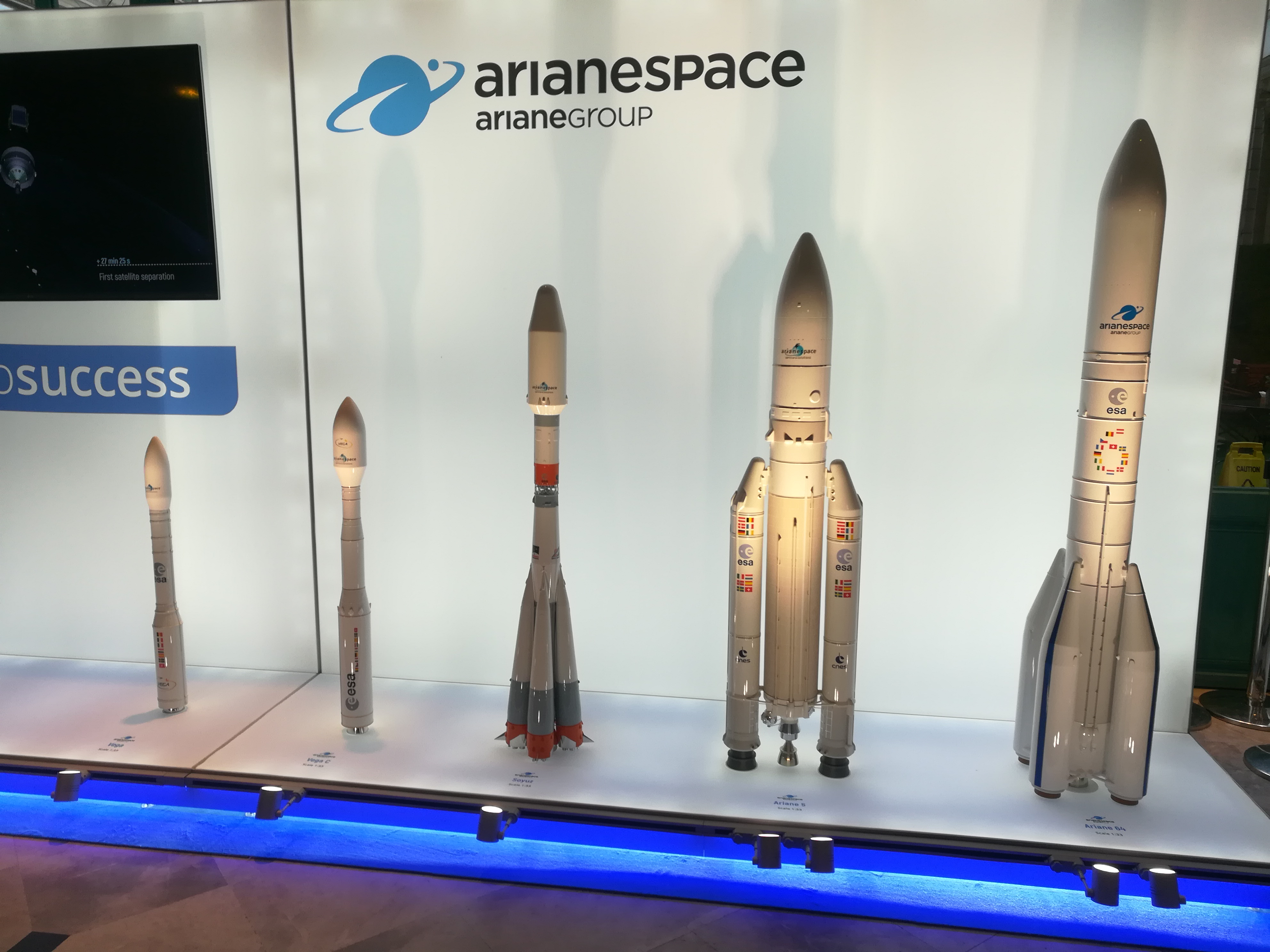
Trägerraketen der Europäischen Weltraumorganisation (Modellversionen)

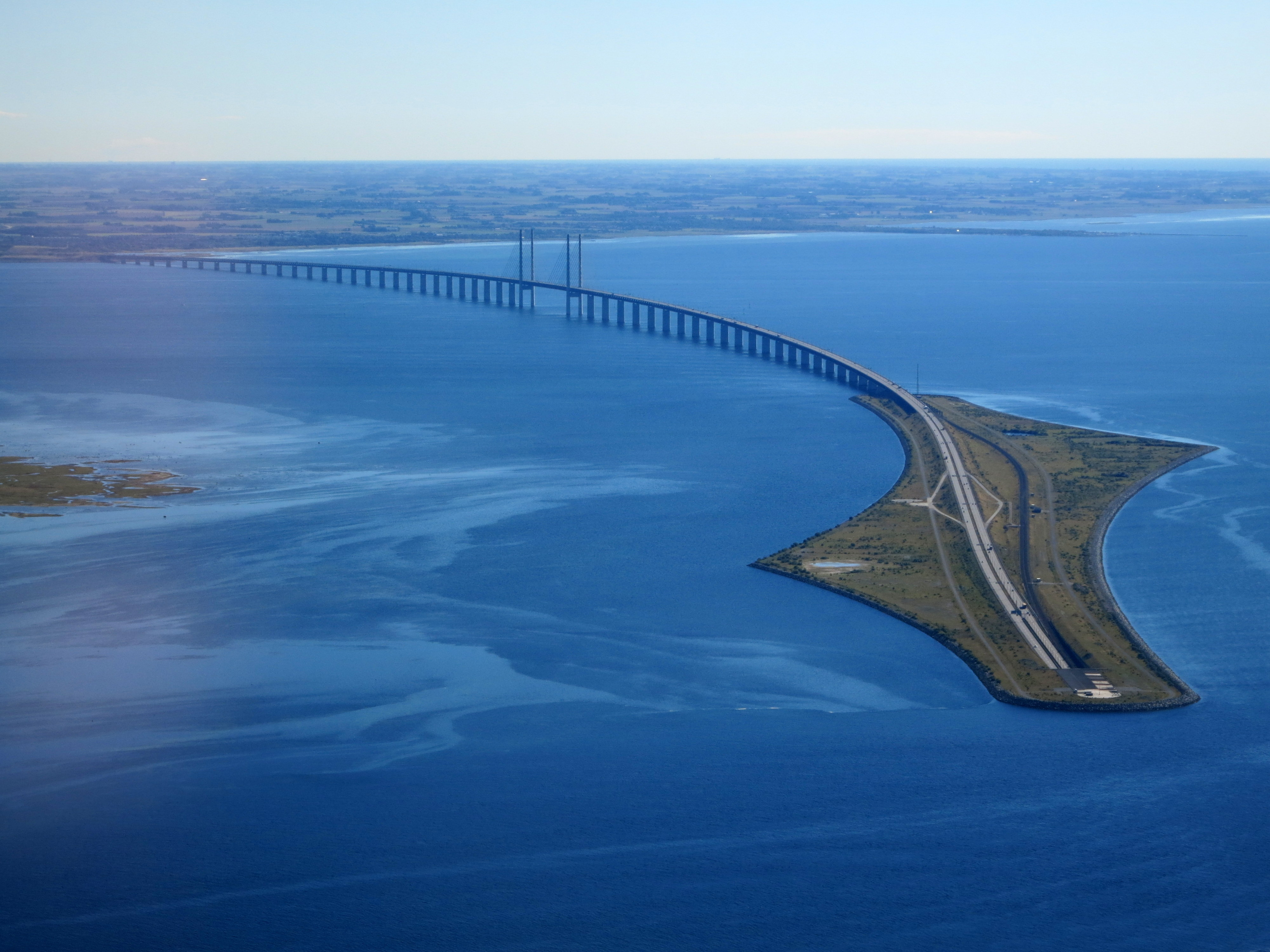
Die Öresundbrücke zwischen Dänemark und Schweden ist Teil der Transeuropäischen Netze

Die Verkehrspolitik der EU (Art. 90 ff. AEUV) ist in erster Linie auf die Verbesserung der grenzüberschreitenden Mobilität von Personen und Gütern im Binnenmarkt gerichtet. Ein wesentlicher Bestandteil ist dabei der Auf- und Ausbau Transeuropäischer Netze (TEN, Art. 170 AEUV), die bis 2020 die verschiedenen europäischen Regionen miteinander verbinden sollen. Dieses TEN-Projekt umfasst Straßen, Eisenbahnstrecken, Binnenwasserstraßen, den kombinierten Verkehr (Verbindung verschiedener Verkehrsträger), Häfen, Flughäfen und Umschlaganlagen für den Güterfernverkehr, aber auch Informations-, Navigations- und Verkehrsmanagementsysteme.
Daneben spielt auch das Ziel der Umweltverträglichkeit in der EU-Verkehrspolitik eine wichtige Rolle. Der zunehmenden Belastung von Wohnbevölkerung und Umwelt, die sich aus Straßenverkehr und Luftfahrt ergibt, trägt die Europäische Kommission mit Vorschlägen Rechnung, die erhöhte technische Umweltstandards der Fahrzeuge vorsehen und Wege- und Umweltkosten vermehrt den Nutzern anlasten.
Daneben setzt die Kommission vor allem auf die Förderung des Schienenverkehrs: Schon 1996 legte sie ein Weißbuch zur „Revitalisierung der europäischen Eisenbahnen“ vor, das die Bildung sogenannter transeuropäischer Freeways für den Güterschienenverkehr vorsieht. In einem Segment des TEN-Aufbaus gibt es Großprojekte wie die Hochgeschwindigkeitsstrecke Paris-Brüssel-Köln-Amsterdam-London.
Jenseits der binnenmarktorientierten Verkehrspolitik verfolgt die EU auch eine eigene Weltraum-Politik in enger Zusammenarbeit mit der Europäischen Weltraumorganisation ESA, mit der die EU einen Vertrag, das EU-ESA-Rahmenabkommen, geschlossen hat. Für die Raumfahrtpolitik der EU und die Koordination mit der ESA und weiteren Partnern ist der zu diesem Zweck gebildete Europäische Weltraumrat zuständig.

## Wirtschaft
Mit einem nominalen Bruttoinlandsprodukt (BIP) von 15,9 Billionen Euro bildete die Europäische Union 2022 die drittgrößte Volkswirtschaft weltweit. Sie erwirtschaftete in diesem Jahr rund 20 % des globalen nominalen BIP. Das BIP pro Kopf unterliegt je nach Staat starken Schwankungen und ist in Nord- und Westeuropa meist deutlich höher als in den südlichen und östlichen Mitgliedstaaten. Am höchsten war es 2023 in Luxemburg mit 118.770 Euro, am niedrigsten in Bulgarien mit 14.550 Euro. Das durchschnittliche BIP pro Kopf (nominal) lag im selben Jahr bei 37.620 Euro.
Das gesamte Bruttoinlandsprodukt im Jahr 2022 wurden zu 64,6 % in Dienstleistungen, zu 23,5 % in der Industrie und zu 1,7 % in der Landwirtschaft erbracht.
Die durchschnittliche jährliche Inflationsrate zwischen 2003 und 2013 betrug 2,25 %. Die Energieintensität der europäischen Wirtschaft (Energieverbrauch in Kilogramm Öläquivalenten pro 1000 € BIP) lag 2008 bei 151,6 (zum Vergleich: USA 180,7; Japan 90,1).
Außenwirtschaftlich erzielte die EU 2016 einen Leistungsbilanzüberschuss von 387.100 Mio. USD, womit sie den höchsten Überschuss aller Wirtschaftsräume aufwies.

### Bruttoinlandsprodukt
Die Entwicklung des Bruttoinlandsprodukts (Kaufkraftparität) der Europäischen Union im Vergleich zu Staaten außerhalb der EU (Daten des IWF, Oktober 2022).
|                     | 2010   | 2011   | 2012   | 2013   | 2014   | 2015   | 2016   | 2017   | 2018   | 2019   | 2020   | 2021   |
| ------------------- | ------ | ------ | ------ | ------ | ------ | ------ | ------ | ------ | ------ | ------ | ------ | ------ |
| Vereinigte Staaten  | 15.048 | 15.599 | 16.254 | 16.843 | 17.551 | 18.206 | 18.695 | 19.479 | 20.527 | 21.373 | 20.893 | 22.996 |
| Volksrepublik China | 12.282 | 13.736 | 15.137 | 16.277 | 17.201 | 17.880 | 18.701 | 19.814 | 21.657 | 23.356 | 24.168 | 27.206 |
| Japan               | 4.534  | 4.629  | 4.800  | 5.022  | 5.034  | 5.201  | 5.160  | 5.248  | 5.408  | 5.485  | 5.295  | 5.607  |
| Brasilien           | 2.799  | 2.971  | 2.999  | 3.133  | 3.187  | 3.015  | 2.939  | 3.018  | 3.146  | 3.241  | 3.153  | 3.436  |
| Russland            | 3.039  | 3.259  | 3.480  | 3.742  | 3.764  | 3.526  | 3.539  | 3.819  | 4.020  | 4.182  | 4.119  | 4.494  |
| Indien              | 5.161  | 5.618  | 6.153  | 6.478  | 6.781  | 7.160  | 7.735  | 8.277  | 9.022  | 9.542  | 9.005  | 10.194 |
| Europäische Union   | 14.616 | 15.190 | 15.420 | 15.968 | 16.446 | 16.996 | 18.076 | 19.135 | 20.021 | 20.784 | 19.833 | 21.755 |

### Wirtschaftsentwicklung
Das Wirtschaftswachstum in der EU betrug zwischen 2000 und 2008 durchschnittlich 2,2 %. Durch die weltweite Finanz- und Wirtschaftskrise erfuhr die EU 2009 eine Rezession um 4,4 %. Ab 2014 wuchs die Wirtschaftsleistung jährlich um knapp 2 % und lag damit wieder auf dem Niveau vor der Krise.
Nach der Osterweiterung 2004 und 2007 ist der Lebensstandard und das Wirtschaftswachstum insbesondere in Mittel- und Südosteuropa angestiegen.
| Mitgliedstaat     | 2010 | 2011  | 2012 | 2013 | 2014 | 2015 | 2016 | 2017 | 2018 | 2019 | 2020  | 2021 |
| ----------------- | ---- | ----- | ---- | ---- | ---- | ---- | ---- | ---- | ---- | ---- | ----- | ---- |
| Belgien           | 2,9  | 1,7   | 0,7  | 0,5  | 1,6  | 2,0  | 1,3  | 1,6  | 1,8  | 2,2  | −5,4  | 6,1  |
| Bulgarien         | 1,5  | 2,1   | 0,8  | −0,6 | 1,0  | 3,4  | 3,0  | 2,8  | 2,7  | 4,0  | −4,0  | 7,6  |
| Dänemark          | 1,9  | 1,3   | 0,2  | 0,9  | 1,6  | 2,3  | 3,2  | 2,8  | 2,0  | 1,5  | −2,0  | 4,9  |
| Deutschland       | 4,2  | 3,9   | 0,4  | 0,4  | 2,2  | 1,5  | 2,2  | 2,7  | 1,0  | 1,1  | −3,7  | 2,6  |
| Estland           | 2,4  | 7,3   | 3,2  | 1,5  | 3,0  | 1,9  | 3,2  | 5,8  | 3,8  | 3,7  | −0,6  | 8,0  |
| Finnland          | 3,2  | 2,5   | −1,4 | −0,9 | −0,4 | 0,5  | 2,8  | 3,2  | 1,1  | 1,2  | −2,4  | 3,0  |
| Frankreich        | 1,9  | 2,2   | 0,3  | 0,6  | 1,0  | 1,0  | 1,1  | 2,3  | 1,9  | 1,8  | −7,8  | 6,8  |
| Griechenland      | −5,5 | −10,1 | −7,1 | −2,5 | 0,5  | −0,2 | −0,5 | 1,1  | 1,7  | 1,9  | −9,0  | 8,4  |
| Irland            | 1,7  | 0,8   | 0,0  | 1,1  | 8,6  | 24,4 | 2,0  | 9,0  | 8,5  | 5,4  | 6,2   | 13,6 |
| Italien           | 1,7  | 0,7   | −3,0 | −1,8 | 0,0  | 0,8  | 1,3  | 1,7  | 0,9  | 0,5  | −9,0  | 6,7  |
| Kroatien          | −1,2 | −0,1  | −2,3 | −0,4 | −0,4 | 2,5  | 3,6  | 3,4  | 2,8  | 3,4  | −8,6  | 13,1 |
| Lettland          | −4,5 | 2,6   | 7,0  | 2,0  | 1,9  | 3,9  | 2,4  | 3,3  | 4,0  | 2,6  | −2,2  | 4,1  |
| Litauen           | 1,7  | 6,0   | 3,8  | 3,6  | 3,5  | 2,0  | 2,5  | 4,3  | 4,0  | 4,6  | 0,0   | 6,0  |
| Luxemburg         | 3,8  | 1,0   | 1,6  | 3,2  | 2,6  | 2,3  | 5,0  | 1,3  | 1,2  | 2,3  | −0,8  | 5,1  |
| Malta             | 5,5  | 0,5   | 4,1  | 5,5  | 7,6  | 9,6  | 3,4  | 10,9 | 6,2  | 7,0  | −8,6  | 11,7 |
| Niederlande       | 1,3  | 1,6   | −1,0 | −0,1 | 1,4  | 2,0  | 2,2  | 2,9  | 2,4  | 2,0  | −3,9  | 4,9  |
| Österreich        | 1,8  | 2,9   | 0,7  | 0,0  | 0,7  | 1,0  | 2,0  | 2,3  | 2,4  | 1,5  | −6,5  | 4,6  |
| Polen             | 2,9  | 5,0   | 1,5  | 0,9  | 3,8  | 4,4  | 3,0  | 5,1  | 5,9  | 4,4  | −2,0  | 6,8  |
| Portugal          | 1,7  | −1,7  | −4,1 | −0,9 | 0,8  | 1,8  | 2,0  | 3,5  | 2,8  | 2,7  | −8,3  | 5,5  |
| Rumänien          | −3,9 | 4,5   | 1,9  | 0,3  | 4,1  | 3,2  | 2,9  | 8,2  | 6,0  | 3,9  | −3,7  | 5,1  |
| Schweden          | 6,0  | 3,2   | −0,6 | 1,2  | 2,7  | 4,5  | 2,1  | 2,6  | 2,0  | 2,0  | −2,2  | 5,1  |
| Slowakei          | 6,7  | 2,7   | 1,3  | 0,6  | 2,7  | 5,2  | 1,9  | 2,9  | 4,0  | 2,5  | −3,4  | 3,0  |
| Slowenien         | 1,3  | 0,9   | −2,6 | −1,0 | 2,8  | 2,2  | 3,2  | 4,8  | 4,5  | 3,5  | −4,3  | 8,2  |
| Spanien           | 0,2  | −0,8  | −3,0 | −1,4 | 1,4  | 3,8  | 3,0  | 3,0  | 2,3  | 2,0  | −11,3 | 8,4  |
| Tschechien        | 2,4  | 1,8   | −0,8 | 0,0  | 2,3  | 5,4  | 2,5  | 5,2  | 3,2  | 3,0  | −5,5  | 3,5  |
| Ungarn            | 1,1  | 1,9   | −1,3 | 1,8  | 4,2  | 3,7  | 2,2  | 4,3  | 5,4  | 4,9  | −4,5  | 7,1  |
| Zypern            | 2,3  | 0,4   | −3,4 | −6,6 | −1,8 | 3,4  | 6,6  | 5,7  | 5,6  | 5,5  | −4,4  | 6,6  |
| Europäische Union | 2,2  | 1,9   | −0,7 | −0,1 | 1,6  | 2,3  | 2,0  | 2,8  | 2,1  | 1,8  | −5,7  | 5,4  |
| Eurozone          | 2,1  | 1,7   | −0,9 | −0,2 | 1,4  | 2,0  | 1,9  | 2,6  | 1,8  | 1,6  | −6,1  | 5,3  |
| Mitgliedstaat     | 2010 | 2011  | 2012 | 2013 | 2014 | 2015 | 2016 | 2017 | 2018 | 2019 | 2020  | 2021 |

### Unternehmen
Die Tabelle enthält die 20 größten börsennotierten Unternehmen in der Europäischen Union nach deren Umsatz im Jahr 2016. Nicht aufgeführt sind Staatsunternehmen oder Familienunternehmen. Aufgeführt sind auch der Hauptsitz, der Nettogewinn, die Anzahl der Mitarbeiter und die Branche. Die Zahlen sind in Milliarden US-Dollar angegeben und beziehen sich auf das Geschäftsjahr 2016. Mitarbeiterzahlen beziehen sich auf 2015.

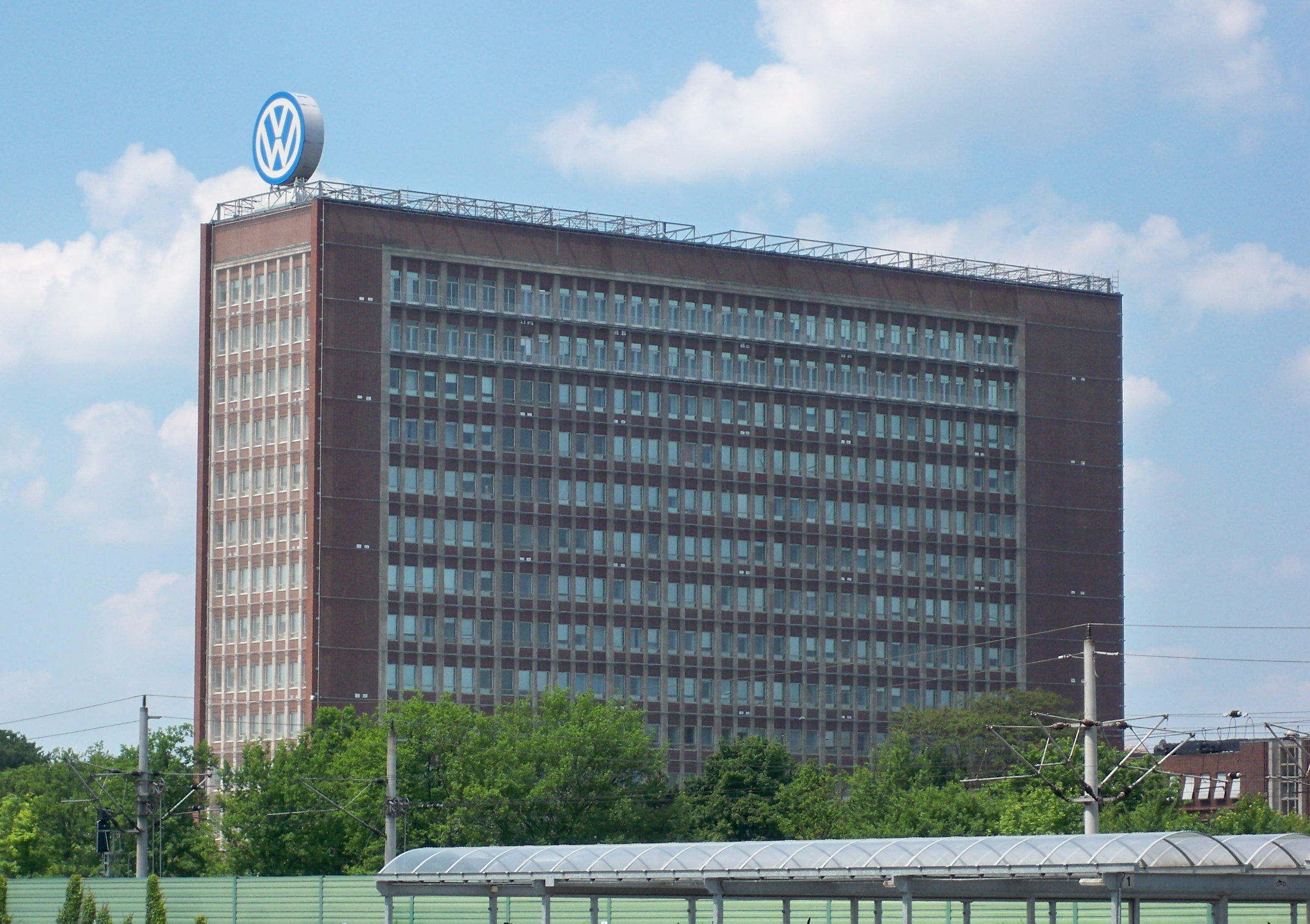
Firmensitz der Volkswagen AG in Wolfsburg. Größtes Unternehmen der EU gemessen am Umsatz.

| Rang | Name                   | Firmensitz      | Umsatz (Mrd. USD) | Gewinn (Mrd. USD) | Mitarbeiter | Wirtschaftszweig    |
| ---- | ---------------------- | --------------- | ----------------- | ----------------- | ----------- | ------------------- |
| 1.   | Volkswagen             | Wolfsburg       | 240,264           | 5,937             | 626.715     | Automobile          |
| 2.   | Daimler                | Stuttgart       | 169,483           | 9,428             | 282.488     | Automobile          |
| 3.   | Exor                   | Amsterdam       | 154,894           | 0,651             | 302.562     | Finanzdienstleister |
| 4.   | AXA                    | Paris           | 143,722           | 6,446             | 97.707      | Versicherungen      |
| 5.   | Total                  | Courbevoie      | 127,925           | 6,196             | 102.168     | Öl und Gas          |
| 6.   | Allianz                | München         | 122,196           | 7,611             | 140.253     | Versicherungen      |
| 7.   | BNP Paribas            | Paris           | 109,026           | 8,517             | 84.839      | Banken              |
| 8.   | BMW                    | München         | 104,130           | 7,589             | 124.729     | Automobile          |
| 9.   | Trafigura              | Amsterdam       | 98,098            | 0,751             | 4.107       | Rohstoffhandel      |
| 10.  | Assicurazioni Generali | Triest          | 95,217            | 2,301             | 73.727      | Versicherungen      |
| 11.  | Siemens                | Berlin, München | 88,419            | 6,050             | 351.000     | Technologie         |
| 12.  | Groupe Carrefour       | Paris           | 87,112            | 0,825             | 384.151     | Einzelhandel        |
| 13.  | Banco Santander        | Madrid          | 82,801            | 6,860             | 185.606     | Banken              |
| 14.  | Bosch                  | Gerlingen       | 80,869            | 2,155             | 389.281     | Mischkonzern        |
| 15.  | Deutsche Telekom       | Bonn            | 80,832            | 2,958             | 221.000     | Telekommunikation   |
| 16.  | Crédit Agricole        | Paris           | 80,258            | 3,915             | 70.830      | Banken              |
| 17.  | Électricité de France  | Paris           | 78,740            | 3,153             | 154.808     | Versorger           |
| 18.  | Enel                   | Rom             | 78,064            | 2,842             | 62.080      | Versorger           |
| 19.  | Uniper                 | Düsseldorf      | 74,407            | −3.558            | 12.890      | Versorger           |
| 20.  | Engie                  | Courbevoie      | 73,692            | −0,459            | 153.090     | Versorger           |

### Binnenhandel
Bezogen auf die Exporte und Importe wickelte die EU im Jahr 2015 fast zwei Drittel ihres gesamten Warenhandels innerhalb der eigenen Grenzen ab. Für einzelne Mitgliedstaaten ist die Bedeutung des Binnenmarktes größer.
| Mitgliedstaat     | Importe (Mio. Euro) | Binnen- importe (Mio. Euro) | Exporte (Mio. Euro) | Binnen- exporte (Mio. Euro) | Gesamt- binnenhandels- volumen (Mio. Euro) | Gesamt- binnen- handel (in %) |
| ----------------- | ------------------- | --------------------------- | ------------------- | --------------------------- | ------------------------------------------ | ----------------------------- |
| Belgien           | 338.200             | 212.100                     | 358.900             | 258.100                     | 470.200                                    | 8,67                          |
| Bulgarien         | 26.400              | 17.000                      | 23.200              | 14.900                      | 31.900                                     | 0,41                          |
| Dänemark          | 77.100              | 53.500                      | 85.900              | 52.600                      | 106.100                                    | 1,88                          |
| Deutschland       | 946.400             | 612.600                     | 1.198.300           | 693.900                     | 1.306.500                                  | 21,82                         |
| Estland           | 13.100              | 10.700                      | 11.600              | 8.700                       | 19.400                                     | 0,27                          |
| Finnland          | 54.200              | 39.500                      | 53.600              | 31.500                      | 71.000                                     | 1,24                          |
| Frankreich        | 516.100             | 352.700                     | 456.000             | 268.200                     | 620.900                                    | 11,02                         |
| Griechenland      | 43.600              | 23.000                      | 25.800              | 13.900                      | 36.900                                     | 0,69                          |
| Irland            | 64.300              | 43.600                      | 108.600             | 58.500                      | 102.100                                    | 1,63                          |
| Italien           | 368.600             | 215.600                     | 413.800             | 227.200                     | 442.800                                    | 7,87                          |
| Kroatien          | 18.400              | 14.300                      | 11.600              | 7.600                       | 21.900                                     | 0,23                          |
| Lettland          | 12.900              | 10.300                      | 10.900              | 7.500                       | 17.800                                     | 0,23                          |
| Litauen           | 25.500              | 17.000                      | 23.000              | 14.200                      | 31.200                                     | 0,39                          |
| Luxemburg         | 21.100              | 15.300                      | 15.600              | 13.100                      | 28.400                                     | 0,54                          |
| Malta             | 5.200               | 1.800                       | 2.300               | 1.000                       | 2.800                                      | 0,06                          |
| Niederlande       | 455.900             | 208.100                     | 511.200             | 386.100                     | 594.200                                    | 10,30                         |
| Österreich        | 139.900             | 107.300                     | 137.300             | 96.100                      | 203.400                                    | 3,49                          |
| Polen             | 173.600             | 121.700                     | 178.700             | 141.600                     | 263.300                                    | 3,68                          |
| Portugal          | 60.100              | 46.000                      | 49.800              | 36.200                      | 82.200                                     | 1,42                          |
| Rumänien          | 63.000              | 48.600                      | 54.600              | 40.200                      | 88.800                                     | 1,22                          |
| Schweden          | 124.000             | 86.600                      | 126.100             | 73.700                      | 160.300                                    | 2,87                          |
| Slowakei          | 66.300              | 52.100                      | 68.100              | 58.200                      | 110.300                                    | 1,56                          |
| Slowenien         | 26.800              | 18.700                      | 28.800              | 21.900                      | 40.600                                     | 0,62                          |
| Spanien           | 278.800             | 167.900                     | 254.000             | 165.100                     | 333.000                                    | 5,24                          |
| Tschechien        | 126.600             | 97.600                      | 142.600             | 118.900                     | 216.500                                    | 3,11                          |
| Ungarn            | 83.500              | 63.600                      | 88.800              | 72.300                      | 135.900                                    | 2,01                          |
| Zypern            | 5.000               | 3.700                       | 1.600               | 900                         | 4.600                                      | 0,10                          |
| Europäische Union | 4.698.600           | 2.963.200                   | 4.855.700           | 2.963.200                   | –                                          | 100                           |

### Außenhandel

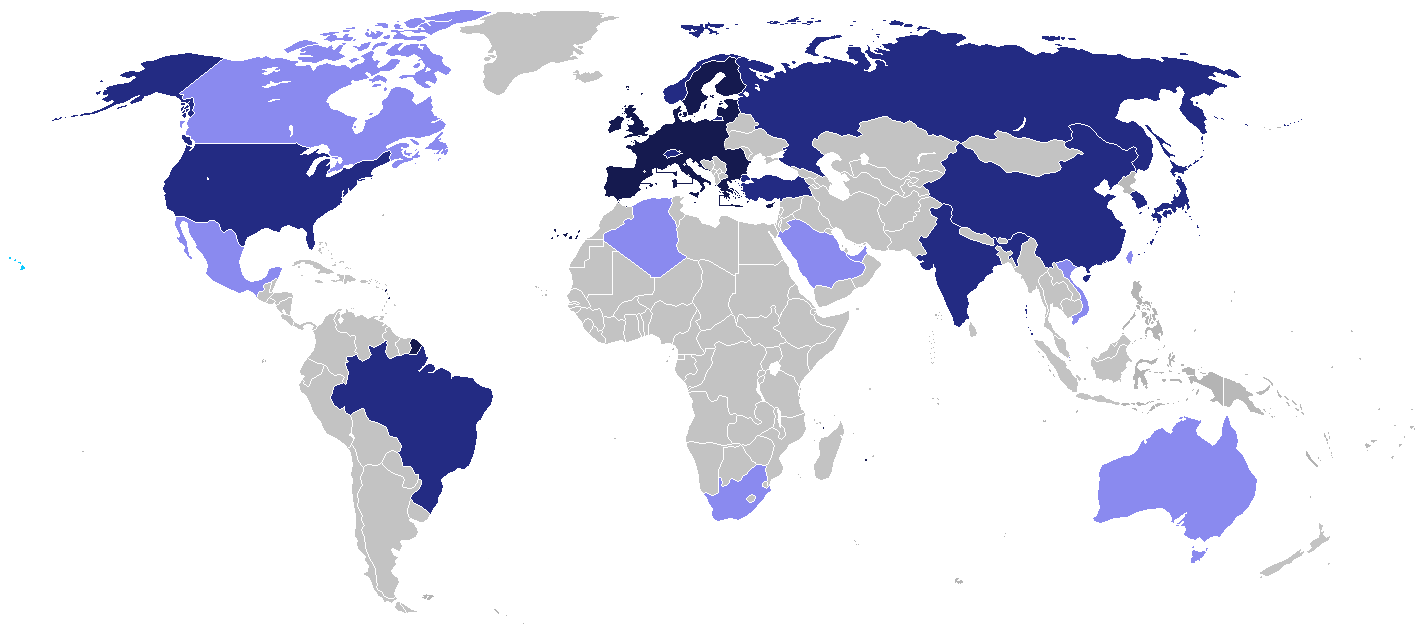
EU (2015)
Top 10 Handelspartner (2015)
Top 11–20 Handelspartner (2015)

| Rang | Handelspartner         | Handels- volumen (Mio. Euro) | Gesamt- handel (%) | Exporte (Mio. Euro) | Exporte (%) | Importe (Mio. Euro) | Importe (%) |
| ---- | ---------------------- | ---------------------------- | ------------------ | ------------------- | ----------- | ------------------- | ----------- |
| 1    | Volksrepublik China A1 | 696.127                      | 16,2               | 223.413             | 10,3        | 472.715             | 22,3        |
| 2    | Vereinigte Staaten     | 631.845                      | 14,7               | 399.391             | 18,3        | 232.454             | 11,0        |
| 3    | Vereinigtes Königreich | 430.530                      | 10,0               | 283.603             | 13,0        | 146.927             | 6,9         |
| 4    | Schweiz                | 280.152                      | 6,5                | 156.480             | 7,2         | 123.672             | 5,8         |
| 5    | Russland               | 251.617                      | 5,9                | 89.275              | 4,1         | 162.342             | 7,7         |
| 6    | Türkei                 | 157.238                      | 3,7                | 79.255              | 3,6         | 77.983              | 3,7         |
| 7    | Norwegen               | 131.198                      | 3,1                | 56.532              | 2,6         | 74.666              | 3,5         |
| 8    | Japan                  | 124.621                      | 2,9                | 62.351              | 2,9         | 62.269              | 2,9         |
| 9    | Südkorea               | 107.297                      | 2,5                | 51.857              | 2,4         | 55.440              | 2,6         |
| 10   | Indien                 | 87.999                       | 2,1                | 41.844              | 1,9         | 46.155              | 2,2         |
| 11   | Brasilien              | 66.773                       | 1,6                | 33.856              | 1,6         | 32.917              | 1,6         |
| 12   | Taiwan                 | 63.987                       | 1,5                | 28.411              | 1,3         | 35.576              | 1,7         |
| 13   | Mexiko                 | 61.101                       | 1,4                | 37.718              | 1,7         | 23.384              | 1,1         |
| 14   | Kanada                 | 60.706                       | 1,4                | 37.249              | 1,7         | 23.457              | 1,1         |
| 15   | Ukraine                | 52.367                       | 1,2                | 28.293              | 1,3         | 24.074              | 1,1         |
|      | Handelsvolumen der EU  | 4.299.442                    | 100                | 2.180.623           | 100         | 2.118.818           | 100         |

## Bevölkerung

Karte der EU NUTS 2 Gebiete nach Bevölkerungsdichte aus dem Jahr 2014

Bevölkerungspyramide der EU27 2020

Auf Grundlage einer Schätzung von Eurostat lebten in der Europäischen Union (EU-27) am 1. Januar 2020 insgesamt 448.285.127 Einwohner auf 4.234.564 km².
Die Europäische Union gehört damit mit einer Bevölkerungsdichte von 119 Einwohner/km² (2019) bzw. 104 Ew./km² (2020) zu den dichtest besiedelten Regionen der Welt.
Der Mitgliedstaat mit den meisten Bewohnern ist Deutschland (es hatte 2020 geschätzt 83,1 Millionen Einwohner), der mit den wenigsten ist Malta (514.500 Einwohner). Die Geburtenraten in der Europäischen Union sind mit durchschnittlich etwa 1,6 Kindern pro Frau gering. Die höchste Geburtenrate im Jahr 2022 hatte Irland (11,5 Geburten pro Tausend Einwohnern und Jahr), Deutschland hatte 8,8 und der Durchschnitt (EU-27) 8,7 Geburten pro Tausend Einwohnern und Jahr. Schlusslichter waren Spanien (6,9) und Italien (6,7).

### Städte
In der Europäischen Union liegen 15 Millionenstädte (Stand: 2022). Aufgrund der unterschiedlich zugeschnittenen Stadtgebiete ist ein Größenvergleich allerdings für die zugehörigen Metropolregionen aussagekräftiger: Mit der Metropolregion Paris (aire urbaine de Paris) liegt die größte Metropolregion der Europäischen Union mit ungefähr 12,5 Millionen Einwohnern in Frankreich. Es gibt jedoch auch Statistiken, die mit anderen räumlichen Abgrenzungen arbeiten und somit zu anderen Einwohnerzahlen und ggf. abweichenden Ranglisten kommen, wie z. B. in der Liste der größten Metropolregionen der Welt, die auch drei Metropolregionen der EU enthält: Paris, das Ruhrgebiet und Madrid (in dieser Reihenfolge).
| Rang | Name      | Einwohner | Fläche (km²) | Einw. je km² | Stand         |
| ---- | --------- | --------- | ------------ | ------------ | ------------- |
| 1    | Berlin    | 3.644.826 | 892          | 4.090        | 31. Dez. 2018 |
| 2    | Madrid    | 3.280.782 | 607          | 5.405        | 1. Jan. 2022  |
| 3    | Rom       | 2.651.040 | 1.285        | 2.063        | 31. Okt. 2013 |
| 4    | Paris     | 2.273.305 | 105          | 21.651       | 1. Jan. 2013  |
| 5    | Wien      | 1.889.083 | 415          | 4.257        | 1. Jan. 2018  |
| 6    | Hamburg   | 1.841.179 | 755          | 2.439        | 31. Dez. 2018 |
| 7    | Budapest  | 1.754.000 | 525          | 3.306        | 1. Jan. 2015  |
| 8    | Warschau  | 1.794.166 | 518          | 3.464        | 31. Dez. 2020 |
| 9    | Bukarest  | 1.716.961 | 228          | 7.531        | 1. Dez. 2021  |
| 10   | Barcelona | 1.636.193 | 100          | 16.362       | 1. Jan. 2022  |
| 11   | München   | 1.471.508 | 310          | 4.747        | 31. Dez. 2018 |
| 12   | Mailand   | 1.315.416 | 160          | 8.221        | 31. Okt. 2013 |
| 13   | Prag      | 1.243.201 | 496          | 2.527        | 31. Dez. 2013 |
| 14   | Sofia     | 1.190.256 | 492          | 2.419        | 31. Dez. 2022 |
| 15   | Köln      | 1.085.441 | 405          | 2.584        | 30. Nov. 2020 |

### Sprachen
In der EU werden gegenwärtig 24 Sprachen als offizielle Amtssprachen der Europäischen Union anerkannt, mit denen alle Gremien der EU kontaktiert werden können. Darunter sind Bulgarisch, Dänisch, Deutsch, Englisch, Estnisch, Finnisch, Französisch, Griechisch, Irisch, Italienisch, Kroatisch, Lettisch, Litauisch, Maltesisch, Niederländisch, Polnisch, Portugiesisch, Rumänisch, Schwedisch, Slowakisch, Slowenisch, Spanisch, Tschechisch und Ungarisch.
Von den Amtssprachen werden Deutsch, Englisch und Französisch als interne Arbeitssprachen verwendet, um die Verständigung zwischen den Mitarbeitern der europäischen Institutionen zu erleichtern. Im Europäischen Parlament können Redebeiträge in jeder Amtssprache gehalten werden und werden von Dolmetschern simultan übersetzt. Abgeordnete, Journalisten und andere Zuhörer können die Debatten über Kopfhörer verfolgen. Die Abgeordneten sprechen deshalb meist in ihrer Staatssprache.

Sprachkenntnisse in der EU (2010)
Deutsch
Englisch
Französisch

Nach Art. 24 AEUV haben alle Unionsbürger das Recht, sich in einer der 24 in Art. 55 EU-Vertrag genannten Sprachen an die Organe der EU zu wenden und eine Antwort in derselben Sprache zu erhalten. Neben diesen Amtssprachen existieren zahlreiche Minderheitensprachen, wie z. B. Katalanisch oder Baskisch in Spanien oder Russisch in den baltischen Ländern. Die EU erklärt, die Sprachen und Sprachenvielfalt zu achten und zu respektieren.
Darüber hinaus existieren Programme, wie beispielsweise seit 1982 zur Förderung von Regional- oder Minderheitenkulturen das Europäische Büro für weniger verbreitete Sprachen (EBLUL) und seit 1987 das Informations- und Dokumentationsnetz Mercator. Die EU legt erklärtermaßen Wert darauf, die Sprachen und Sprachenvielfalt, d. h. auch die Minderheitensprachen in der Europäischen Union, zu achten und zu respektieren.
| Sprache     | Amtssprache in Mitgliedstaat                       | als Muttersprache gesprochen (Anteil an der Bevölkerung) | als Fremdsprache gesprochen (Anteil an der Bevölkerung) | Sprecher insgesamt in der EU (Anteil an der Bevölkerung) |
| ----------- | -------------------------------------------------- | -------------------------------------------------------- | ------------------------------------------------------- | -------------------------------------------------------- |
| Deutsch     | Deutschland, Österreich Luxemburg, Belgien Italien | 18 %                                                     | 14 %                                                    | 32 %                                                     |
| Englisch A2 | Irland, Malta                                      | 13 %                                                     | 38 %                                                    | 51 %                                                     |
| Französisch | Frankreich, Belgien Luxemburg, Italien             | 14 %                                                     | 14 %                                                    | 28 %                                                     |
| Italienisch | Italien                                            | 13 %                                                     | 03 %                                                    | 16 %                                                     |
| Spanisch    | Spanien                                            | 09 %                                                     | 06 %                                                    | 15 %                                                     |
| Polnisch    | Polen                                              | 09 %                                                     | 01 %                                                    | 10 %                                                     |

### Religionen und Weltanschauungen
Das Christentum ist in den meisten EU-Staaten die vorherrschende Religion. In den südlichen Mitgliedsstaaten dominiert der Katholizismus, im Norden der Protestantismus. Griechenland, Zypern, Rumänien und Bulgarien sind orthodox geprägte Länder. Mögliche Beitrittskandidaten mit überwiegend muslimischer Bevölkerung sind Albanien und Bosnien und Herzegowina. Etwa ein Viertel der EU-Bürger gehört keiner Religion an (Stand:2015).

Eurobarometer-Umfrage des Jahres 2010
Glaube an einen Gott
Glaube an eine Art Übersinnlichkeit
Agnostisch oder atheistisch

| Religion/Weltanschauung         | Bevölkerungsanteil |
| Christentum                     | 71,6 %             |
| ------------------------------- | ------------------ |
| – römisch-katholisch            | 45,3 %             |
| – protestantisch                | 11,1 %             |
| – orthodox                      | 9,6 %              |
| – andere christliche Konfession | 5,6 %              |
| andere Religion                 | 4,5 %              |
| – muslimisch                    | 1,8 %              |
| – buddhistisch                  | 0,4 %              |
| – jüdisch                       | 0,3 %              |
| – hinduistisch                  | 0,3 %              |
| – sikhistisch                   | 0,1 %              |
| – übrige Religionen             | 1,6 %              |
| keine Religion                  | 24,0 %             |
| – nicht gläubig/Agnostizismus   | 13,6 %             |
| – Atheismus                     | 10,4 %             |

### Lebensqualität und Gesundheit

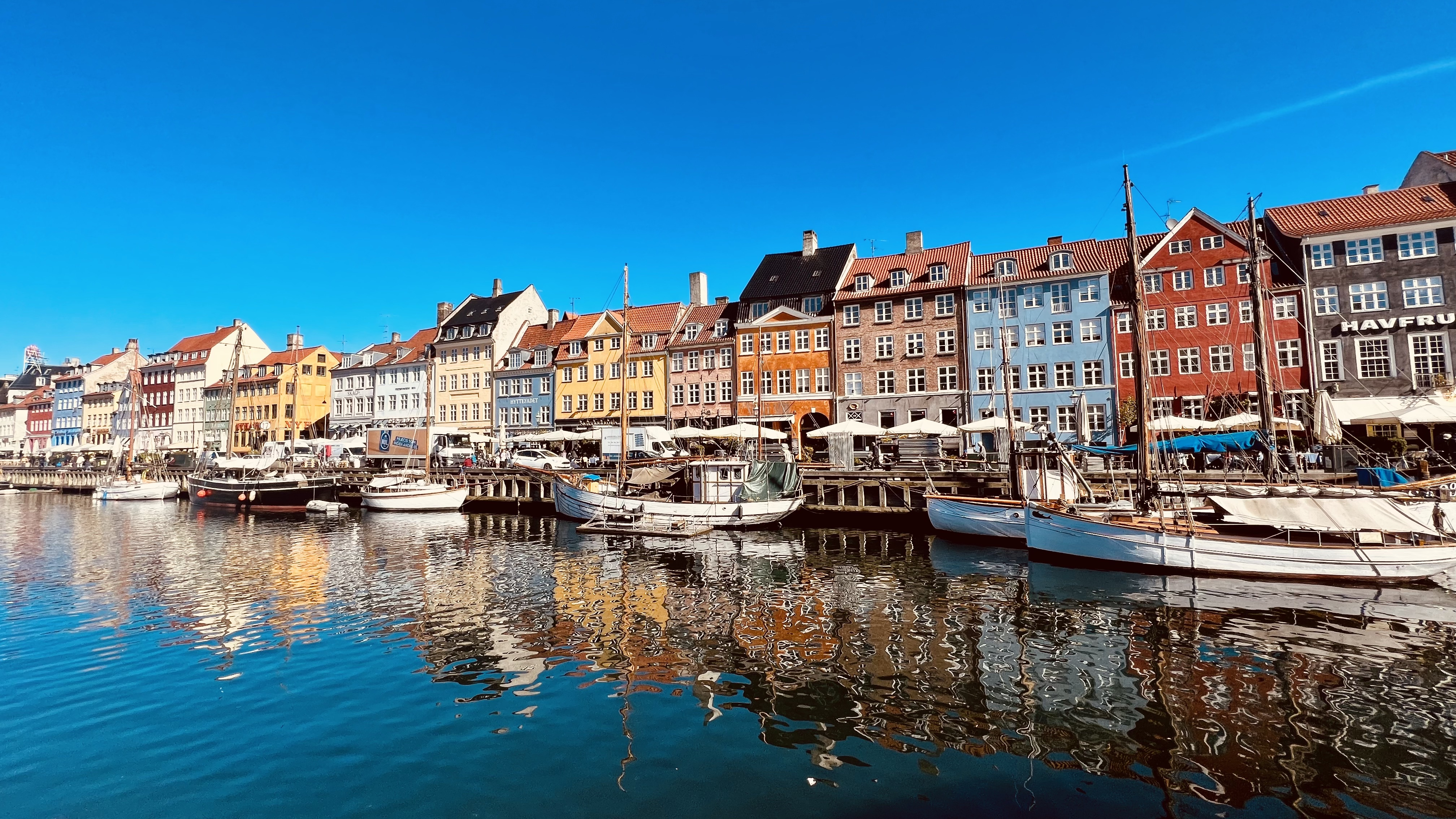
Kopenhagen zählt laut HDI zu den hochentwickelten Städten der EU

Das Entwicklungsprogramm der Vereinten Nationen klassifiziert alle Mitgliedstaaten als Staaten mit „sehr hoher menschlicher Entwicklung“, da alle einen Index der menschlichen Entwicklung (HDI) 2023 von mehr als 0,8 haben.Table: Human Development Index and its components. In: Entwicklungsprogramm der Vereinten Nationen (Hrsg.): Human Development Report 2025. United Nations Development Programme, New York 2025, ISBN 978-92-1154263-9, S. 274 ff. (englisch, undp.org [PDF; 8,5 MB]). Der HDI 2023 ist bei Island mit 0,972 am höchsten und bei Bulgarien/Rumänien mit 0,845 am geringsten.
Die Lebenserwartung bei der Geburt betrug, laut Daten von Eurostat, für das Jahr 2016 im EU-Durchschnitt 81 Jahre. Für Männer lag sie bei 78,2 Jahren und für Frauen bei 83,3 Jahren. Die Lebenserwartung in der Europäischen Union lag damit mehr als zehn Jahre über dem weltweiten Durchschnitt von knapp 70 Jahren. Die längste Lebenserwartung hatten EU-Bürger in Spanien mit 83,5 Jahren, die kürzeste innerhalb der EU hatten die Bürger von Litauen, Bulgarien und Lettland mit jeweils durchschnittlich 74,9 Jahren. Hohe Lebenserwartungen bestehen vor allem in südeuropäischen Staaten, obwohl diese nicht zu den wohlhabendsten Ländern der EU gehören; die hinteren Ränge diesbezüglich werden allesamt von osteuropäischen Ländern belegt.
| Rang | Staat                  | Lebenserwartung | Lebenserwartung | Lebenserwartung |
| Rang | Staat                  | Gesamt          | Männer          | Frauen          |
| ---- | ---------------------- | --------------- | --------------- | --------------- |
| 1    | Spanien                | 83,5            | 80,5            | 86,3            |
| 2    | Italien                | 83,4            | 81,0            | 85,6            |
| 3    | Zypern                 | 82,7            | 80,5            | 84,9            |
| 4    | Frankreich             | 82,7            | 79,5            | 85,7            |
| 5    | Luxemburg              | 82,7            | 80,1            | 85,4            |
| 6    | Malta                  | 82,6            | 80,6            | 84,4            |
| 7    | Schweden               | 82,4            | 80,6            | 84,1            |
| 8    | Österreich             | 81,8            | 79,3            | 84,1            |
| 9    | Irland                 | 81,8            | 79,9            | 83,6            |
| 10   | Niederlande            | 81,7            | 80,0            | 83,2            |
| 11   | Belgien                | 81,5            | 79,0            | 84,0            |
| 12   | Griechenland           | 81,5            | 78,9            | 84,0            |
| 13   | Finnland               | 81,5            | 78,6            | 84,4            |
| 14   | Portugal               | 81,3            | 78,1            | 84,3            |
| 15   | Slowenien              | 81,2            | 78,2            | 84,3            |
| 16   | Vereinigtes Königreich | 81,2            | 79,4            | 83,0            |
| 17   | Deutschland            | 81,0            | 78,6            | 83,5            |
| –    | Europäische Union      | 81,0            | 78,2            | 83,6            |
| 18   | Dänemark               | 80,9            | 79,0            | 82,8            |
| 19   | Tschechien             | 79,1            | 76,1            | 82,1            |
| 20   | Kroatien               | 78,2            | 75,0            | 81,3            |
| 21   | Estland                | 78,0            | 73,3            | 82,2            |
| 22   | Polen                  | 78,0            | 73,9            | 82,0            |
| 23   | Slowakei               | 77,3            | 73,8            | 80,7            |
| 24   | Ungarn                 | 76,2            | 72,6            | 79,7            |
| 25   | Rumänien               | 75,3            | 71,7            | 79,1            |
| 26   | Bulgarien              | 74,9            | 71,3            | 78,5            |
| 27   | Litauen                | 74,9            | 69,5            | 80,1            |
| 28   | Lettland               | 74,9            | 69,8            | 79,6            |
| Rang | Staat                  | Gesamt          | Männer          | Frauen          |
| Rang | Staat                  | Lebenserwartung |                 |                 |

## Kultur

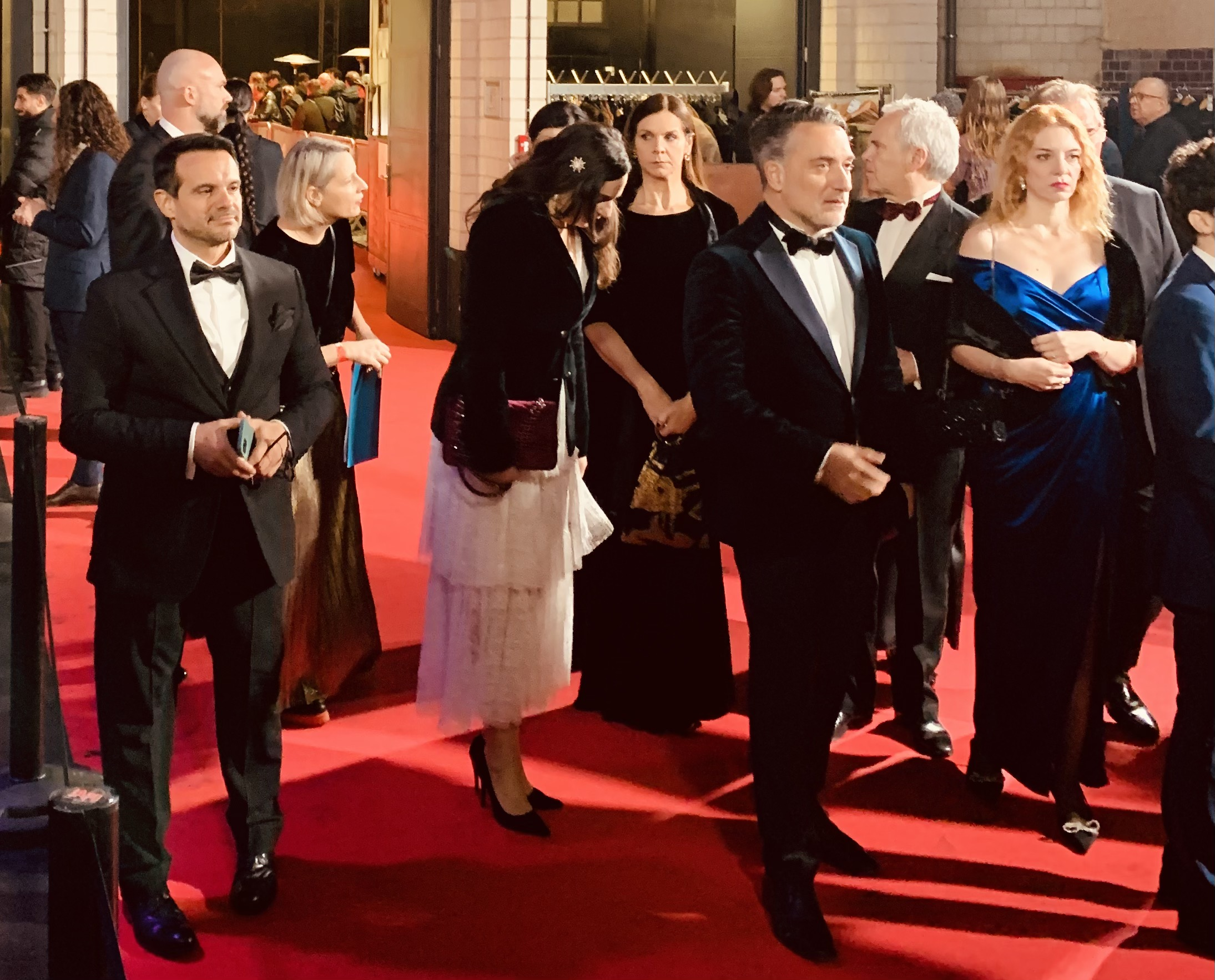
Die 36. Verleihung des Europäischen Filmpreis durch die Europäische Filmakademie, 2023

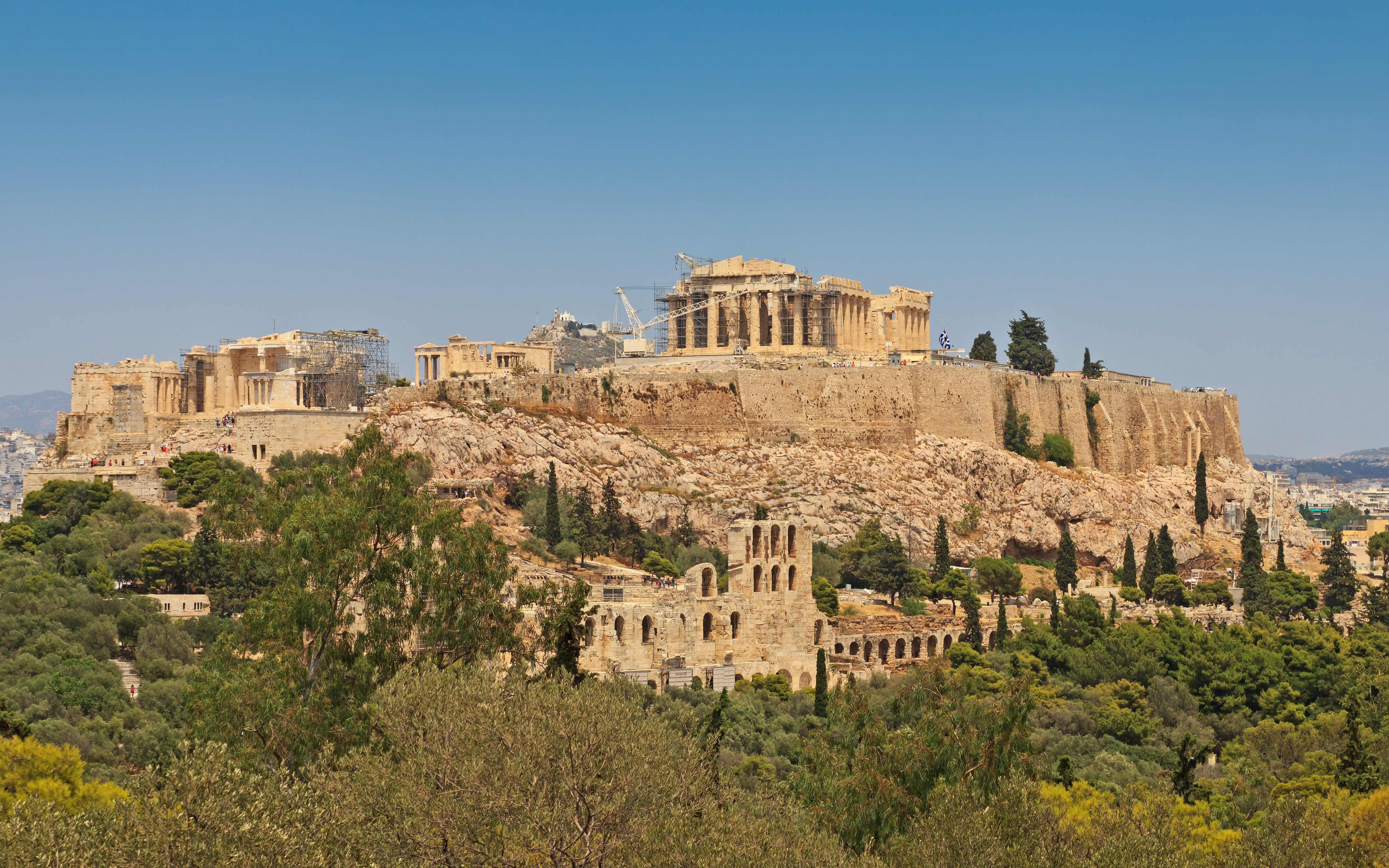
Die erste Kulturhauptstadt Europas wurde Athen im Jahr 1985

Mit der gemeinsamen Kulturpolitik will die EU „einen Beitrag zur Entfaltung der Kulturen der Mitgliedstaaten unter Wahrung ihrer nationalen und regionalen Vielfalt sowie gleichzeitiger Hervorhebung des gemeinsamen kulturellen Erbes“ (Art. 167 AEUV) leisten. Das Ziel der kulturellen Zusammenarbeit zwischen den Mitgliedstaaten der EU wird oft unter dem Schlagwort des europäischen Kulturraums gefasst.
Ausdruck des kulturellen Engagements der EU waren in den Jahren 1996 bis 1999 die Programme Kaleidoskop (Förderung künstlerischer und kultureller Aktivitäten), Ariane (Förderung des Bereichs Buch, Lesen und Übersetzung) und Raphael (Förderung des kulturellen Erbes von europäischer Bedeutung). In den Jahren 2000 bis 2004 wurden im Rahmen des Nachfolgeprogramms Kultur 2000 insgesamt 167 Millionen Euro für Projekte ausgegeben, die auf einen gemeinsamen Kulturraum zielten. Kultur 2000 wurde 2004 um zwei Jahre verlängert und wurde dann durch das Kulturförderprogramm 2007–2013 abgelöst. Der Großteil der EU-Fördermittel für Kultur von etwa 80 % kommt aus den EU-Strukturfonds, macht allerdings nur etwa 3 % aller Strukturfondsmittel aus.
Einen besonderen Akzent setzt die Aktion Kulturhauptstadt Europas. Dieser Titel wird seit 1985 jährlich einer oder zwei europäischen Städten verliehen, in denen im entsprechenden Jahr zahlreiche kulturelle Veranstaltungen stattfinden. Die so ausgezeichneten Städte erfreuen sich erhöhter Aufmerksamkeit.
Der Europäische Filmpreis wird jährlich in über 20 Kategorien vergeben. Seit 1997 wurden dort nominierte Filme u. a. mit EU-Mitteln aus dem Programm MEDIA unterstützt.

### Symbole

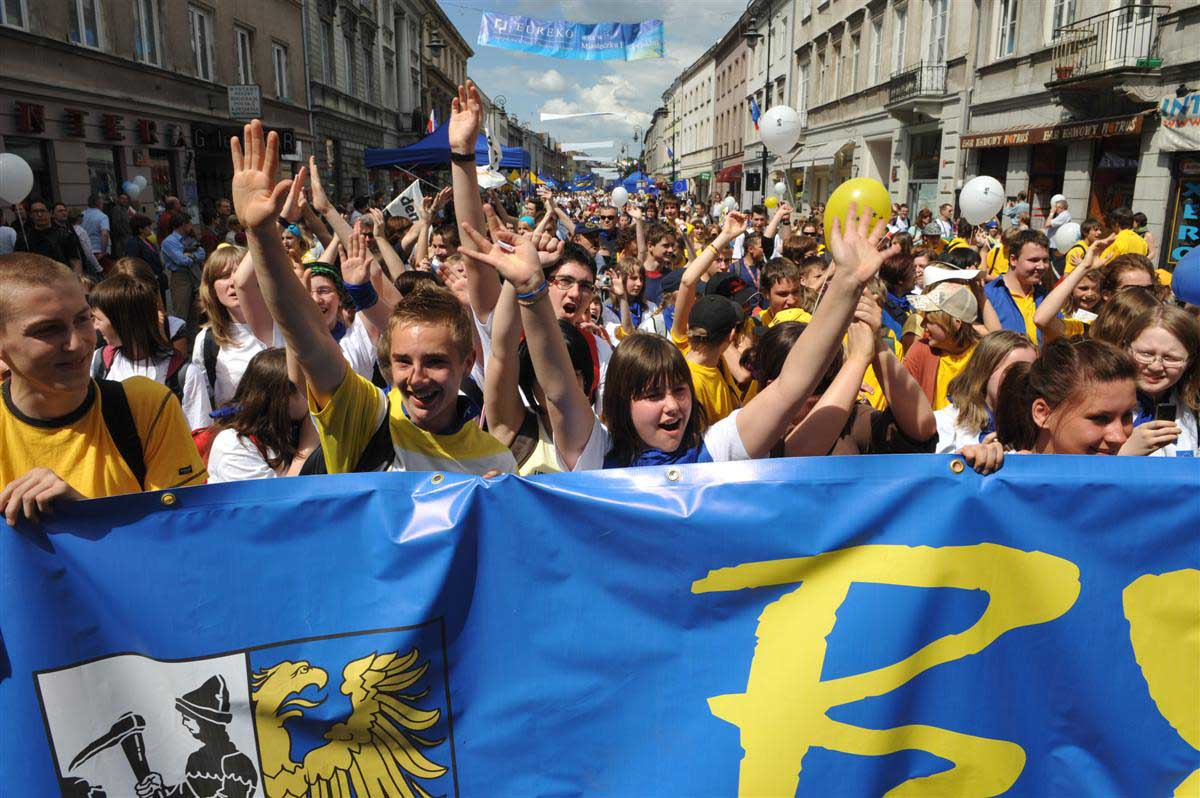
Schuman Parade am Europatag in Warschau

Die Symbole der Europäischen Union entsprechen funktional den Hoheitszeichen und sonstigen Symbolen von Nationalstaaten. Sie sollen die Politik der Europäischen Union als Gemeinschaft von Nationalstaaten widerspiegeln. Zu diesen Symbolen zählen die Europaflagge, die Europahymne, der Europatag, das Europamotto sowie die Währung Euro.
Die Europaflagge zeigt einen Kranz aus zwölf goldenen fünfzackigen Sternen auf azurblauem Hintergrund. Ihre Zahl symbolisiert nicht die Anzahl der Mitgliedstaaten, sondern soll „Vollkommenheit, Vollständigkeit und Einheit“ ausdrücken. Die Flagge wurde vom Europarat seit 1955, von der EG seit 1985 als offizielles Emblem gebraucht.
Die Europahymne ist die instrumentale Fassung des letzten Satzes der 9. Sinfonie von Ludwig van Beethoven. 1972 wurde die Melodie vom Europarat, 1985 von der EG als Hymne angenommen. Sie tritt neben die Nationalhymnen der Mitgliedstaaten und versinnbildlicht die Werte, die alle teilen, sowie die Einheit in der Vielfalt.
Der Europatag soll mit Veranstaltungen und Werbung an den Schuman-Plan vom 9. Mai 1950 erinnern, der heute als Grundstein der europäischen Einigung gilt. Auf dem Rat von Mailand 1985 wurde beschlossen, zur Erinnerung an dieses Ereignis jährlich den Europatag der Europäischen Union zu begehen, an dem nun seit 1986 zahlreiche Veranstaltungen und Festlichkeiten stattfinden.
Das Europamotto ist der Leitspruch In Vielfalt geeint, der die gemeinsame, aber national unterschiedliche europäische Identität zum Ausdruck bringen soll. Er wurde 2000 im Zuge eines Wettbewerbs unter Schülern aus 15 europäischen Staaten ausgewählt.

### Sport

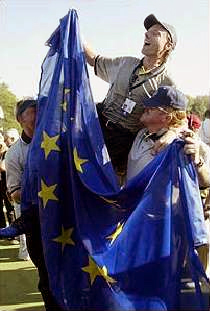
Gewinn des Ryder Cup im Jahr 2006

Erst mit dem Europäischen Jahr der Erziehung durch den Sport (2004) begann die EU sich mit Sport zu befassen. Die UEFA hatte stets argumentiert, der Sport bewege sich außerhalb der Zuständigkeit der EU. Durch die Bosman-Entscheidung 1995 hat der EuGH deutlich gemacht, dass Profisport zur Wirtschaft gehört, die europäischen Verträge somit gelten. Im Rahmen einer Anhörung 2006 wurde festgestellt, dass die Organisation nationaler Fußballligen den europäischen Verträgen zuwiderlaufe, da die unterschiedlich großen nationalen Märkte die Entwicklung der Fußballvereine beeinträchtigten.
Im Weiss-Buch Sport der EU von 2007 sind die Probleme aufgelistet, die durch das Ende des Amateur-Statuts entstanden sind (der Spitzensport ist damit in der Regel ein Wirtschaftsgut); dennoch wird er gemäß § 165 des Vertrages von Lissabon weiter als Amateursport behandelt. Zwar werden inzwischen EU-Mittel für den Sport bereitgestellt (Mobilität, Integration von Ausländern, Gesundheitsprophylaxe etc.), aber eine eigene EU-Sportpolitik gibt es bisher nicht.
Im Ryder Cup tritt gegenwärtig die aus Europäern zusammengesetzte Mannschaft unter der Flagge der EU an. Außerdem finanziert die EU die jährlich stattfindende Europäische Woche des Sports.

### Identität
Ausgehend vom Adonnino-Bericht zum „Europa der Bürger“, der 1985 vom Europäischen Rat angenommen wurde, konnten eine Vielzahl teils symbolischer, teils politischer Maßnahmen verwirklicht werden, um die Europäische Gemeinschaft im Alltag erfahrbar zu machen und eine gemeinsame Europäische Identität zu fördern.

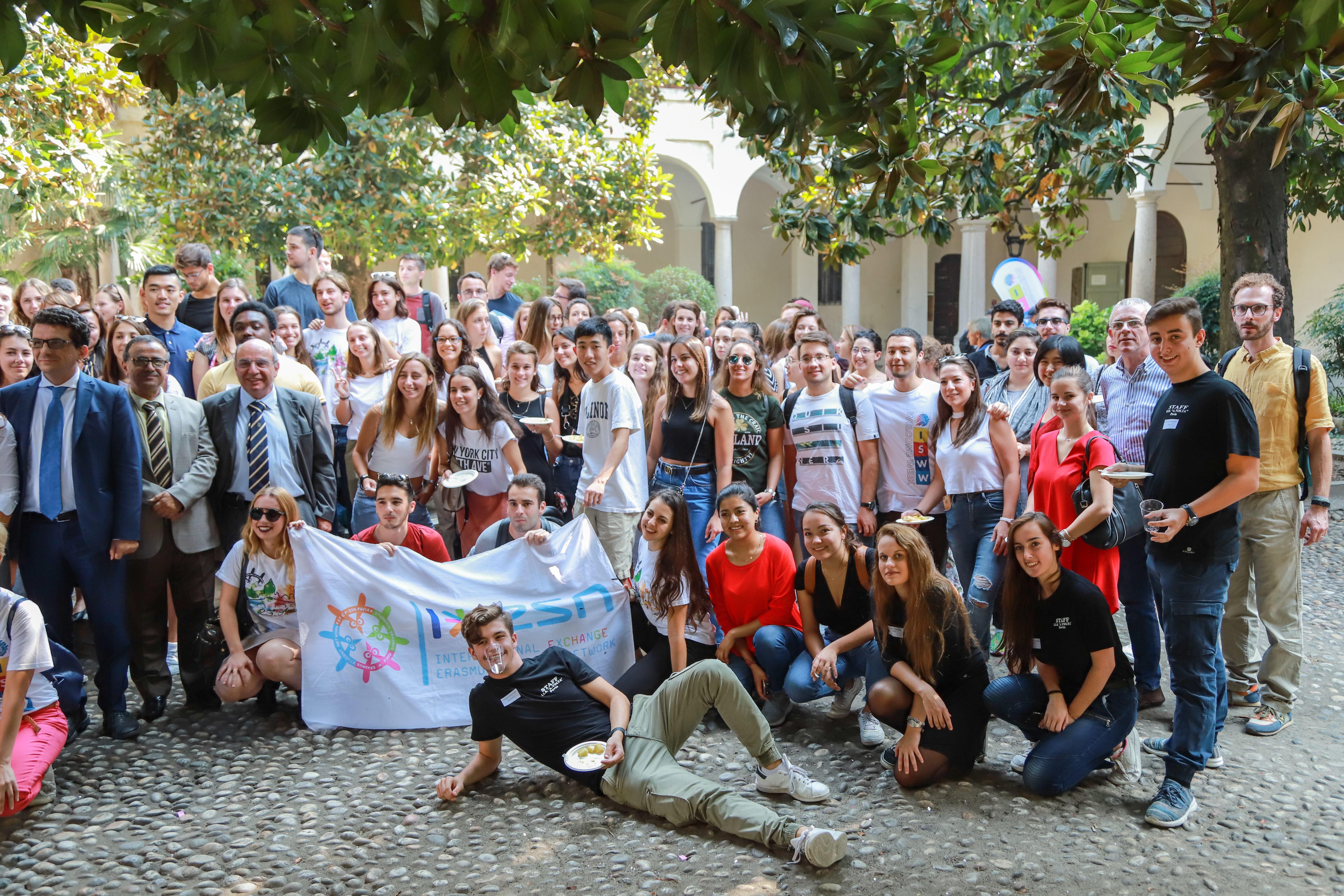
Junge EU-Bürger im Rahmen des Erasmus-Programms in Pavia

Diese reichten von den EU-Symbolen über den Europäischen Führerschein, das Studentenaustauschprogramm Erasmus, die Unionsbürgerschaft, die Schaffung eines Europäischen Bürgerbeauftragten und das individuelle Petitionsrecht beim Europäischen Parlament bis zum EU-weiten Kommunalwahlrecht am jeweiligen Wohnort. Eine größere Rolle spielen außerdem das Schengener Abkommen, durch das in der EU auf Kontrollen des grenzüberschreitenden Personenverkehrs verzichtet wird, und der Euro als gemeinsame Währung.
Inwieweit dies einem europäischen Identitätsbewusstsein aufhelfen kann bleibt offen. Häufig bildet nicht die EU, sondern der Nationalstaat den gesellschaftlichen Orientierungsrahmen der Europäer. Medien, Bildungssysteme, soziale Gruppierungen sowie Interessenverbände sind noch vorwiegend auf nationaler Ebene organisiert. Neben unterschiedlicher kultureller Traditionen ist es vor allem die Sprachbarriere, die große Teile der EU-Bevölkerung von entsprechender Partizipation ausschließt und die Herausbildung einer europäischen Öffentlichkeit behindert. Im Zuge der Digitalisierung haben außerdem fast alle EU-Gesellschaften einen Großteil ihrer Medienhoheit an außereuropäische IT-Unternehmen abgeben müssen. Die Vermittlung und Bewirtschaftung von Inhalten und kulturellen Werten schwächte sich dadurch bis 2020 deutlich ab.

## Perspektiven
Die singuläre Mischung von supranationalen und intergouvernementalen Strukturmerkmalen des EU-Staatenverbunds und seiner Organe war und ist zum einen Gegenstand vielfältiger Kritik und zum anderen unterschiedlicher Zielperspektiven für die künftige Entwicklung der Europäischen Union. Ein Thema der Kritik ist u. a. ein den Organen der EU nachgesagtes Demokratiedefizit, dem in der bisherigen Entwicklung unter anderem mit einer Stärkung der Stellung des Europäischen Parlaments und der Ausgestaltung einer Unionsbürgerschaft entgegengewirkt wurde.
Den Pro-Europäern stehen Euroskeptiker gegenüber. Diese geben europäische Politik als ursächlich aus für Probleme und Krisenerscheinungen auf nationalstaatlicher Ebene, die in der Bevölkerung als zentral wahrgenommen werden. In kultureller Hinsicht sehen viele Euroskeptiker die EU als Gefährdung der nationalen Eigenständigkeit. Pro-Europäer sehen hingegen nicht selten die Vorteile einer Gemeinschaft im Umfeld globaler Herausforderungen und Bedrohungen.
Zu den wesentlichen Gefahrenpotenzialen für die EU-Mitgliedsstaaten zählt die Herausbildung zahlreicher Monopole in Bereichen der IT-Wirtschaft. Die Übernahme von internetgestützten Infrastrukturen hatte Auswirkung auf weite Teile des Handels, der Finanzwirtschaft, des Soziallebens, der Kulturwirtschaft, der Medienvielfalt, der Gesundheit und der Datenverarbeitung. Durch privatwirtschaftliche Konzentrationsprozesse, die seit dem Jahr 2000 voranschreiten, haben erhebliche Teile der in der EU ansässigen Behörden, Firmen und Bürger die Selbstbestimmtheit bezüglich Kommunikations- und Informationstechniken verloren.
Mit dem Brexit-Referendum von 2016 und dem 2020 nachfolgenden Austritt des Vereinigten Königreichs aus der EU geriet der Prozess einer fortgesetzten europäischen Integration deutlich ins Stocken. Andererseits sank in den Jahren 2020 bis 2022 die Zustimmung der Bevölkerung zum Verlassen der EU gegenüber dem Zeitraum 2016/2017 über alle EU-Staaten hinweg – um rund 4,5 Prozentpunkte in Tschechien und Schweden bis zu über 10 Prozentpunkte in Finnland. Gemäß der Umfrage des European Social Survey war im Befragungszeitraum 2020/2022 die Zustimmung zu einem EU-Austritt in Tschechien mit 29,2 % am höchsten und in Spanien mit 4,7 % am geringsten. Die emotionale Bindung zur EU stieg in den meisten Mitgliedsstaaten von 2016 bis 2022 an und blieb in einigen anderen stabil.
Einen weithin beachteten Reformplan hat der französische Staatspräsident Emmanuel Macron mit seiner Initiative für Europa 2017 vorgelegt. 2024 erneuerte und ergänzte er zahlreiche Vorschläge. Im selben Jahr schlug der Sonderbeauftragte Enrico Letta in einem Bericht Maßnahmen vor, um die strategische Wettbewerbsfähigkeit der EU zu fördern.